# Види головних уборів
На цій сторінці представлені різноманітні головні убори світу, класифікованих за типами. Один і той же убір може водночас бути присутній у різних розділах.

## Хутряні

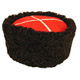
Кубанка
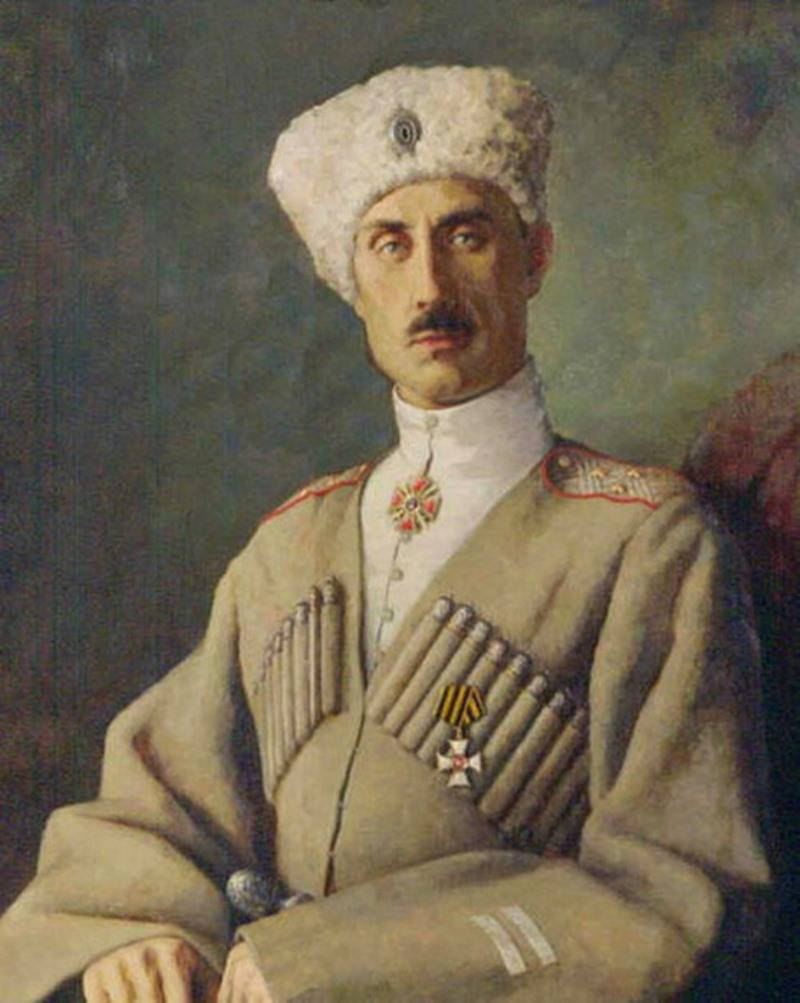
Папаха
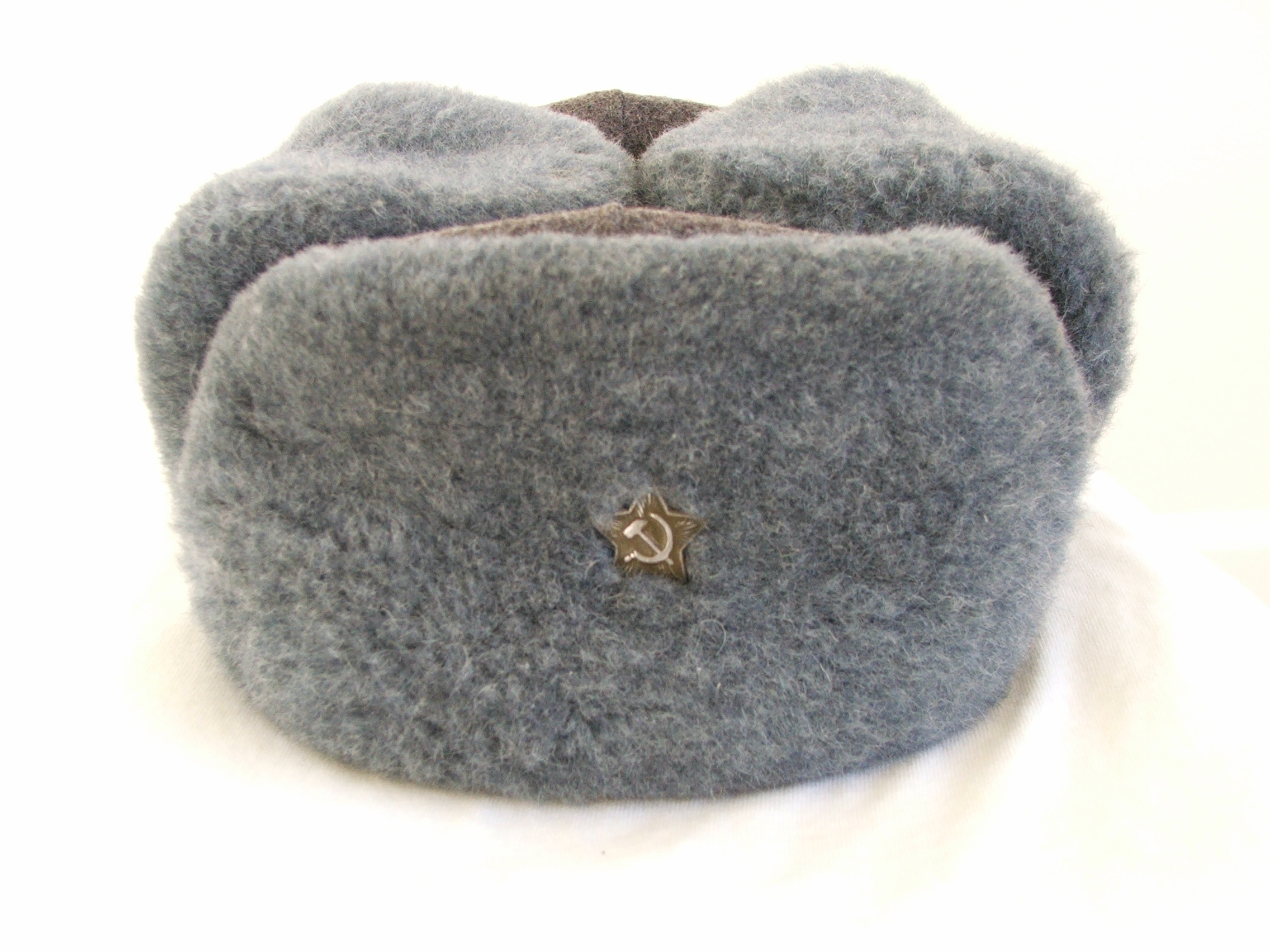
Вушанка радянська
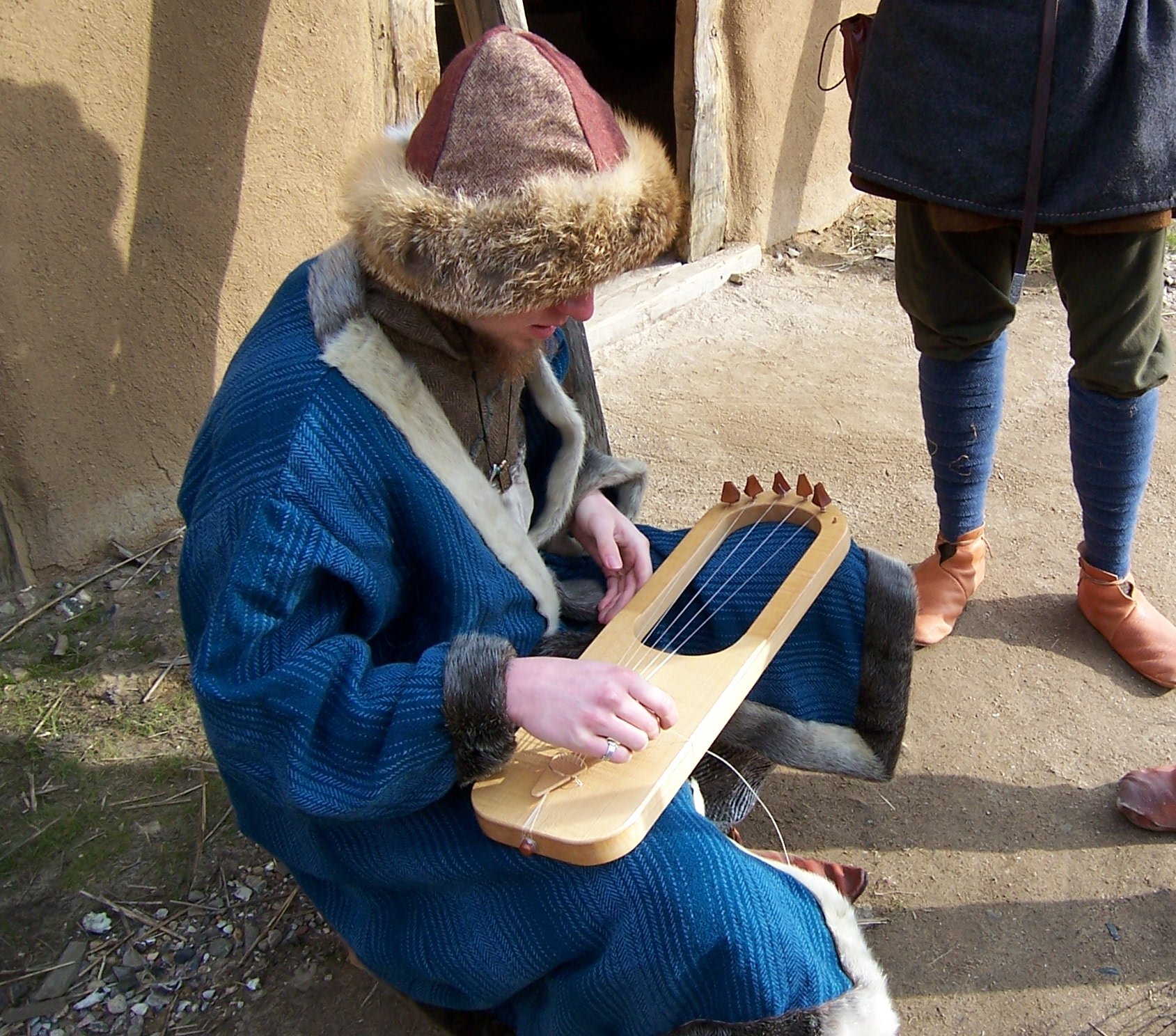
Кучма
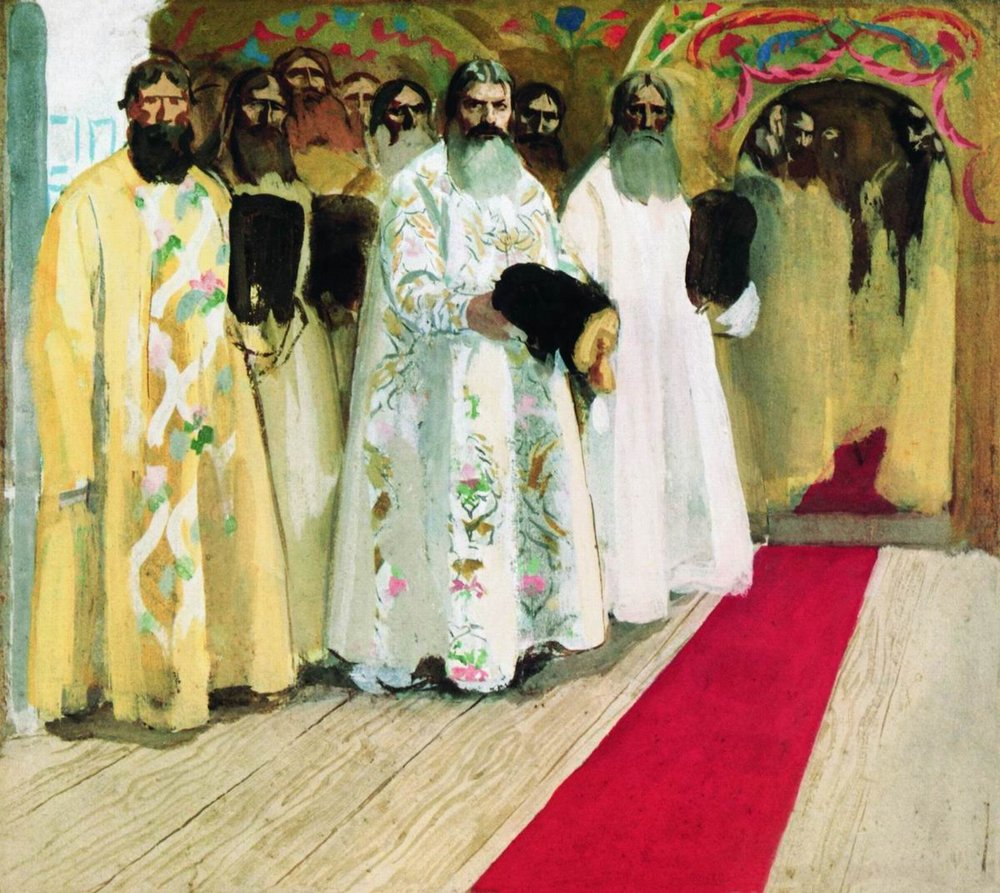
Шапка горлатна
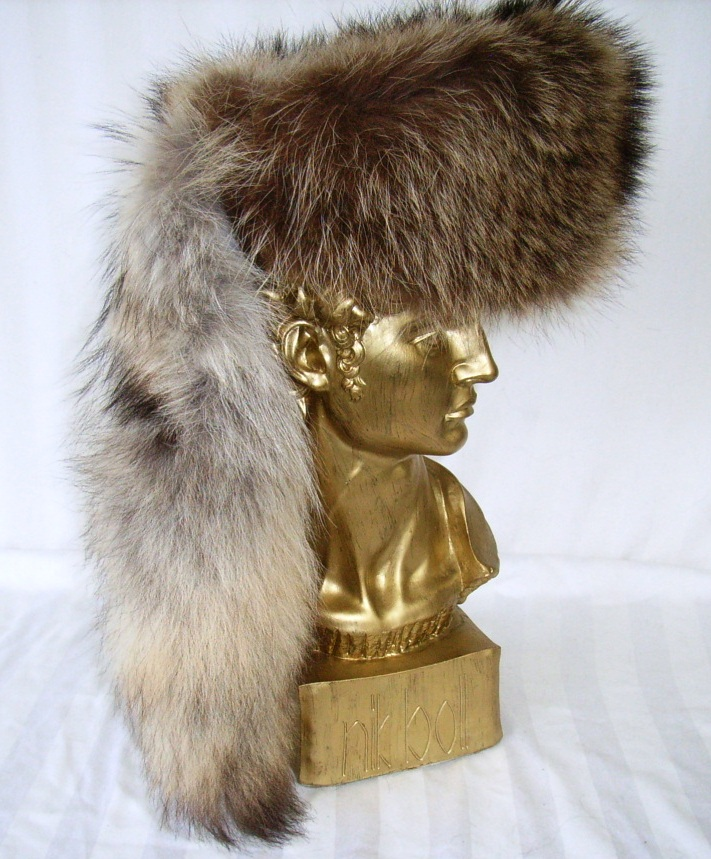
Єнотова шапка

## Легкі

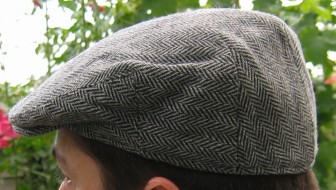
Кепка[en]
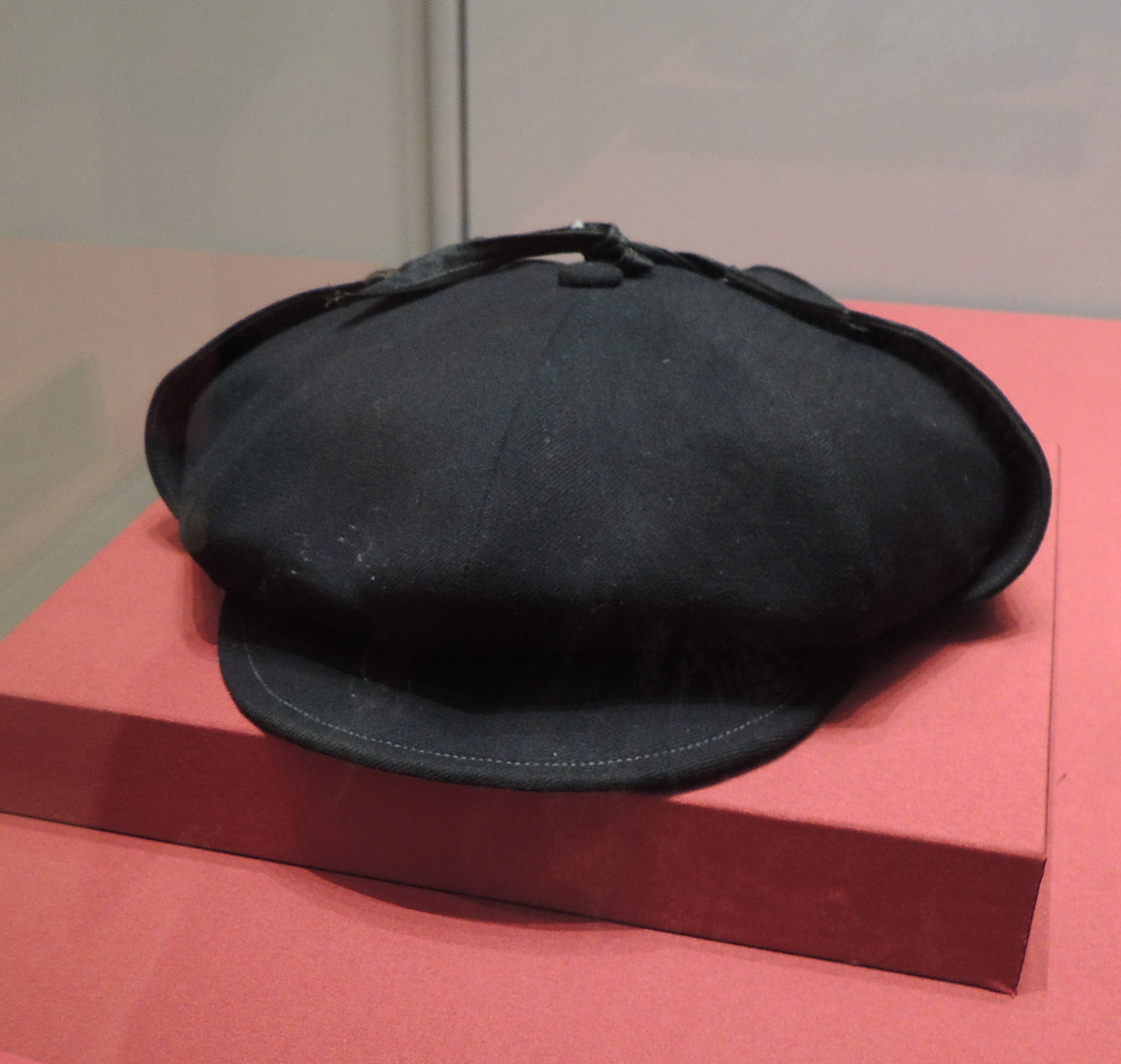
Восьмиклинка
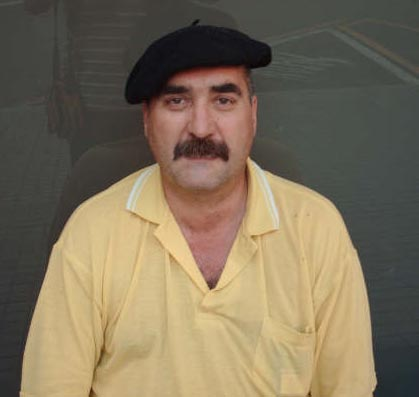
Берет
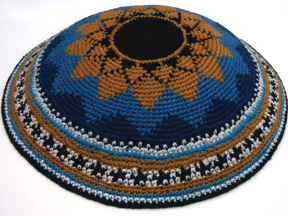
Ярмулка
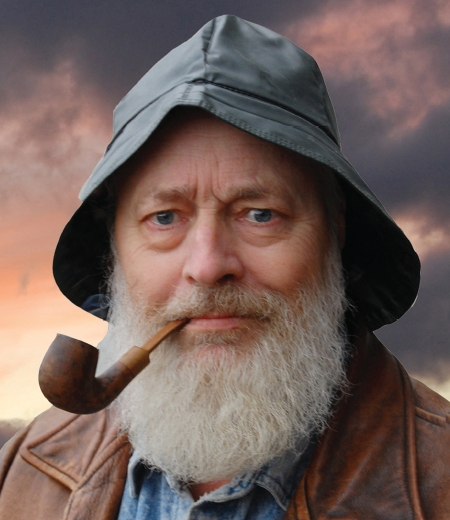
Зюйдвестка
Бейсболка
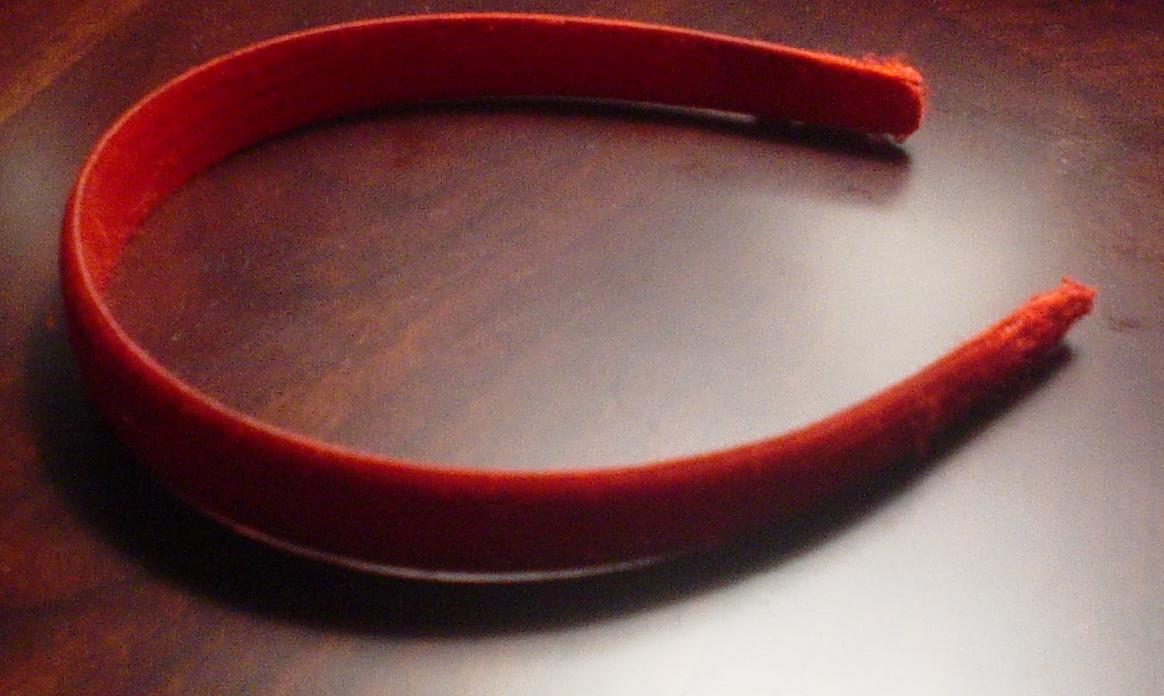
Головна стрічка

## Корони

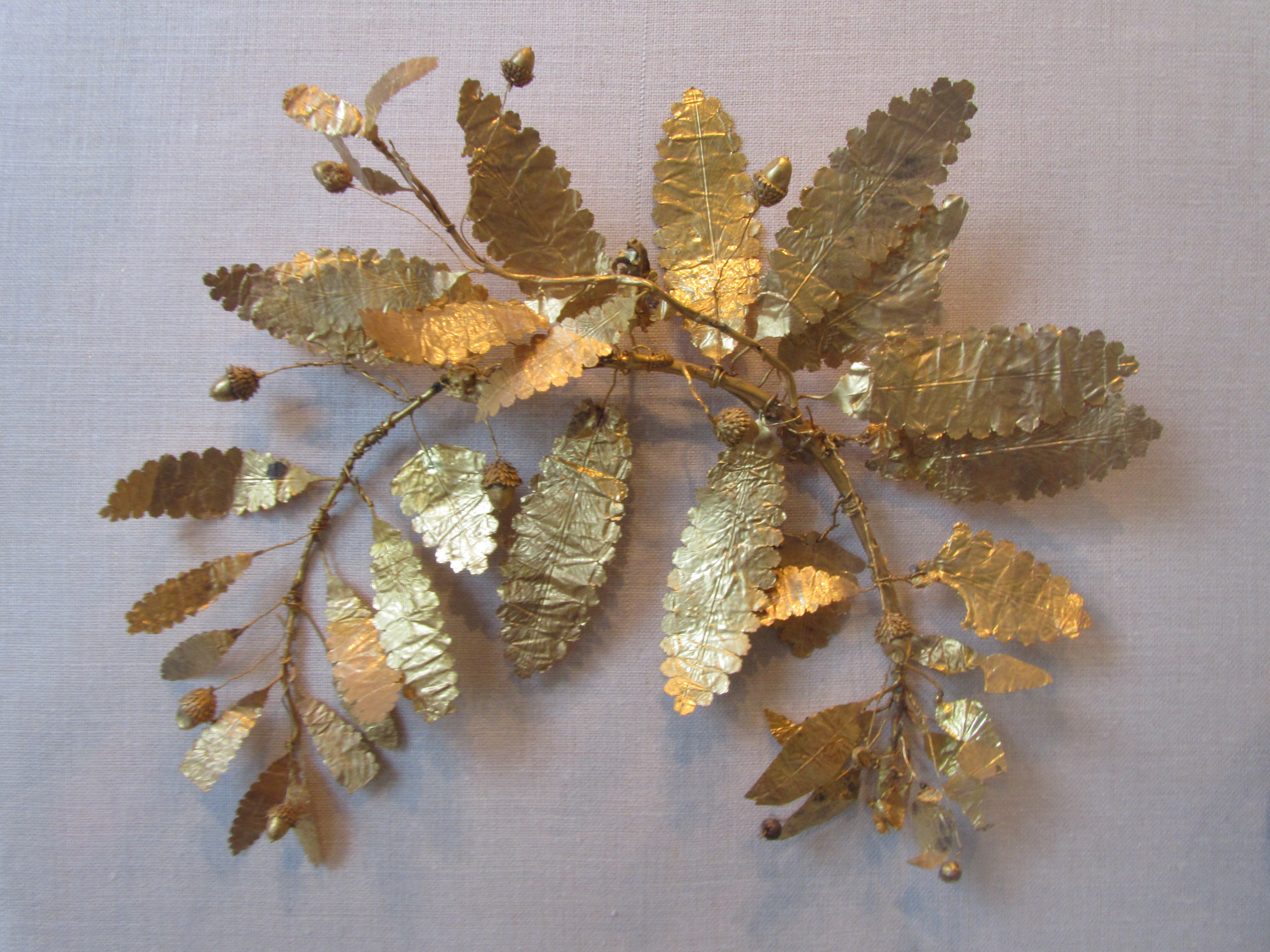
Вінок
Діадема
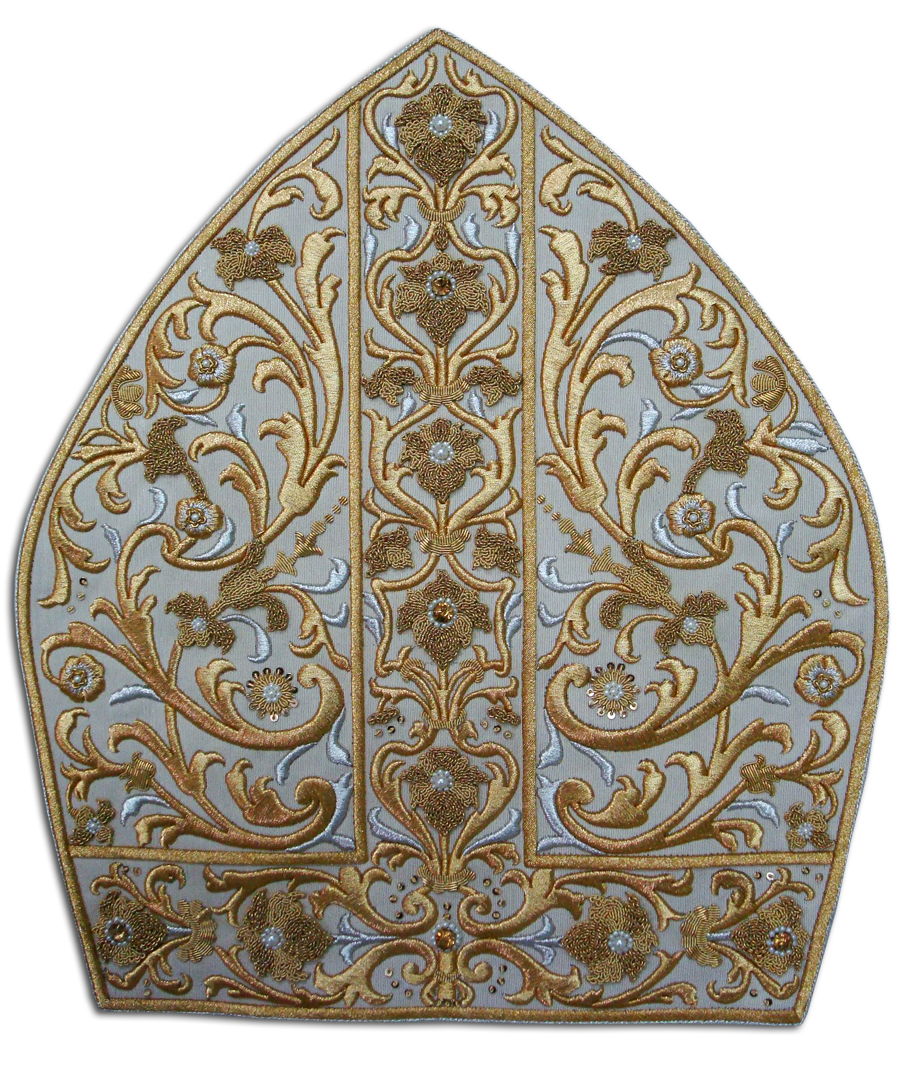
Митра західна
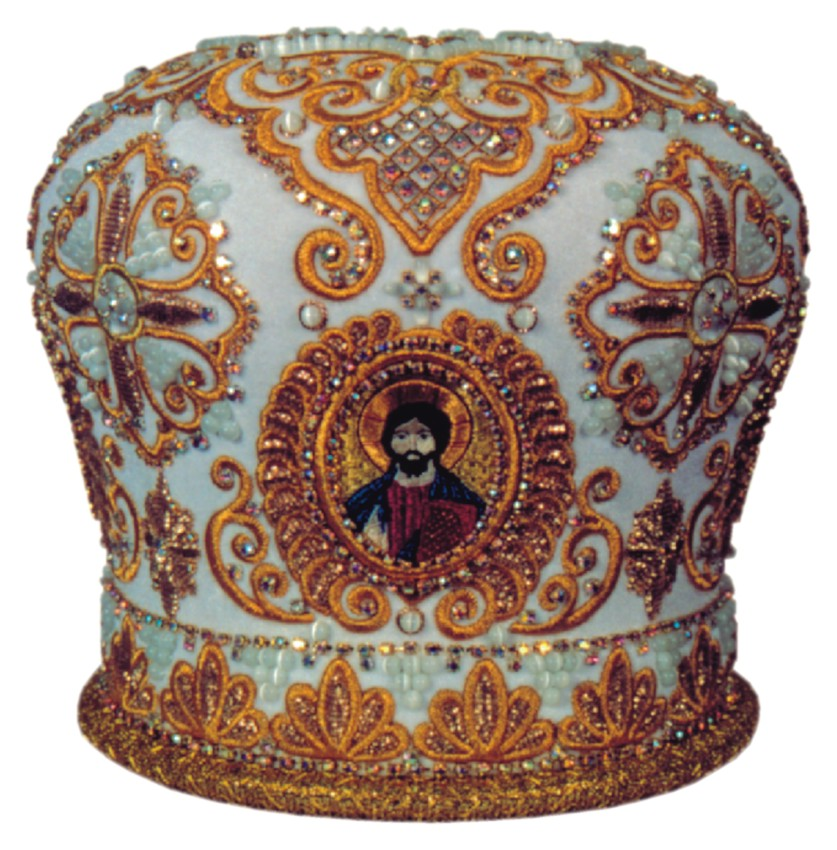
Митра східна
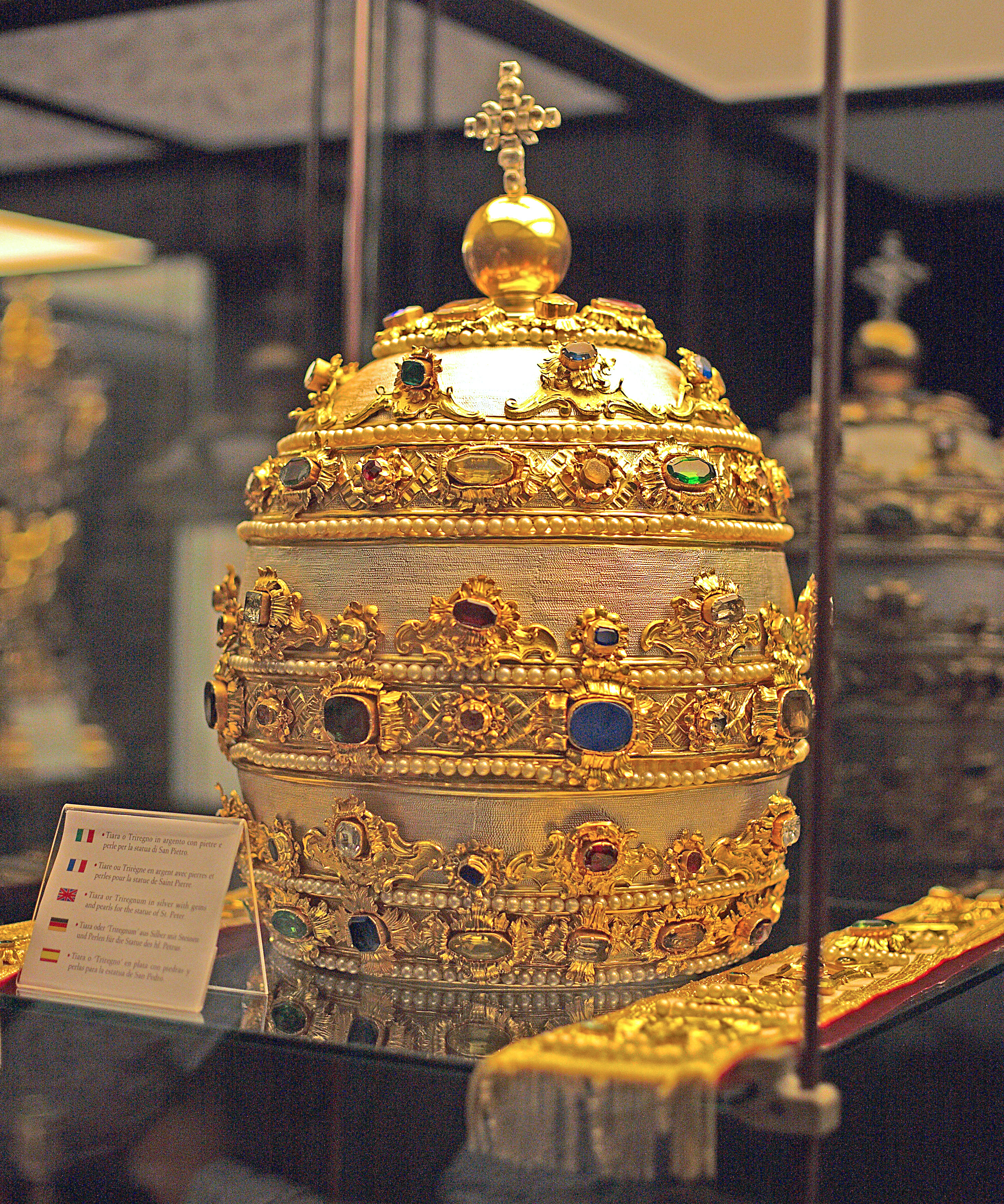
Тіара
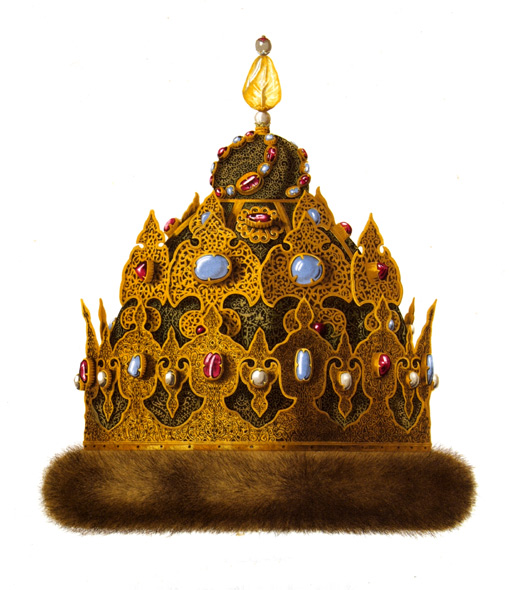
Шапка Казанська
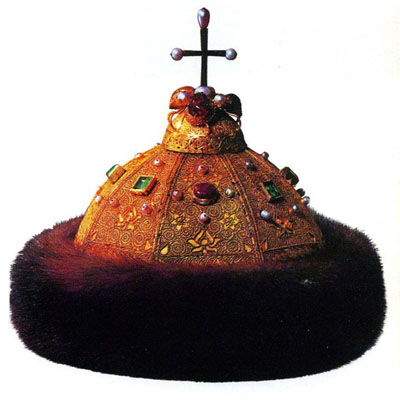
Шапка Мономаха

## Капелюхи

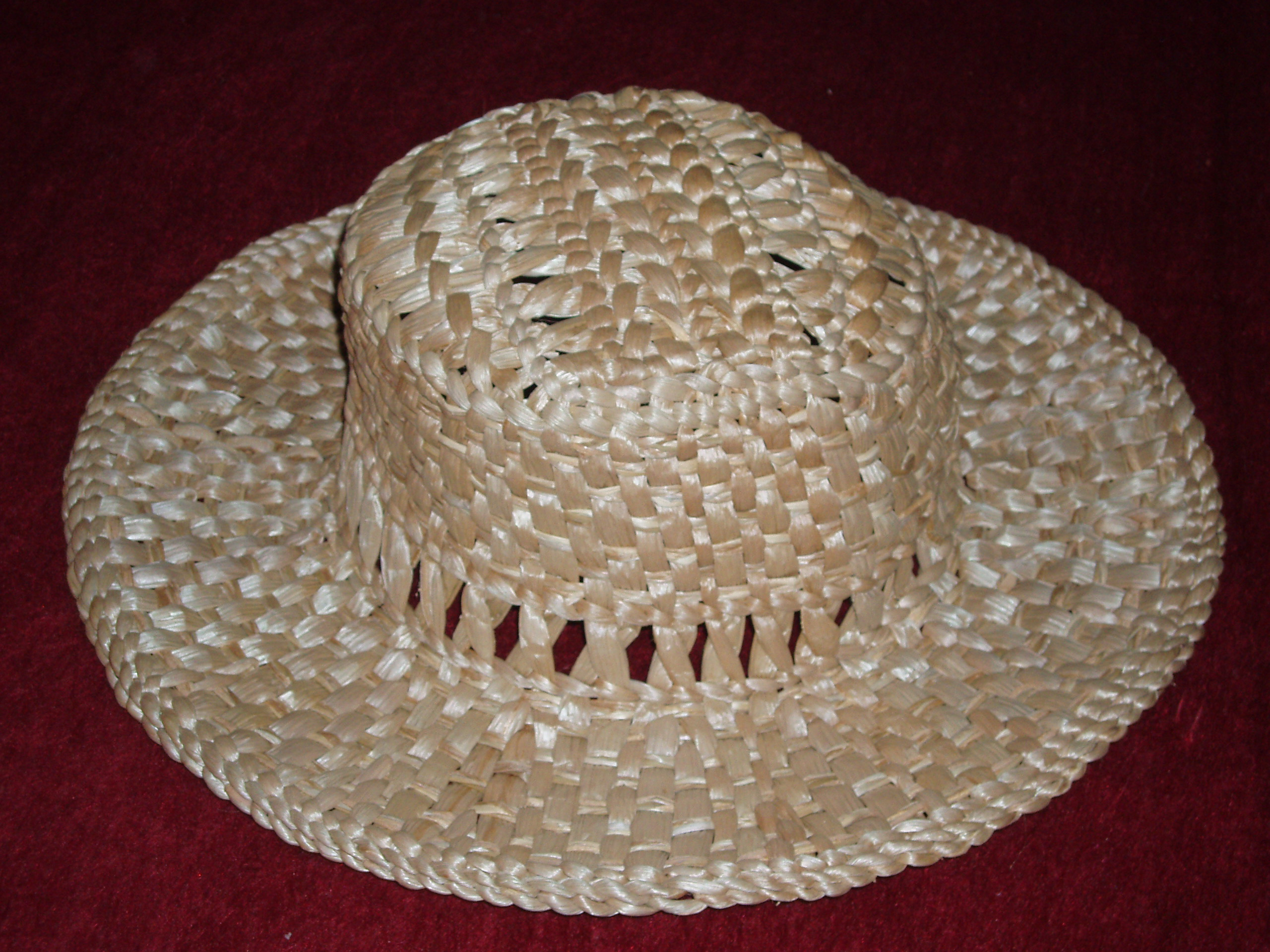
Бриль
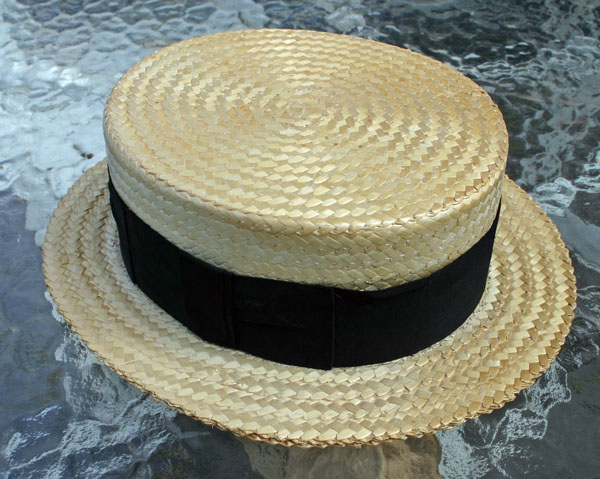
Канотьє
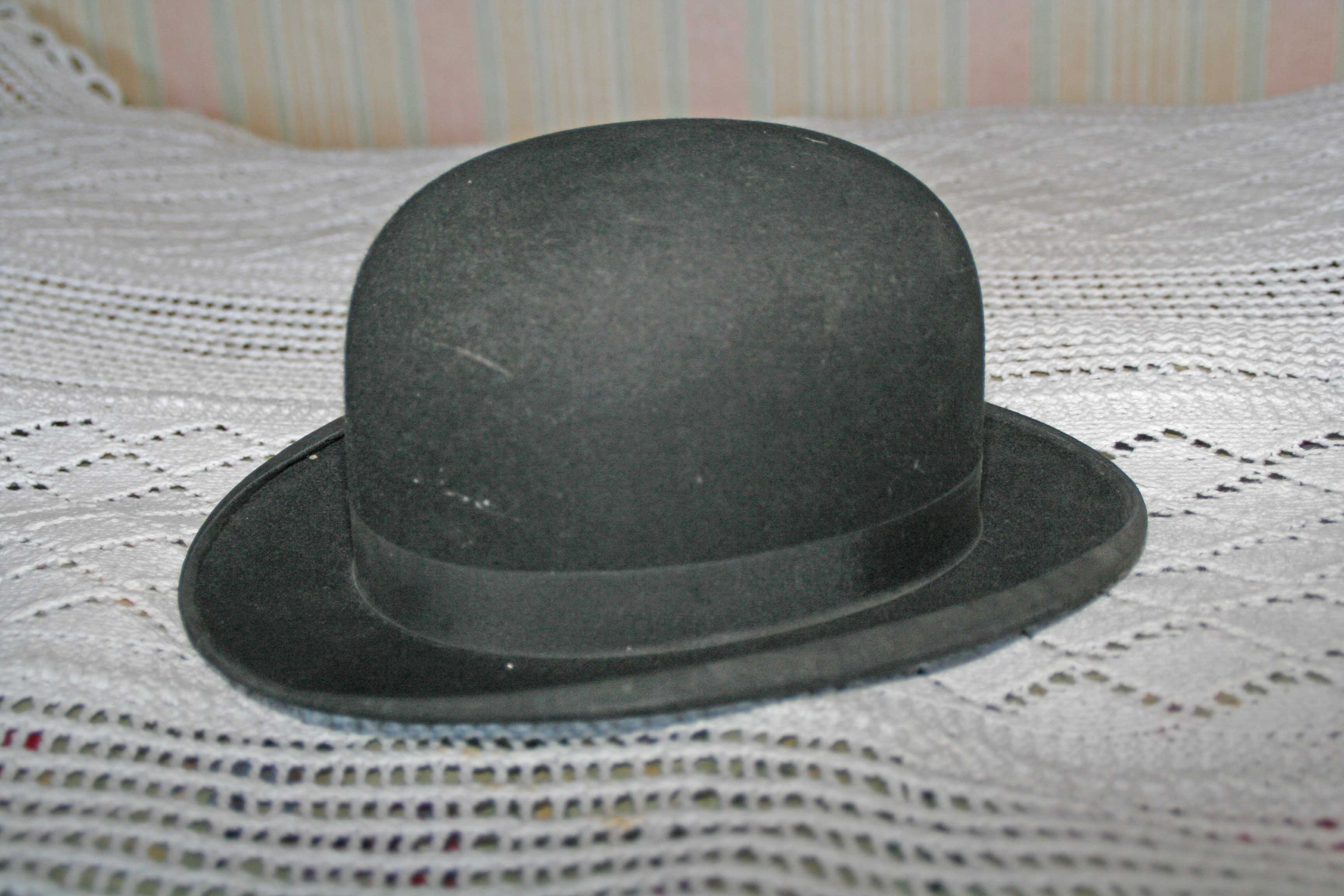
Котелок
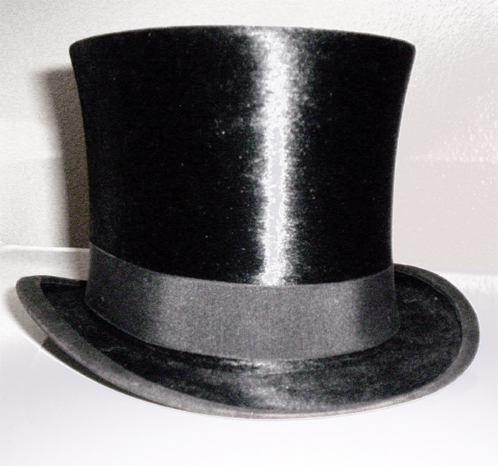
Циліндр
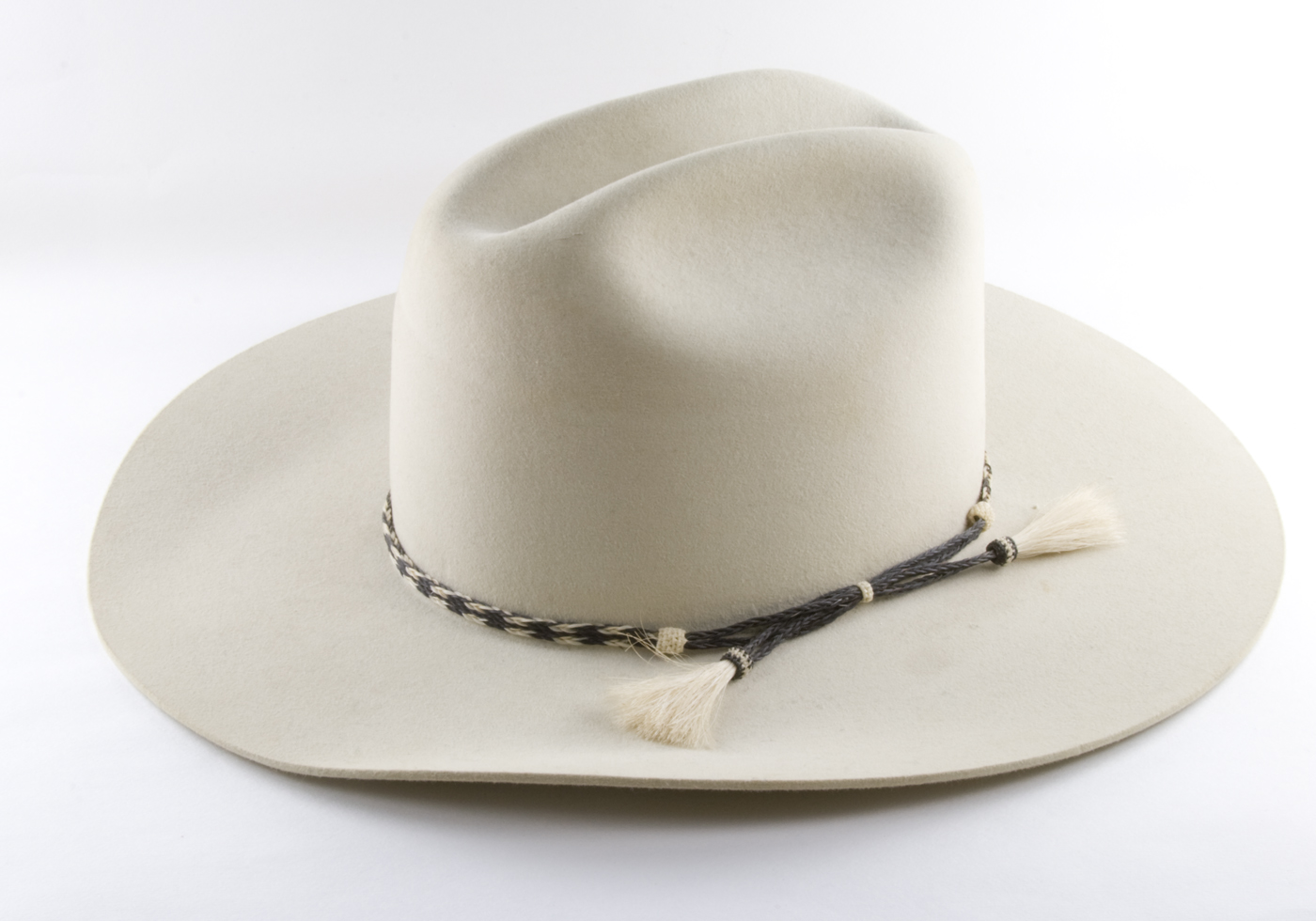
Ковбойський капелюх
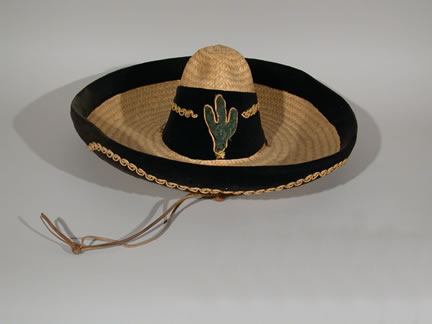
Сомбреро
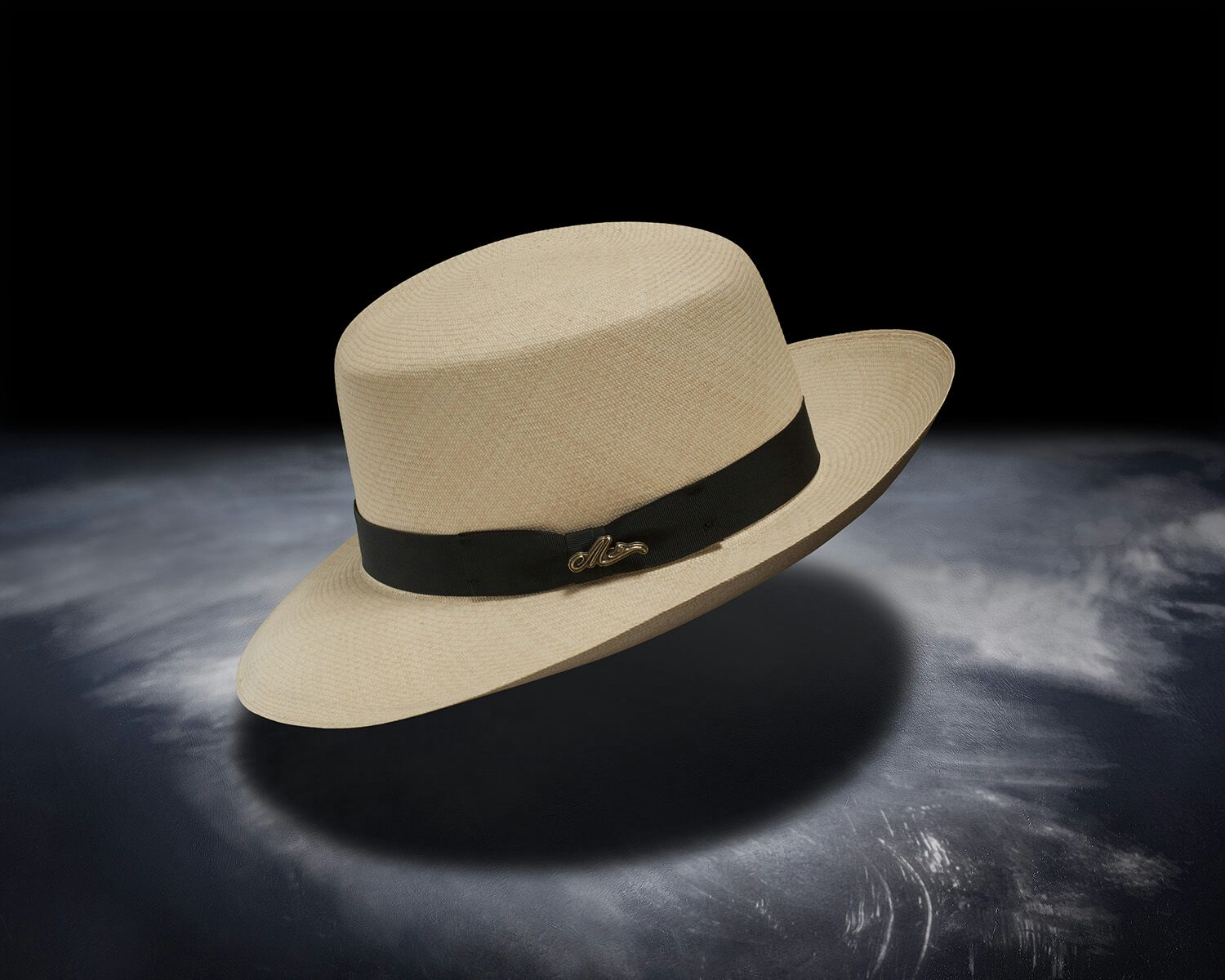
Панама

## Каптури і ковпаки

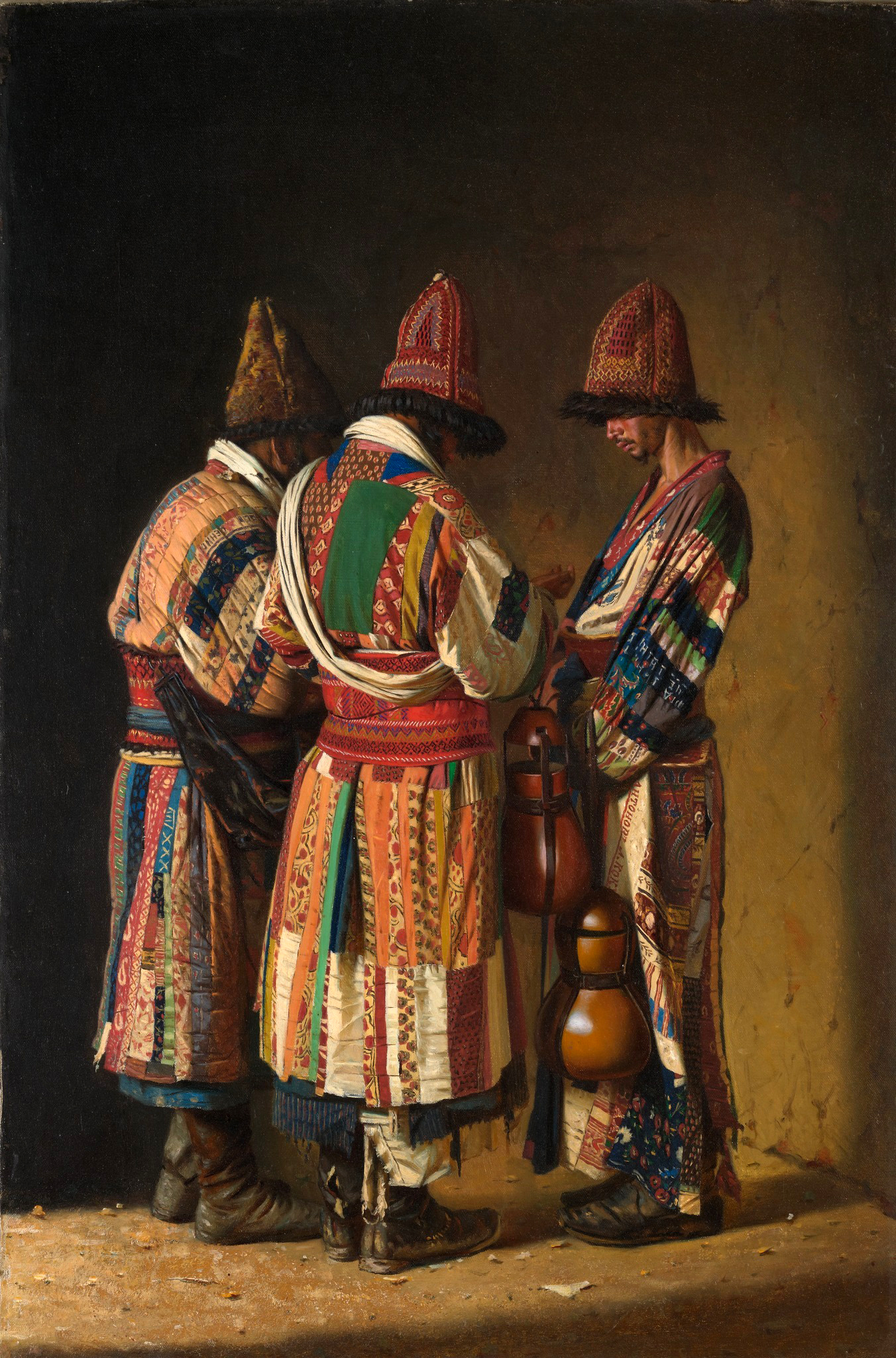
Ковпак
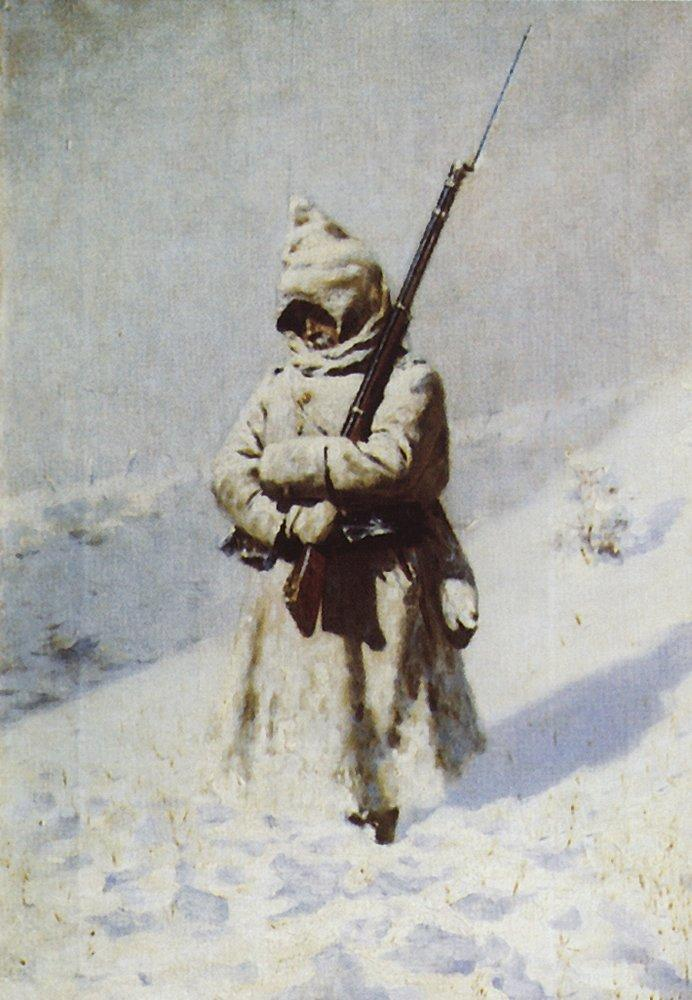
Башлик
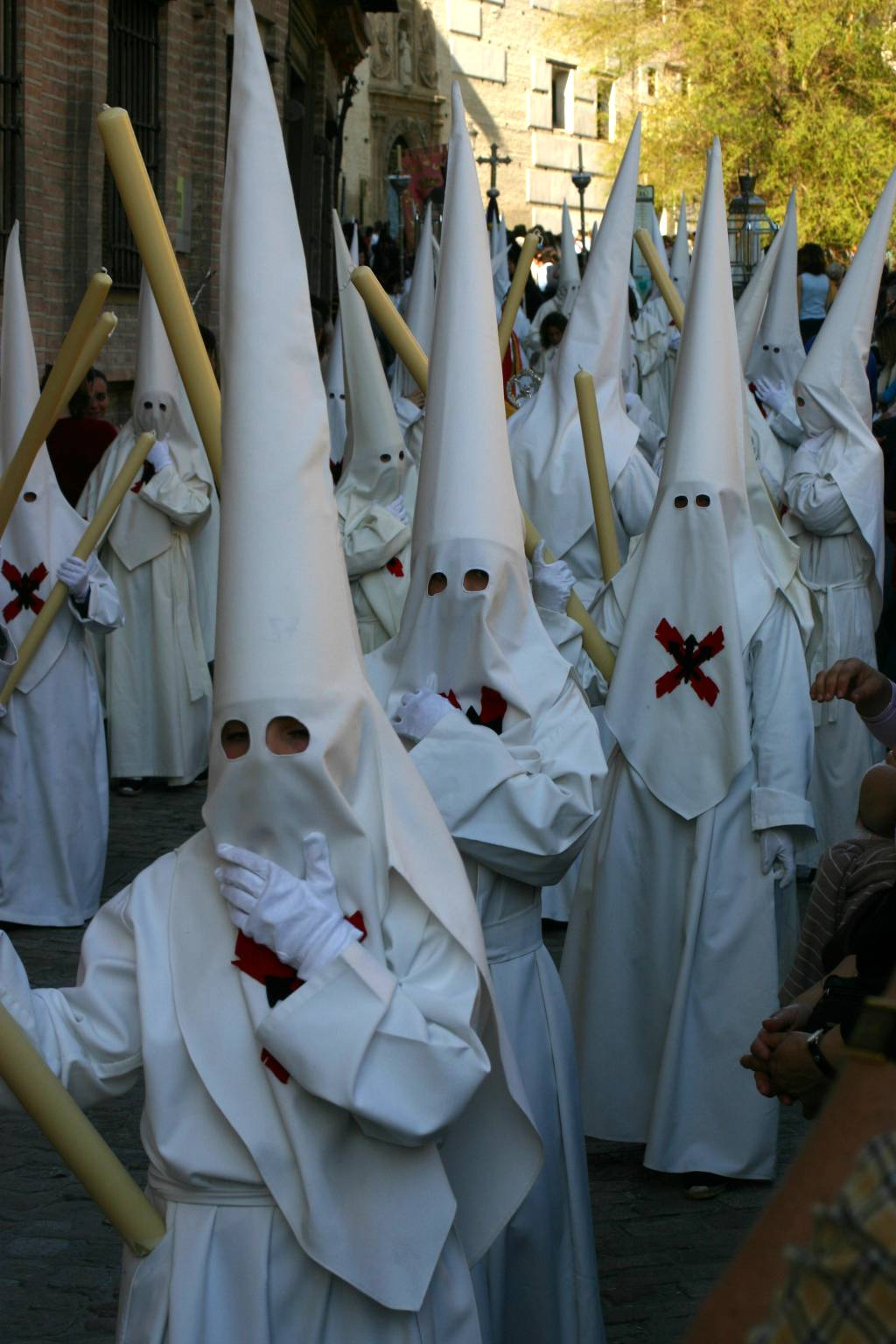
Капірот

## Професійні

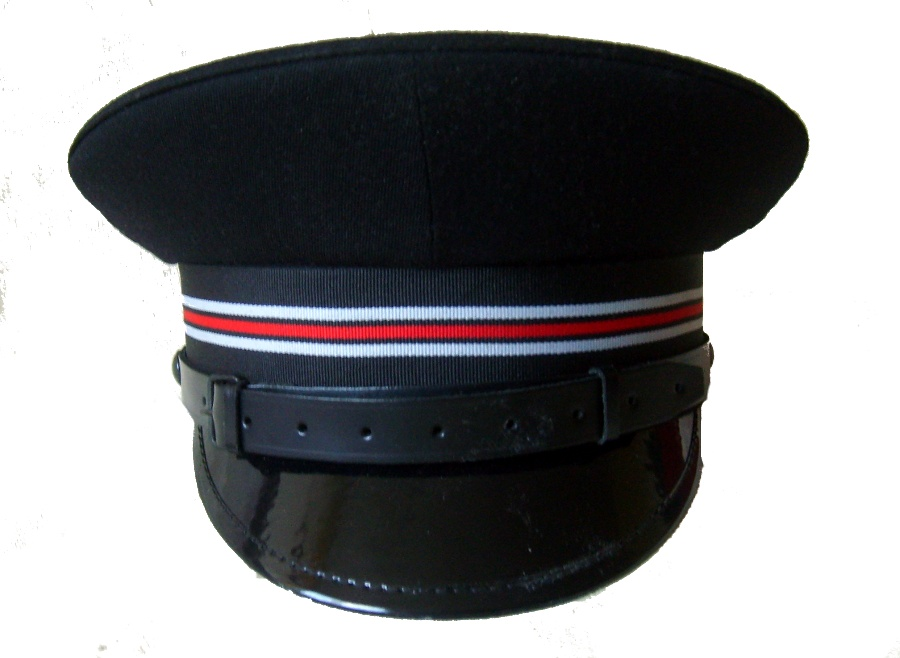
Кашкет
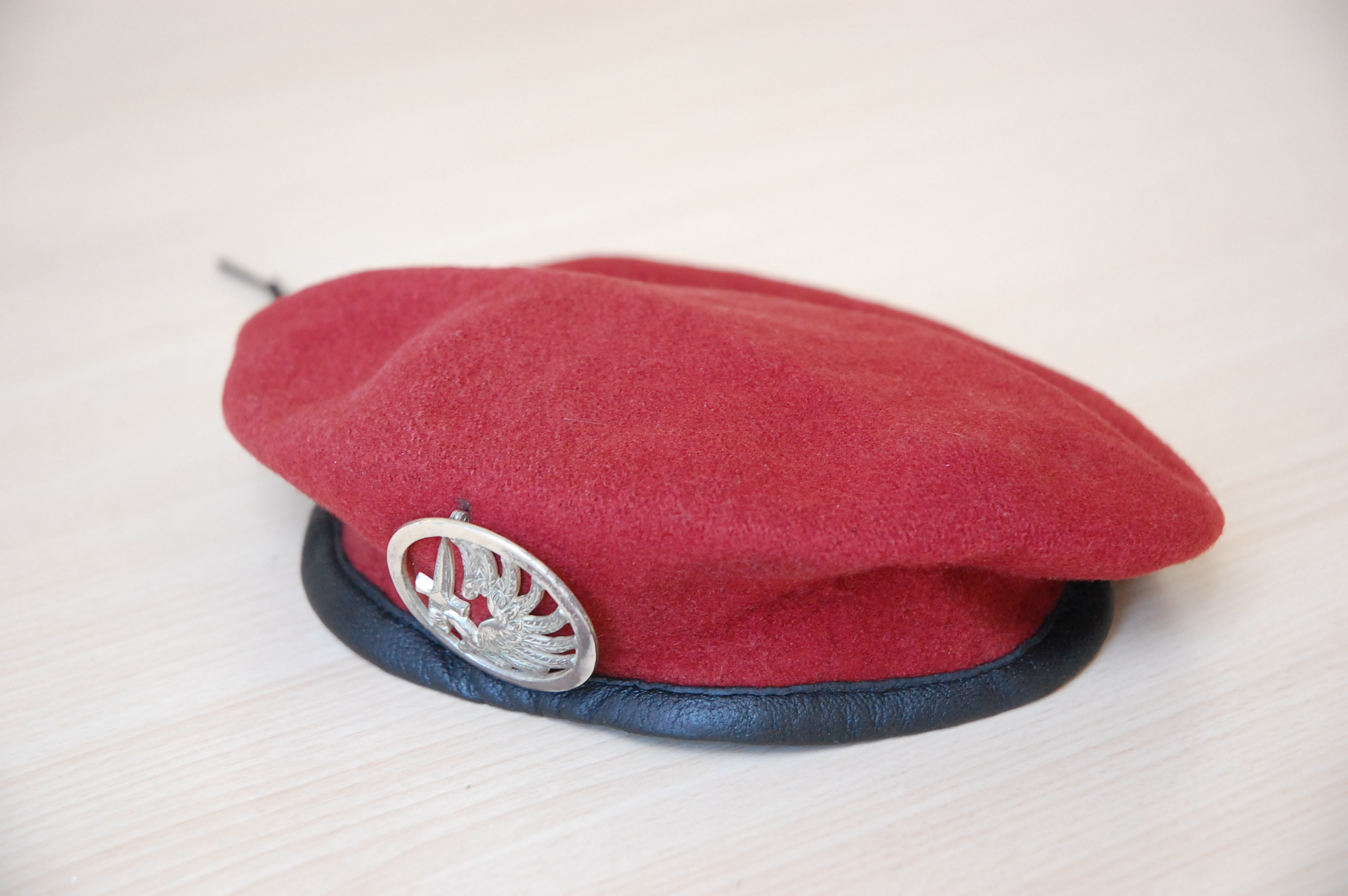
Берет
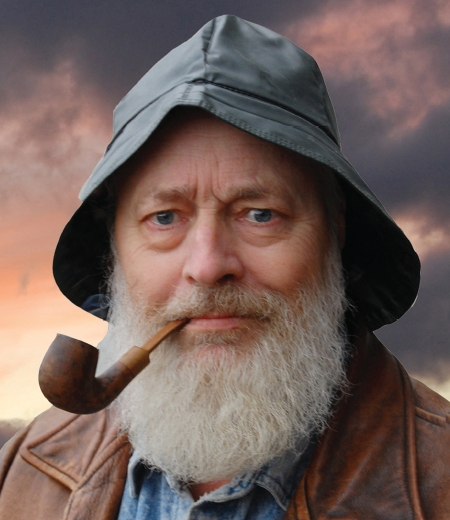
Зюйдвестка
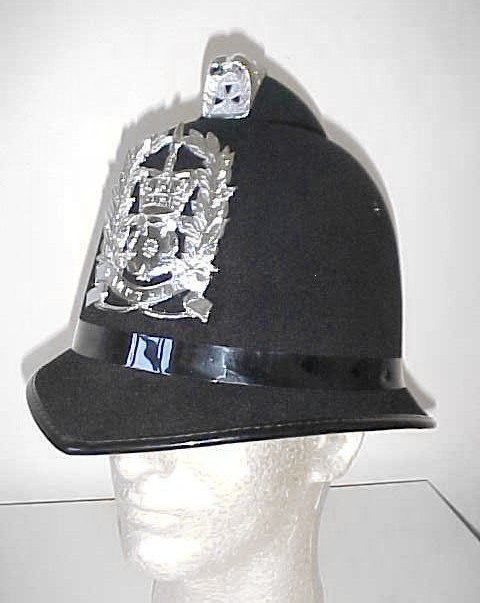
Шолом констебля
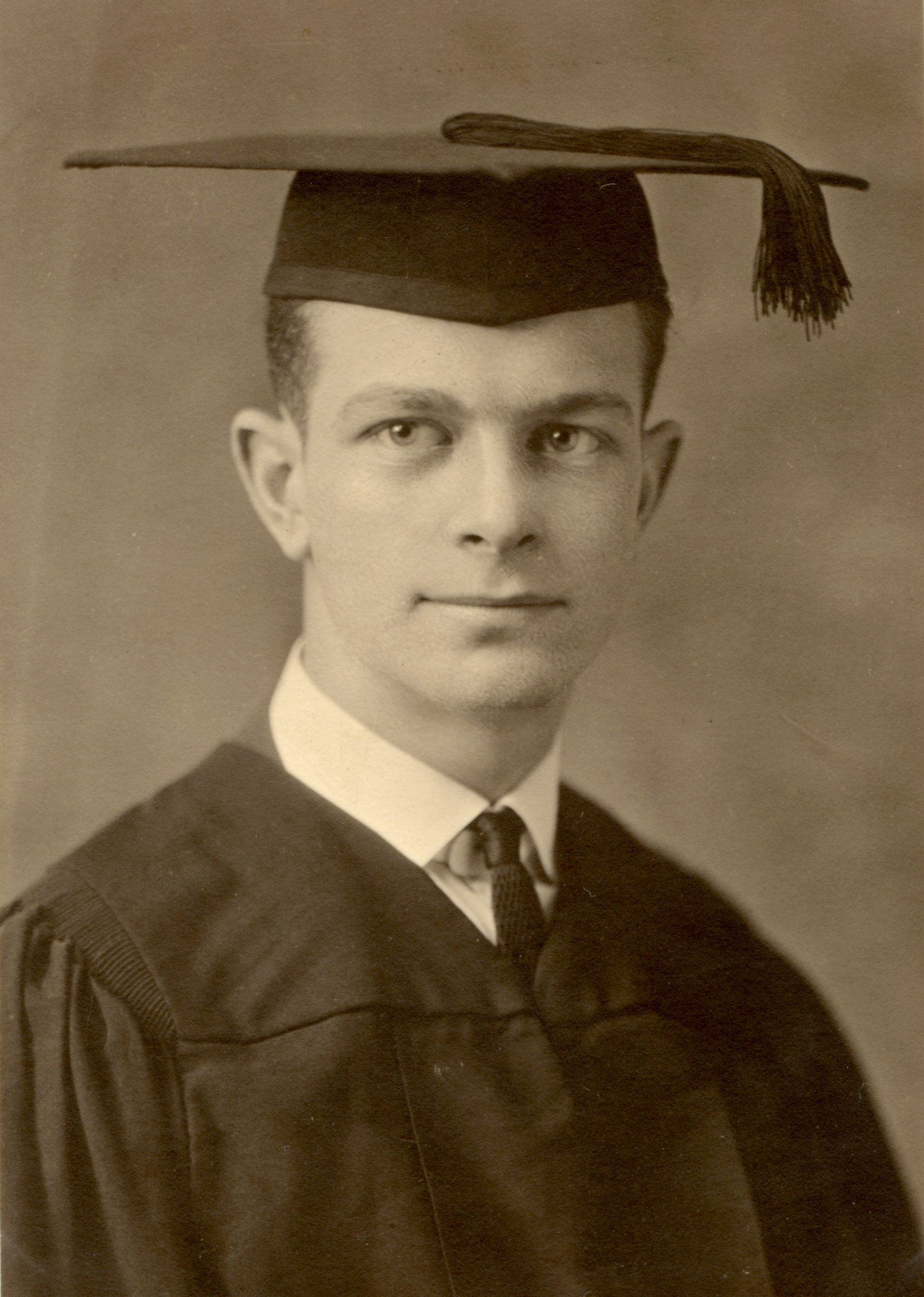
Академічна шапочка
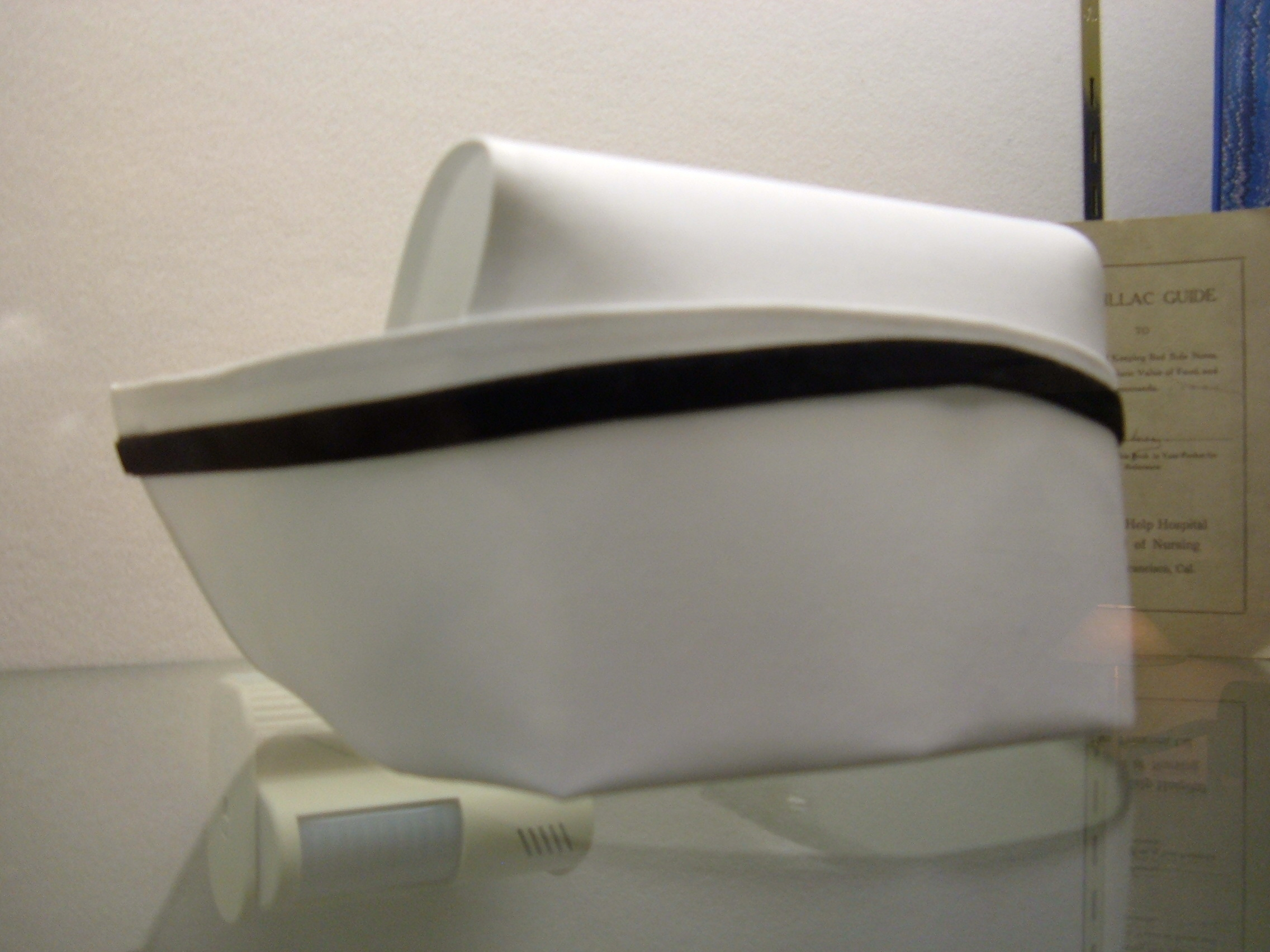
Шапочка медсестри
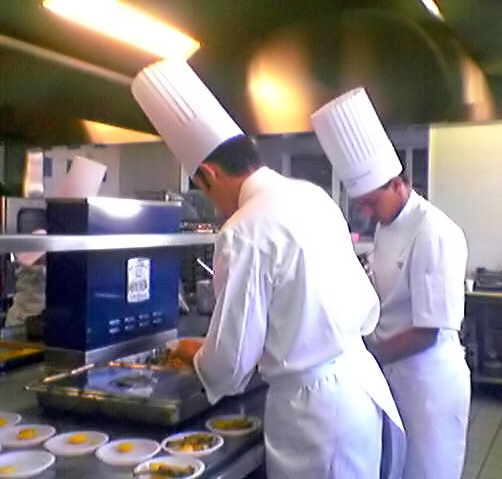
Кухарський ковпак

## Військові головні убори

### Легкі військові головні убори

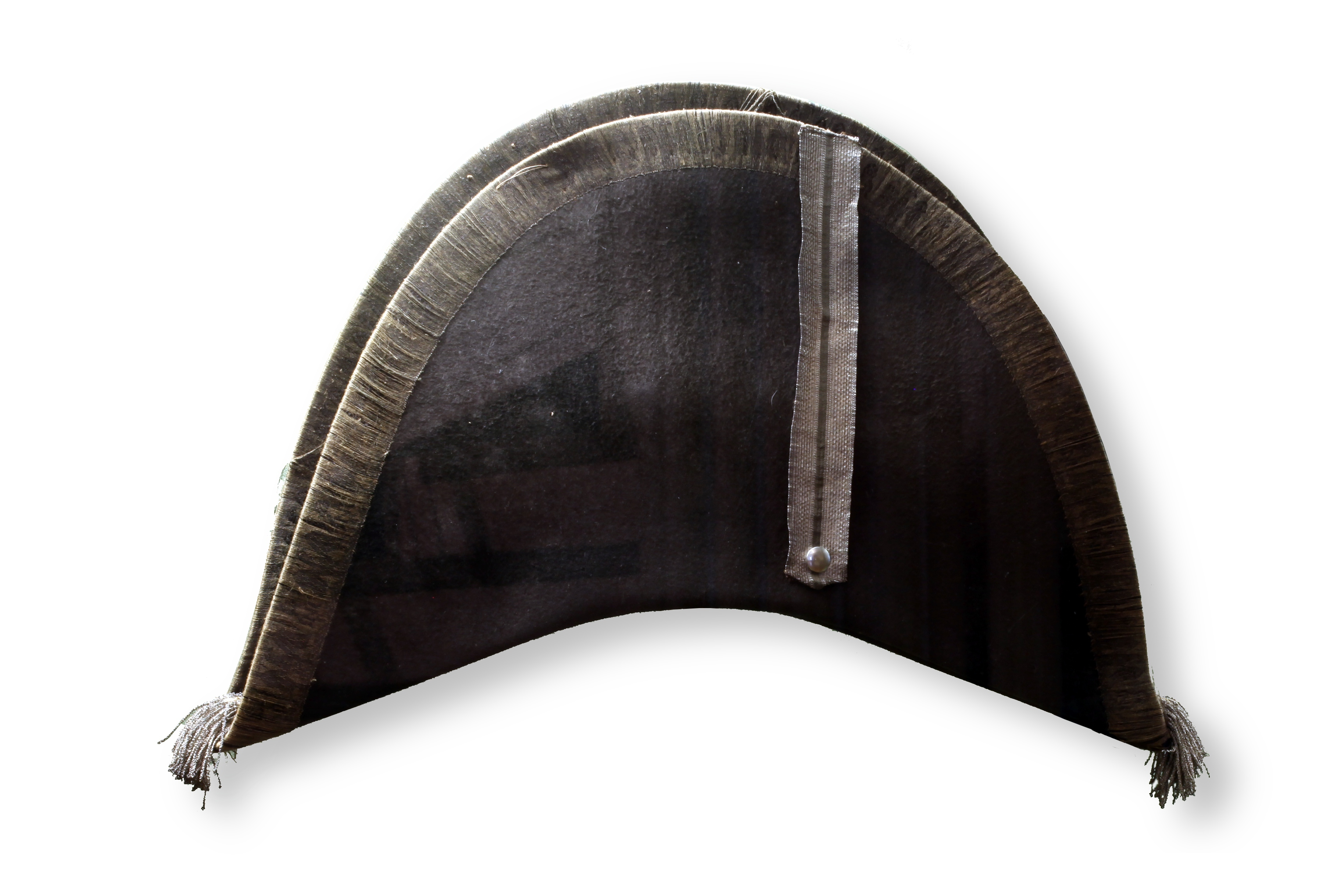
Двоуголка
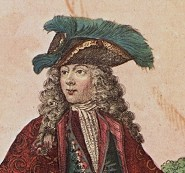
Трикорн
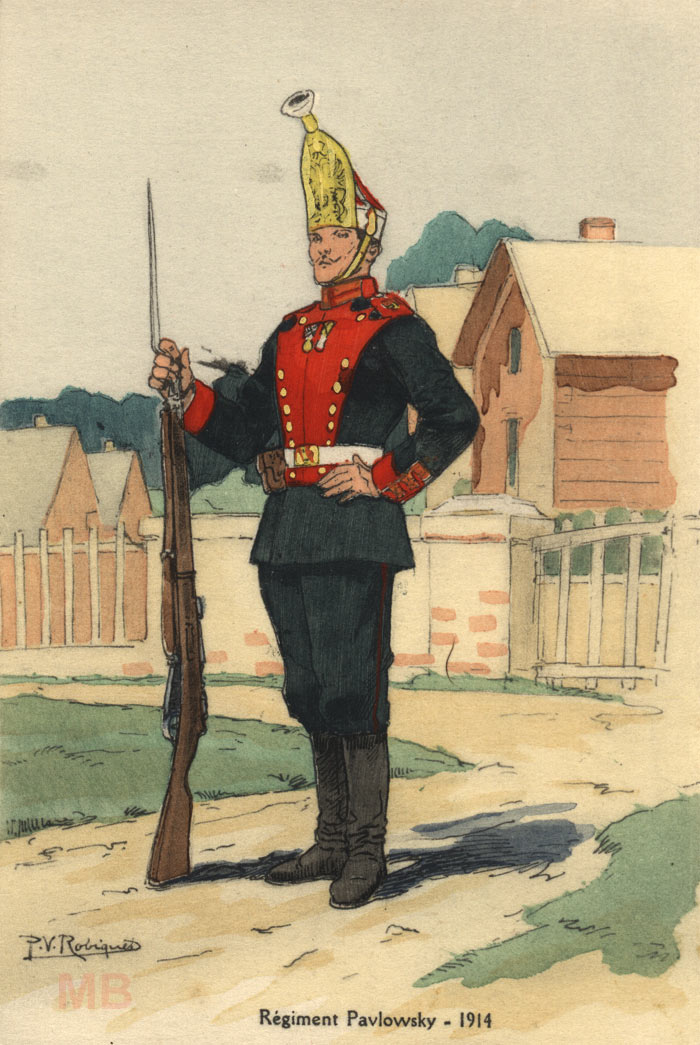
Гренадерка
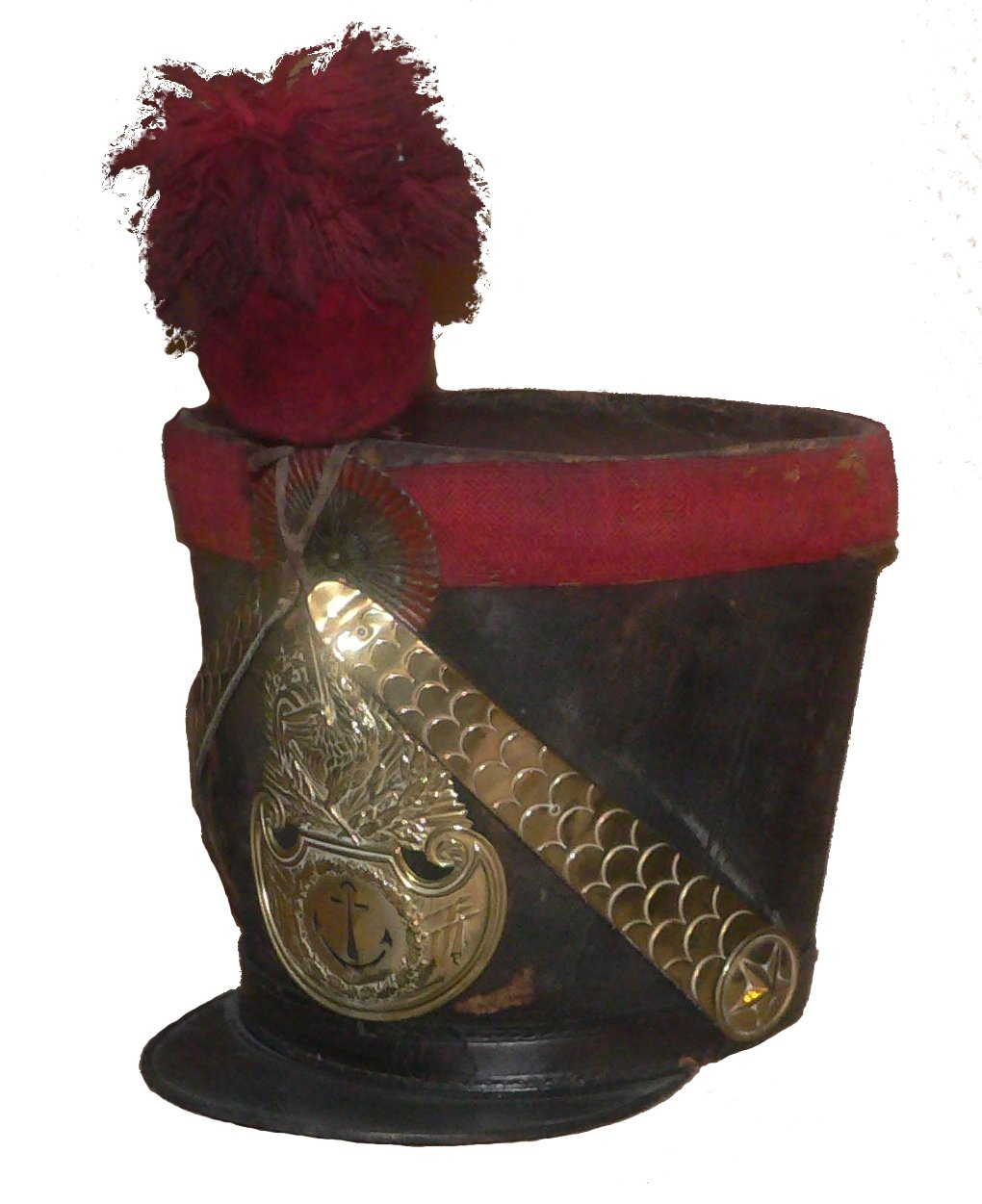
Ківер (чако)
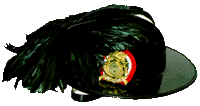
Капелюх берсальєрів
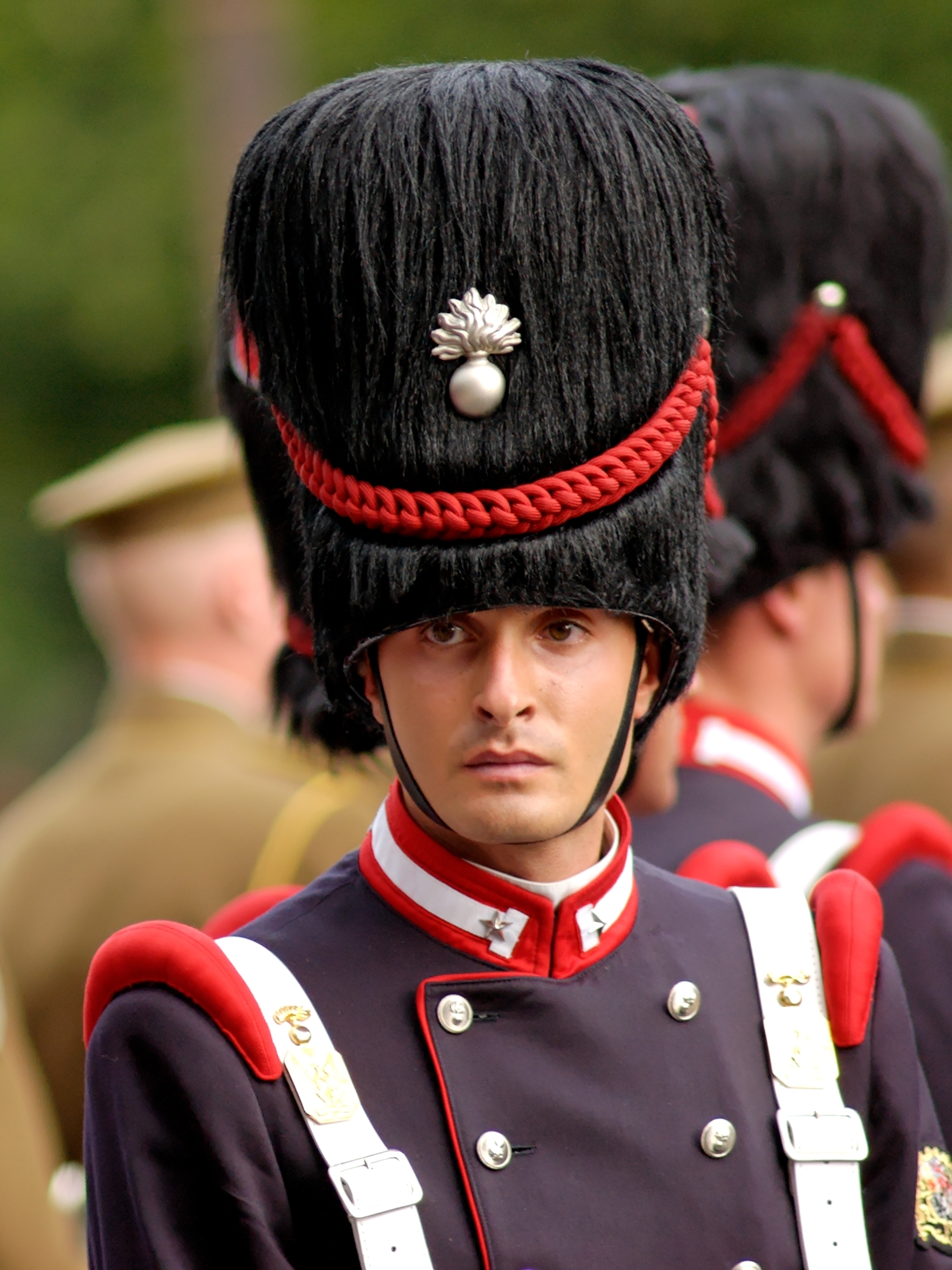
Ведмежа шапка (бермиця)
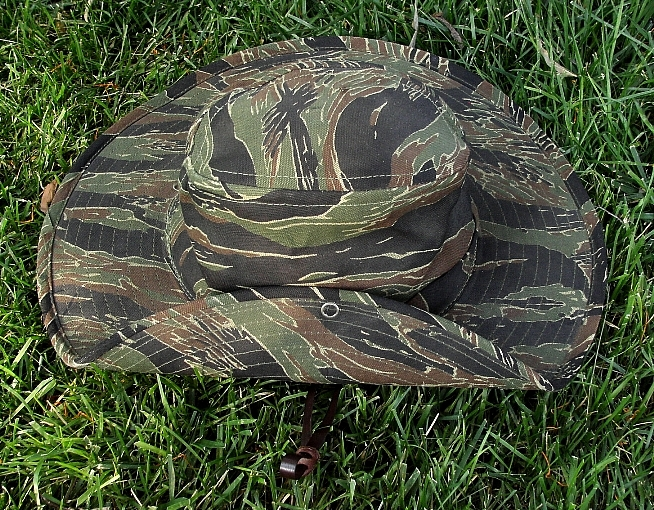
Польовий капелюх
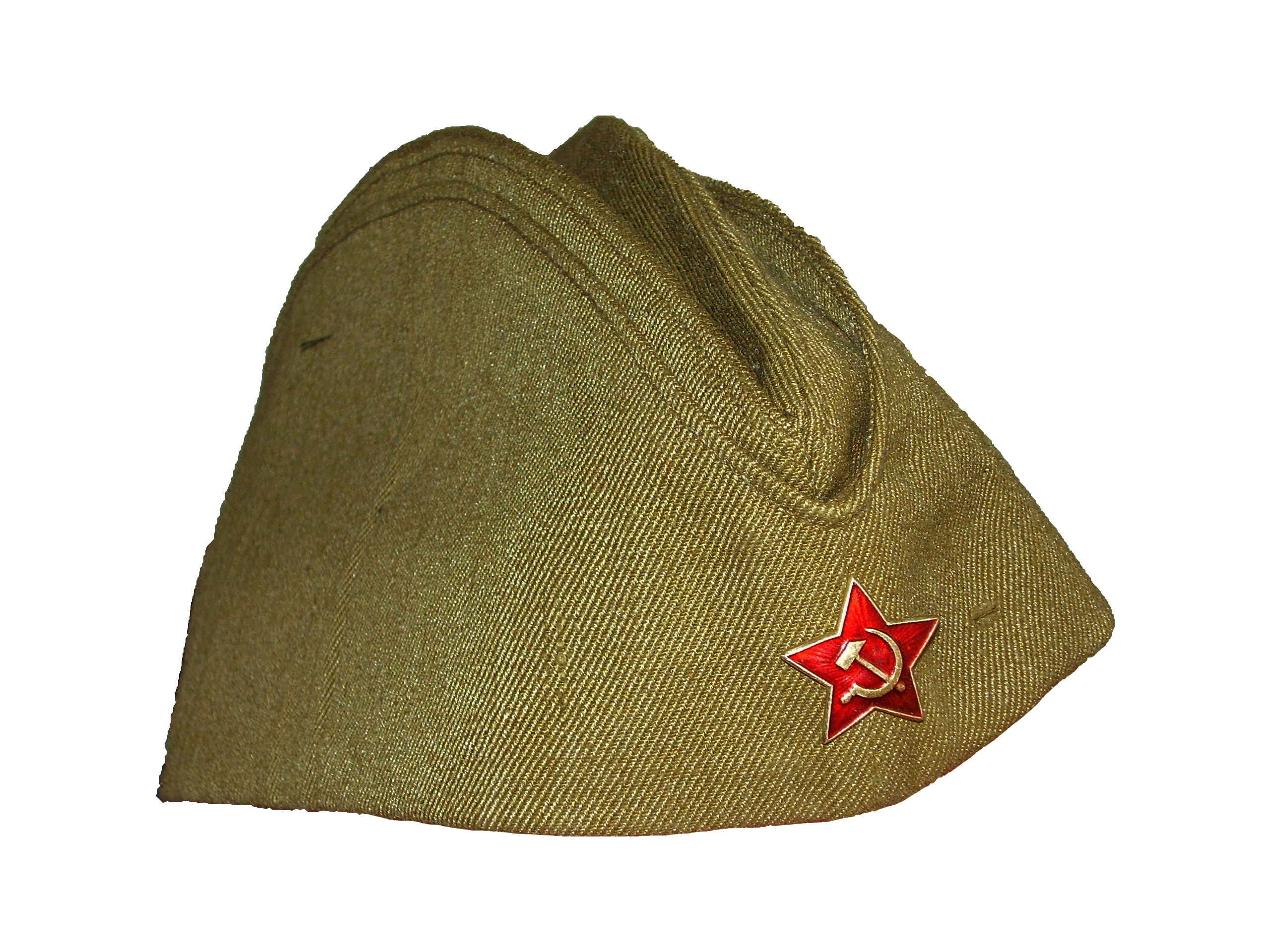
Пілотка
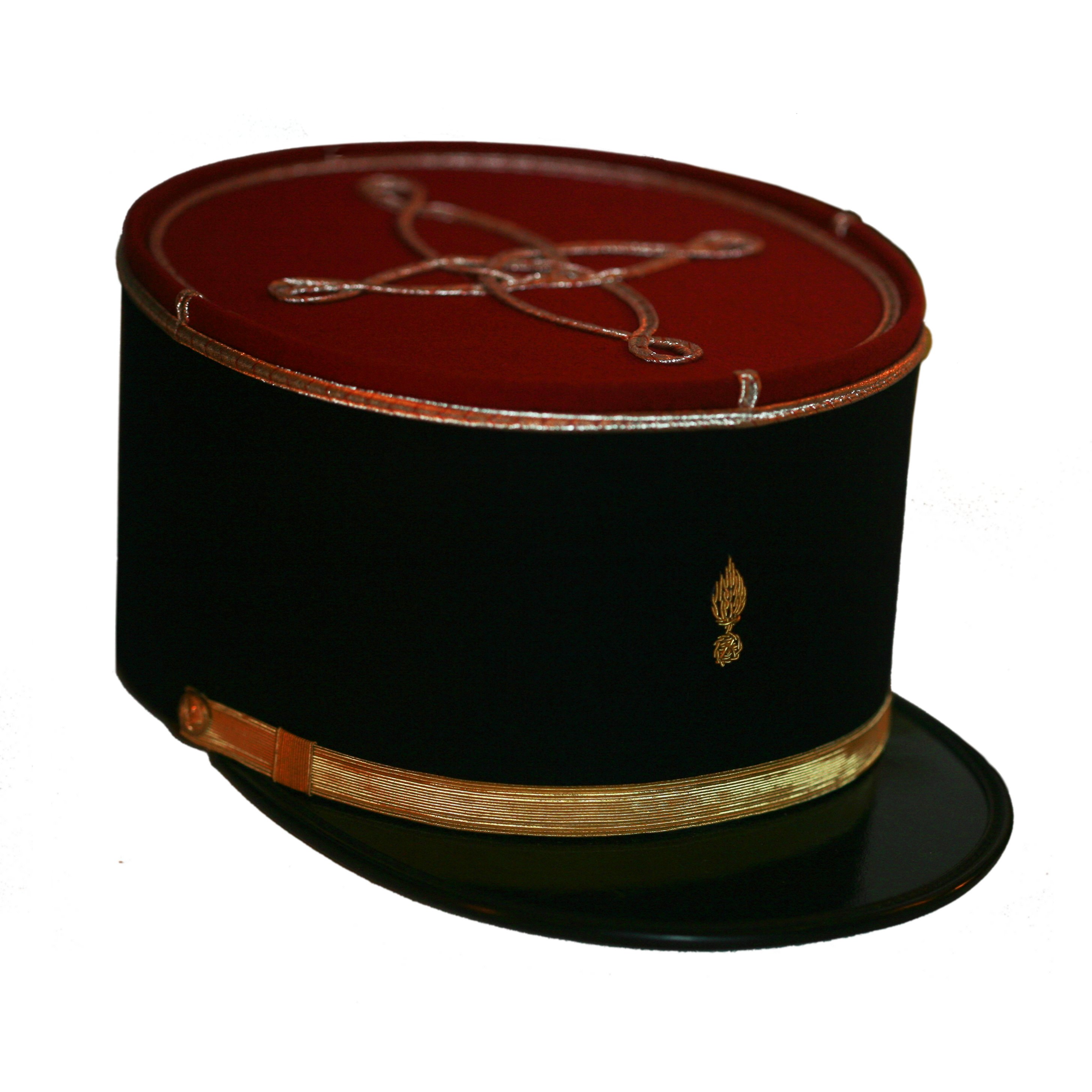
Кепі
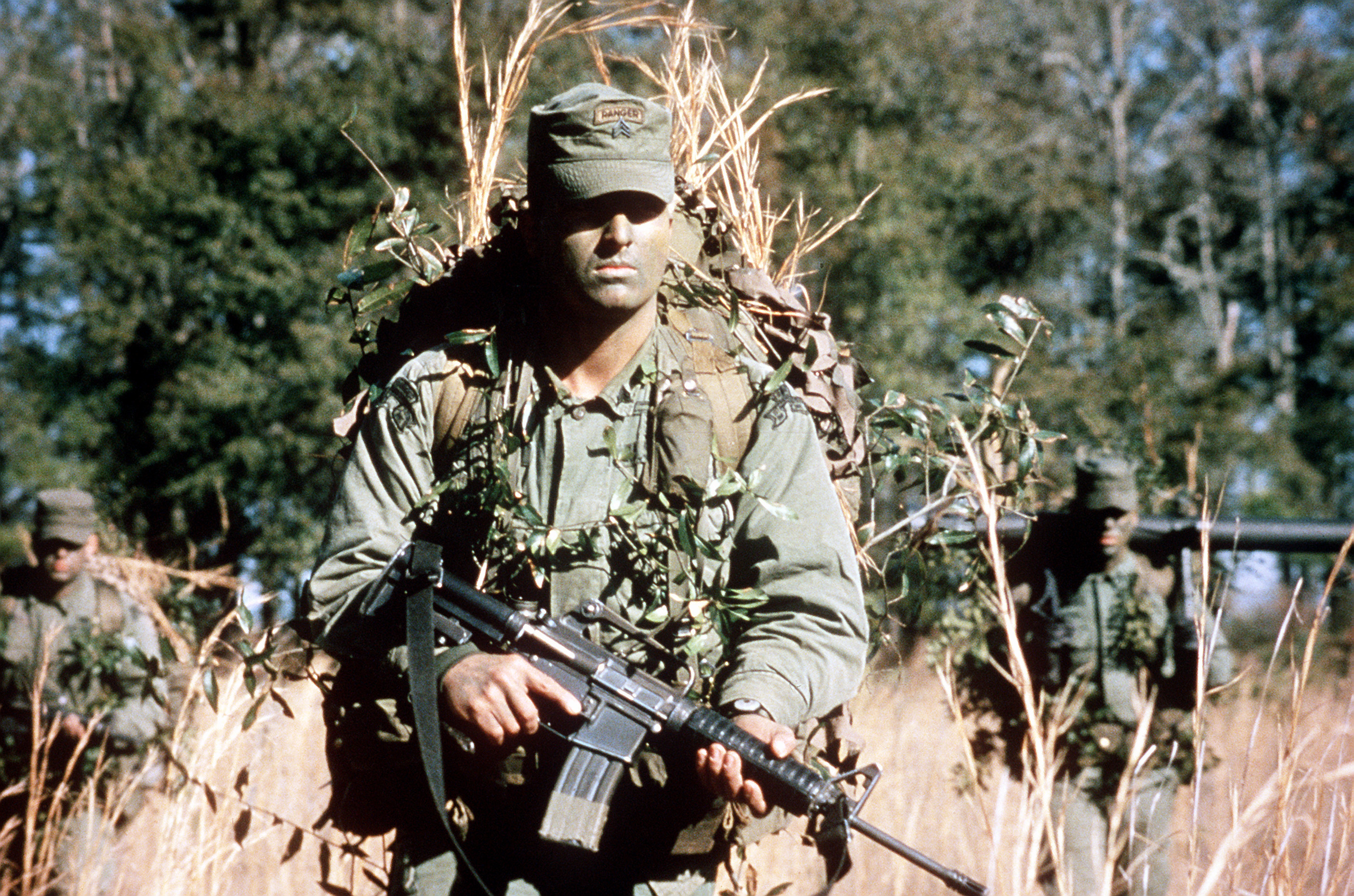
Польова кепка
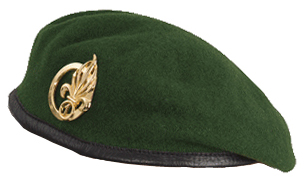
Берет
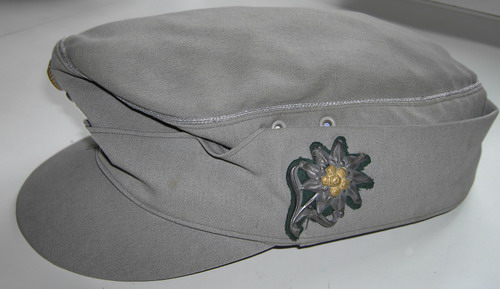
Бергмютце
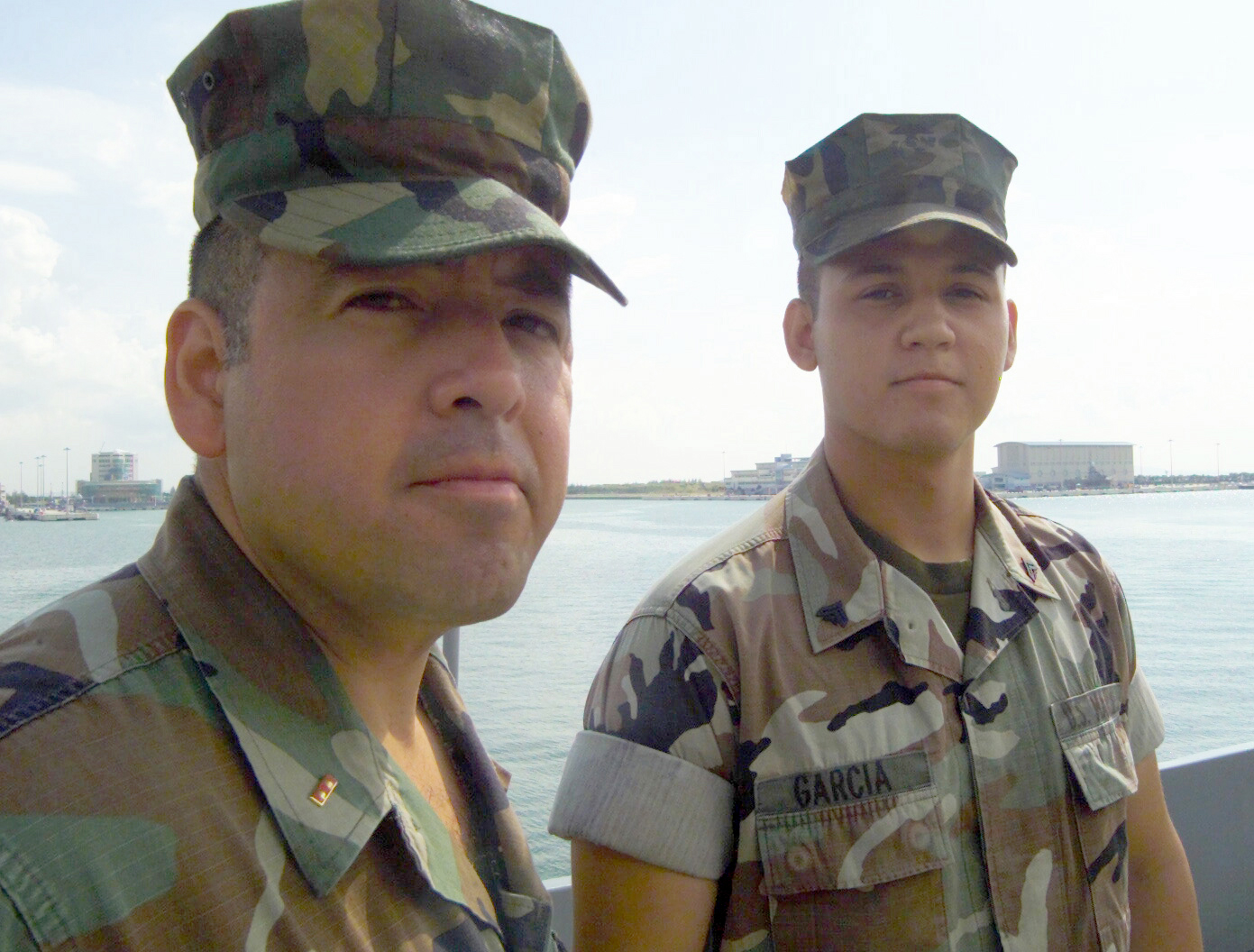
Маринеска
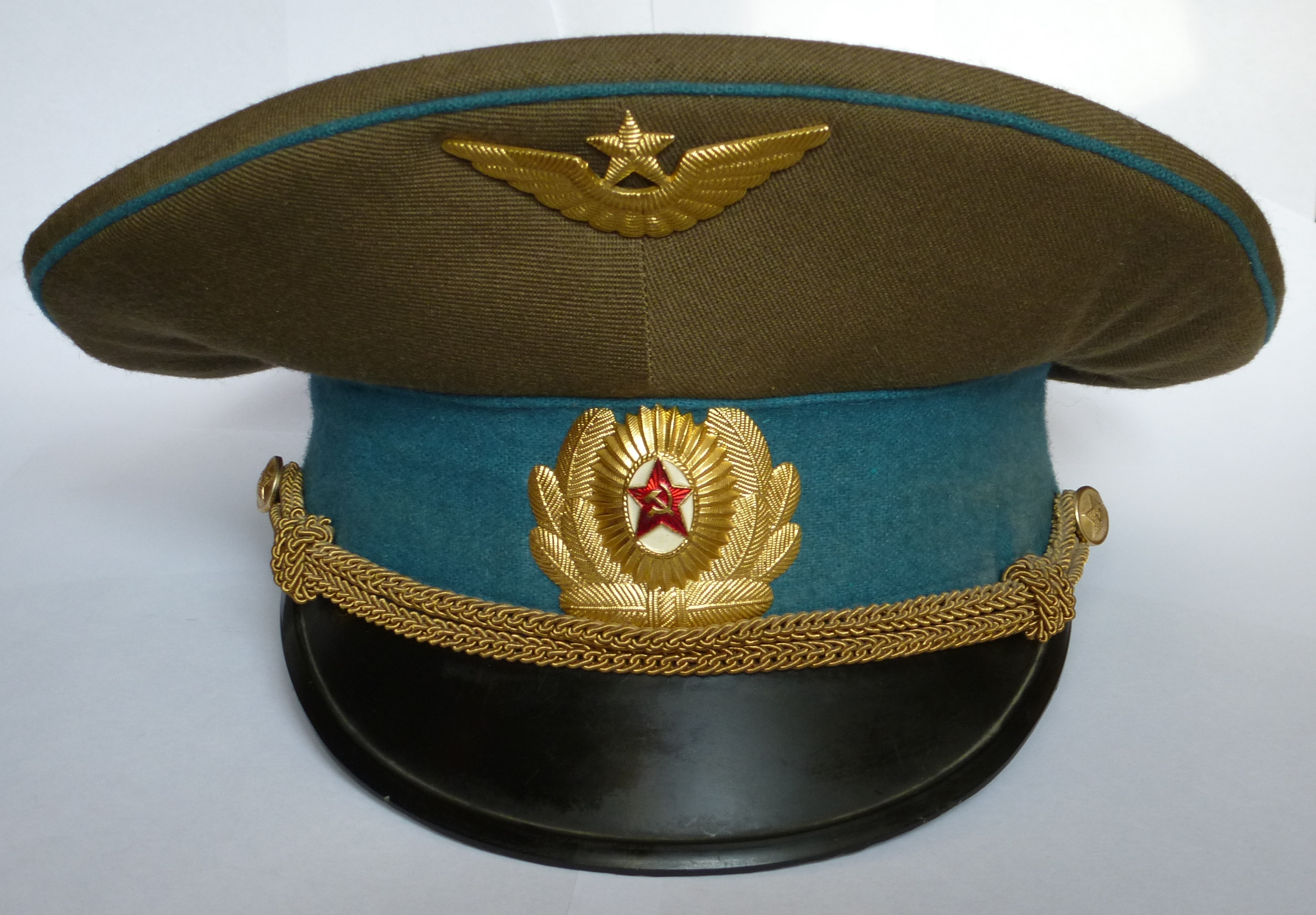
Кашкет
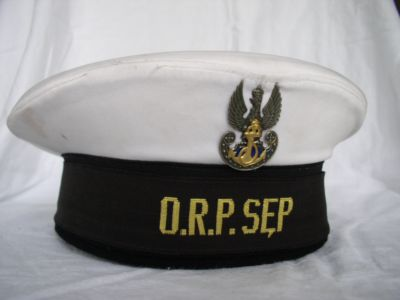
Безкозирка
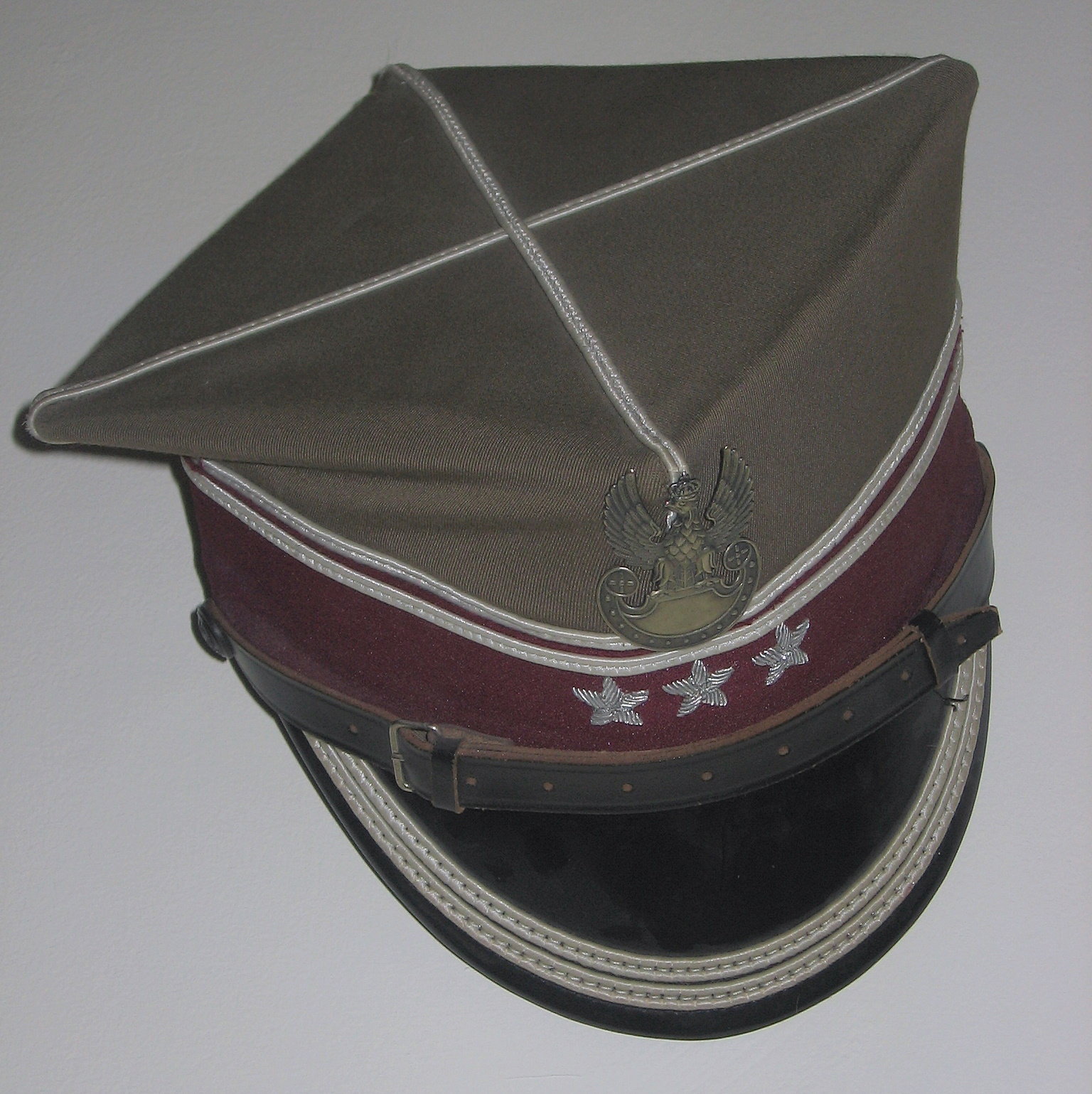
Конфедератка
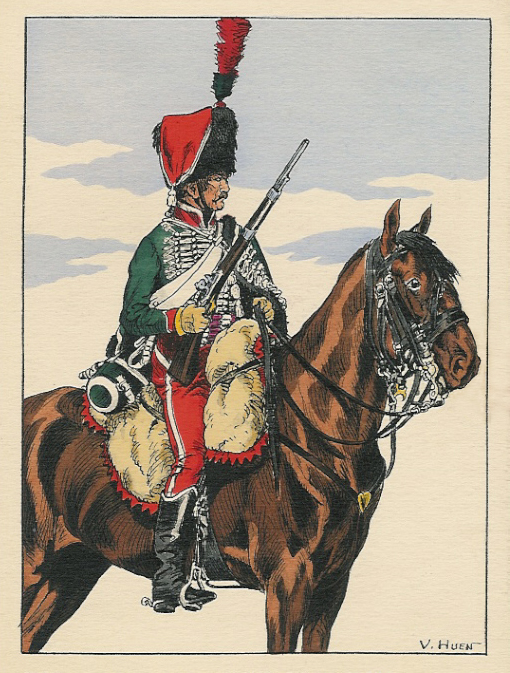
Кушма
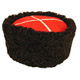
Кубанка
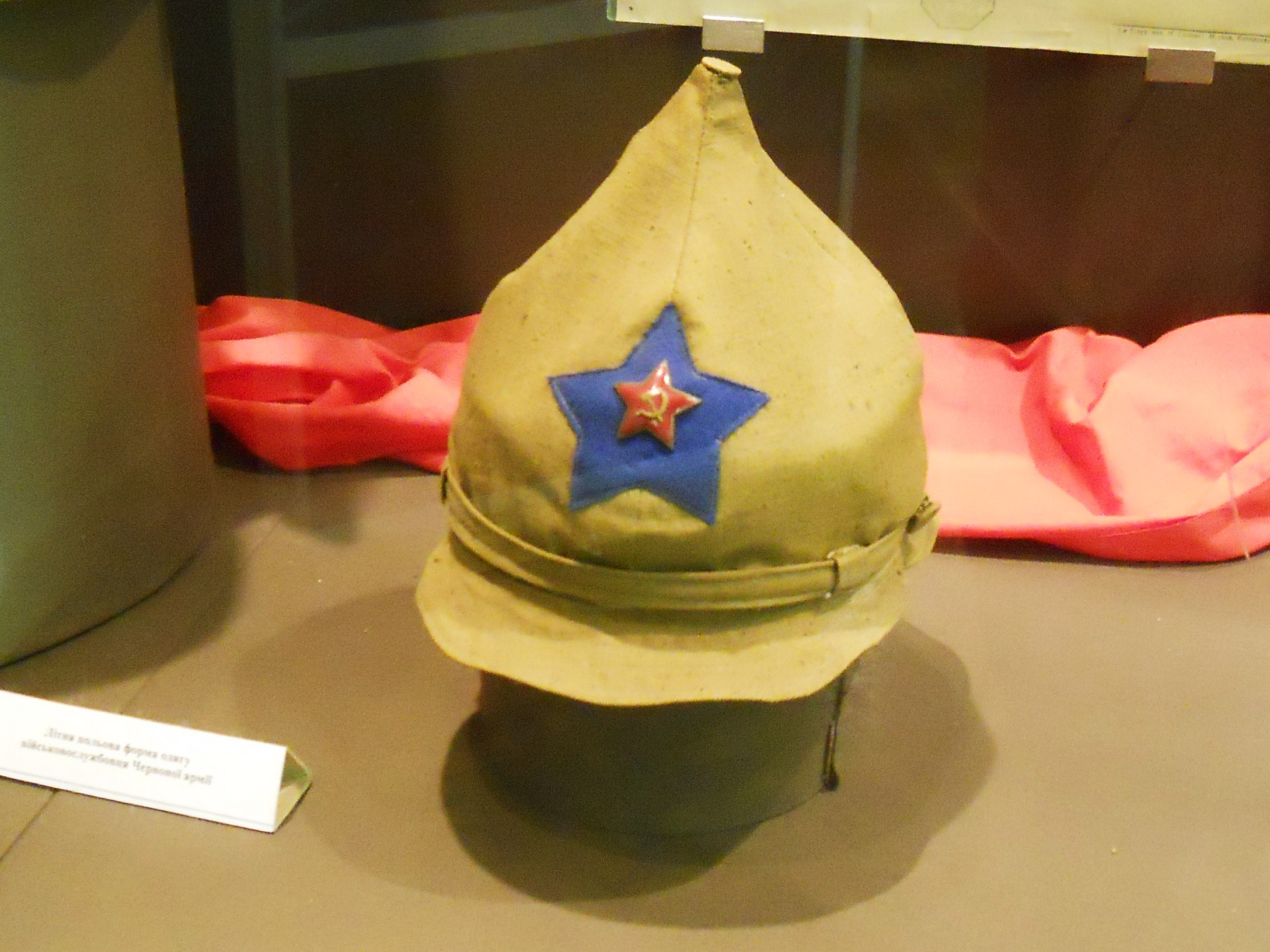
Будьонівка
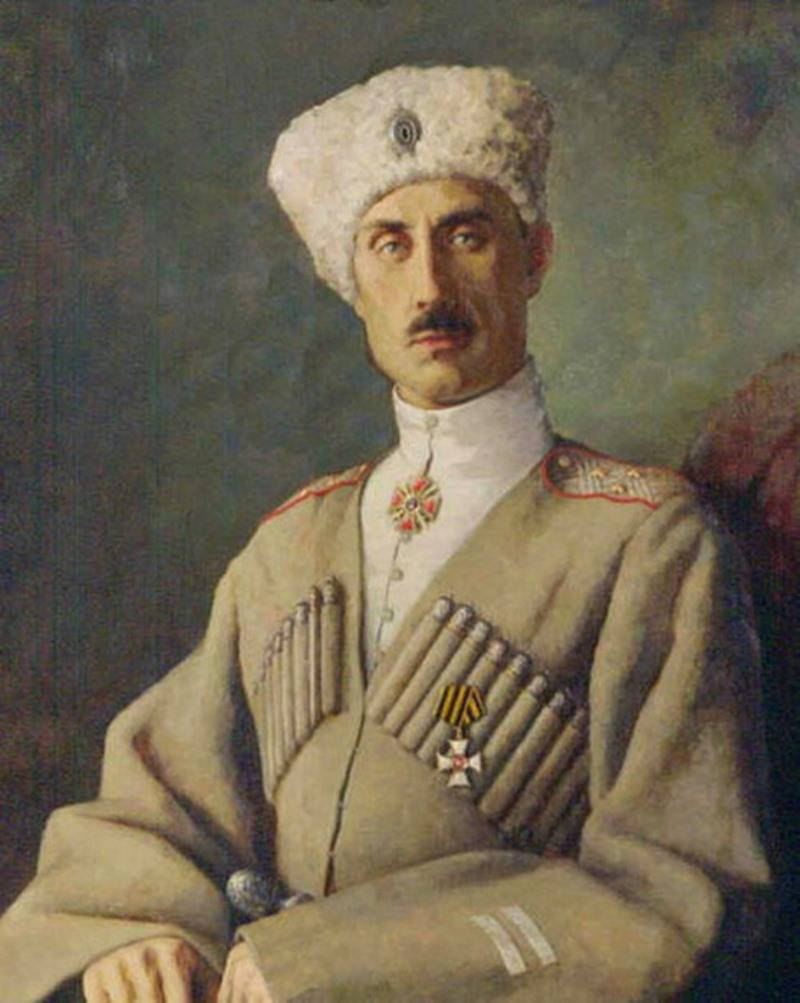
Папаха
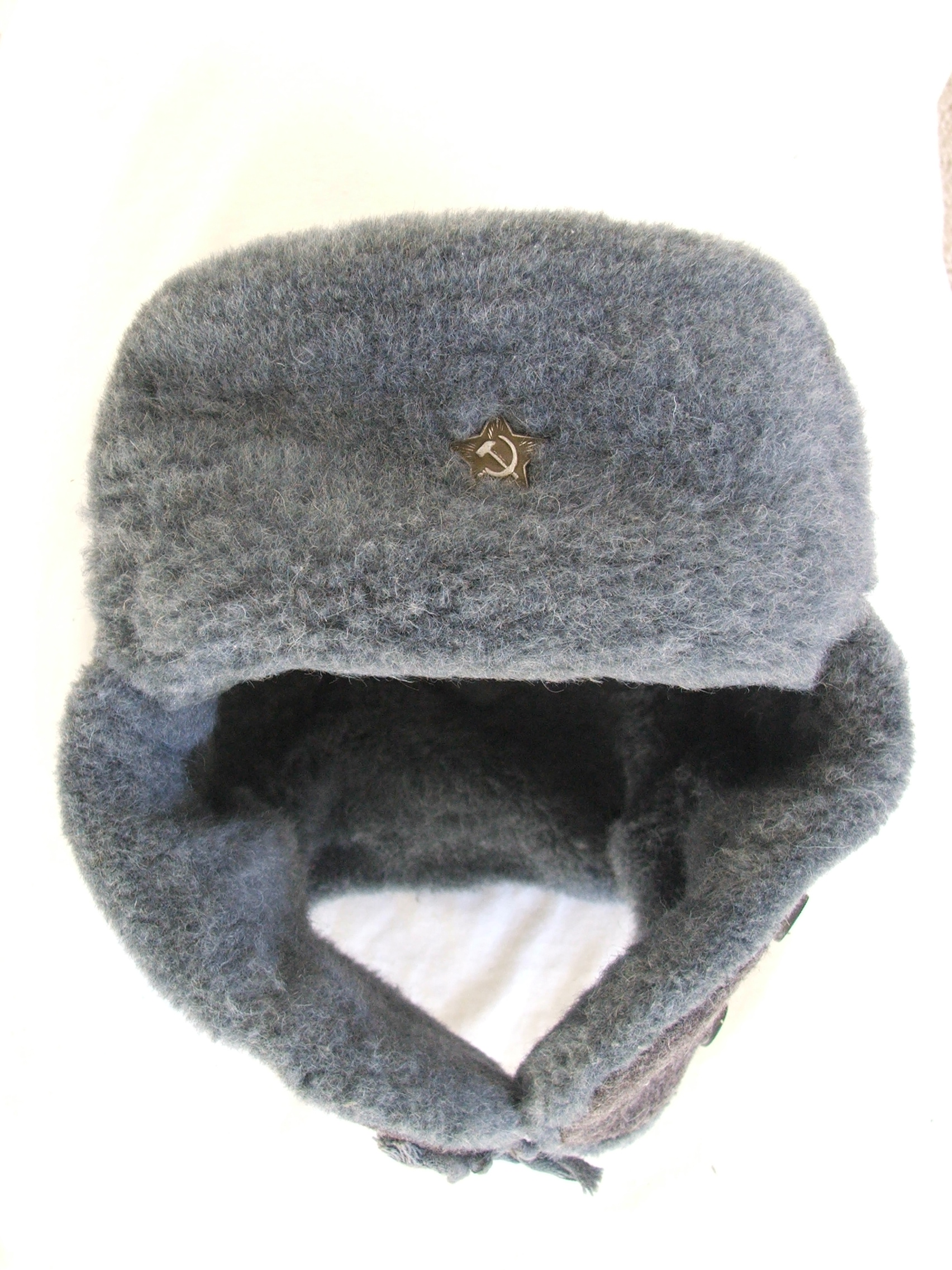
Вушанка
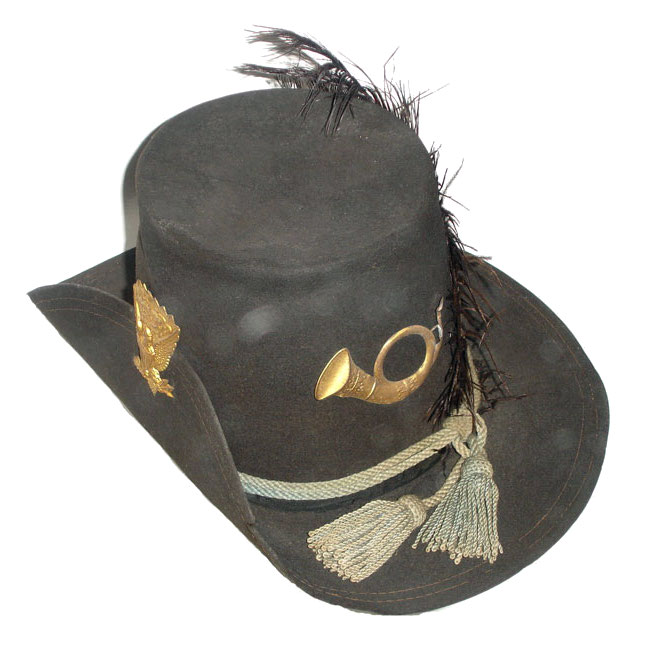
Капелюх Гарді
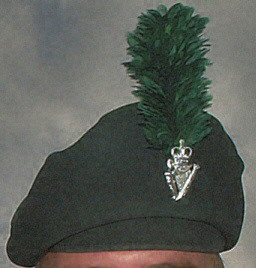
Кобін
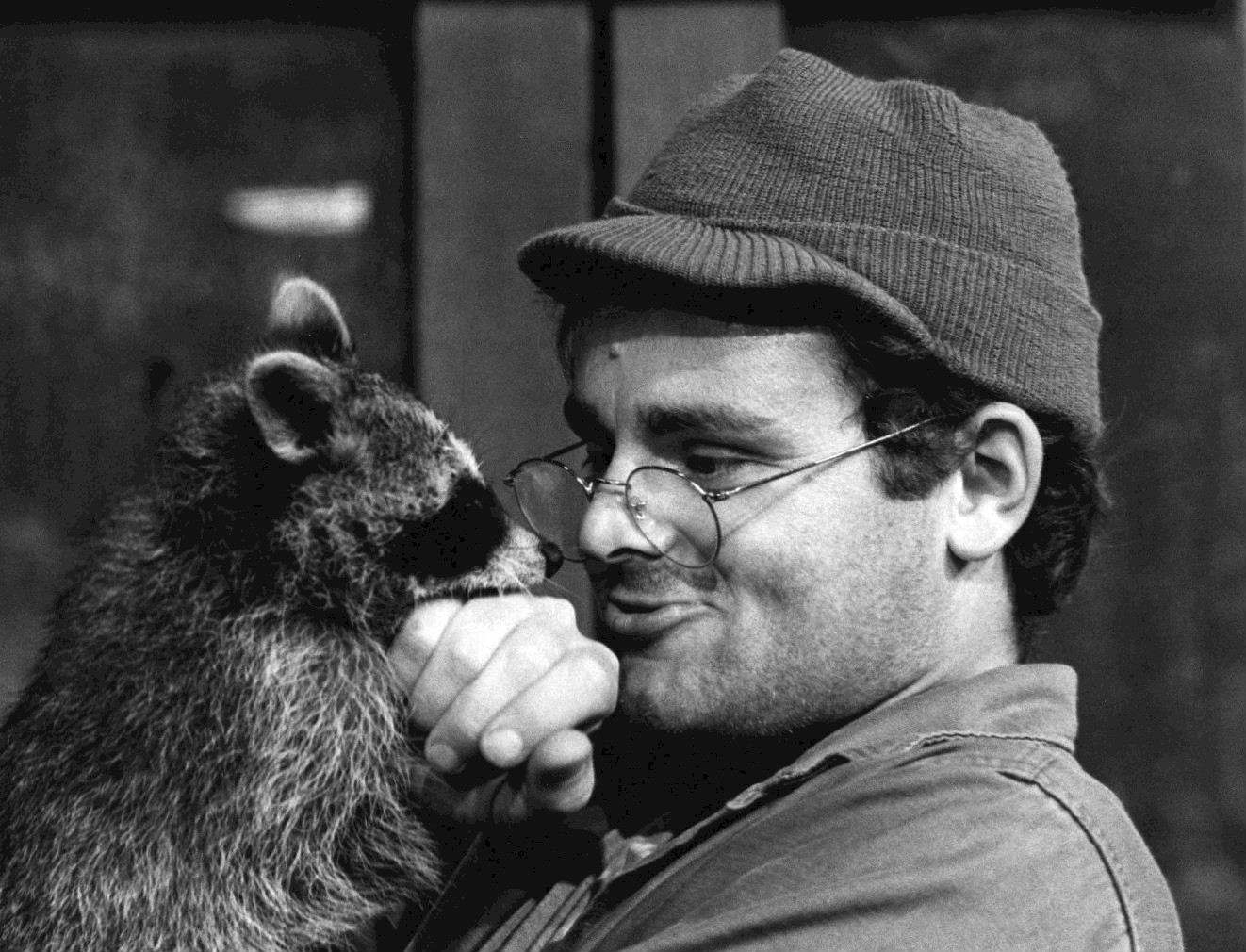
Шапка M1941
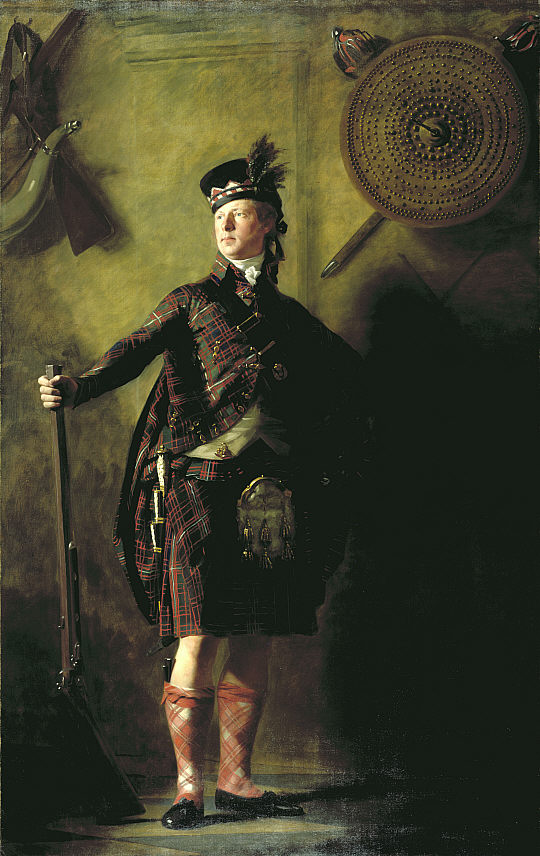
Гленгаррі
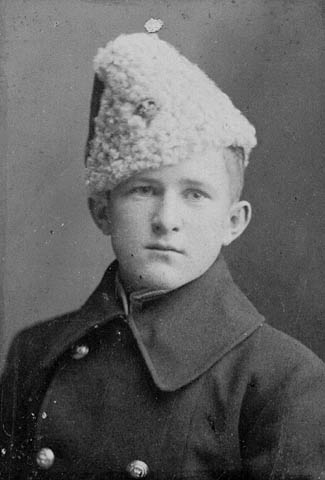
Канадська військова хутряна шапка

### Шоломи

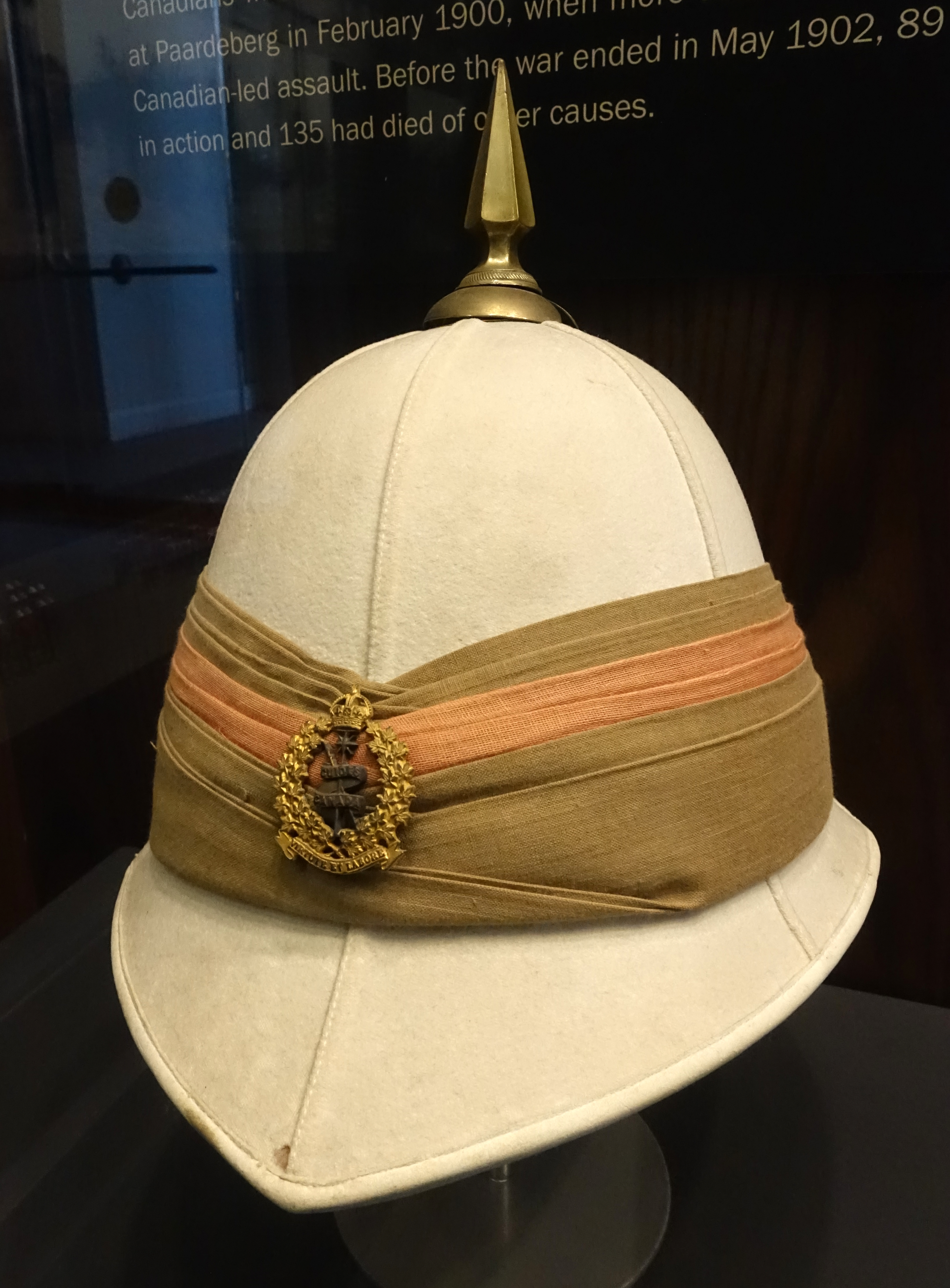
Корковий шолом
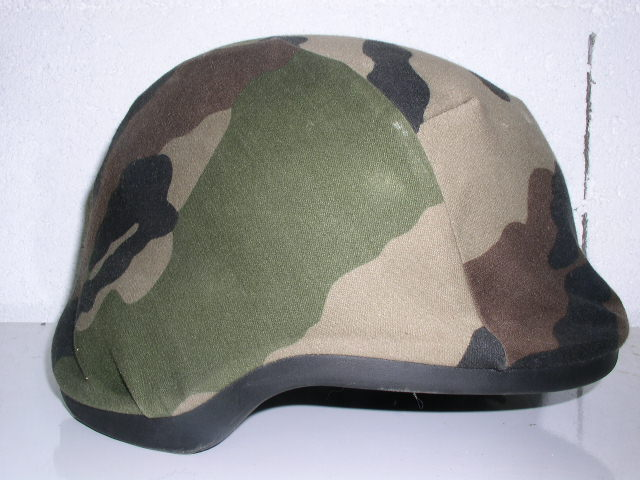
Сучасний армійський шолом
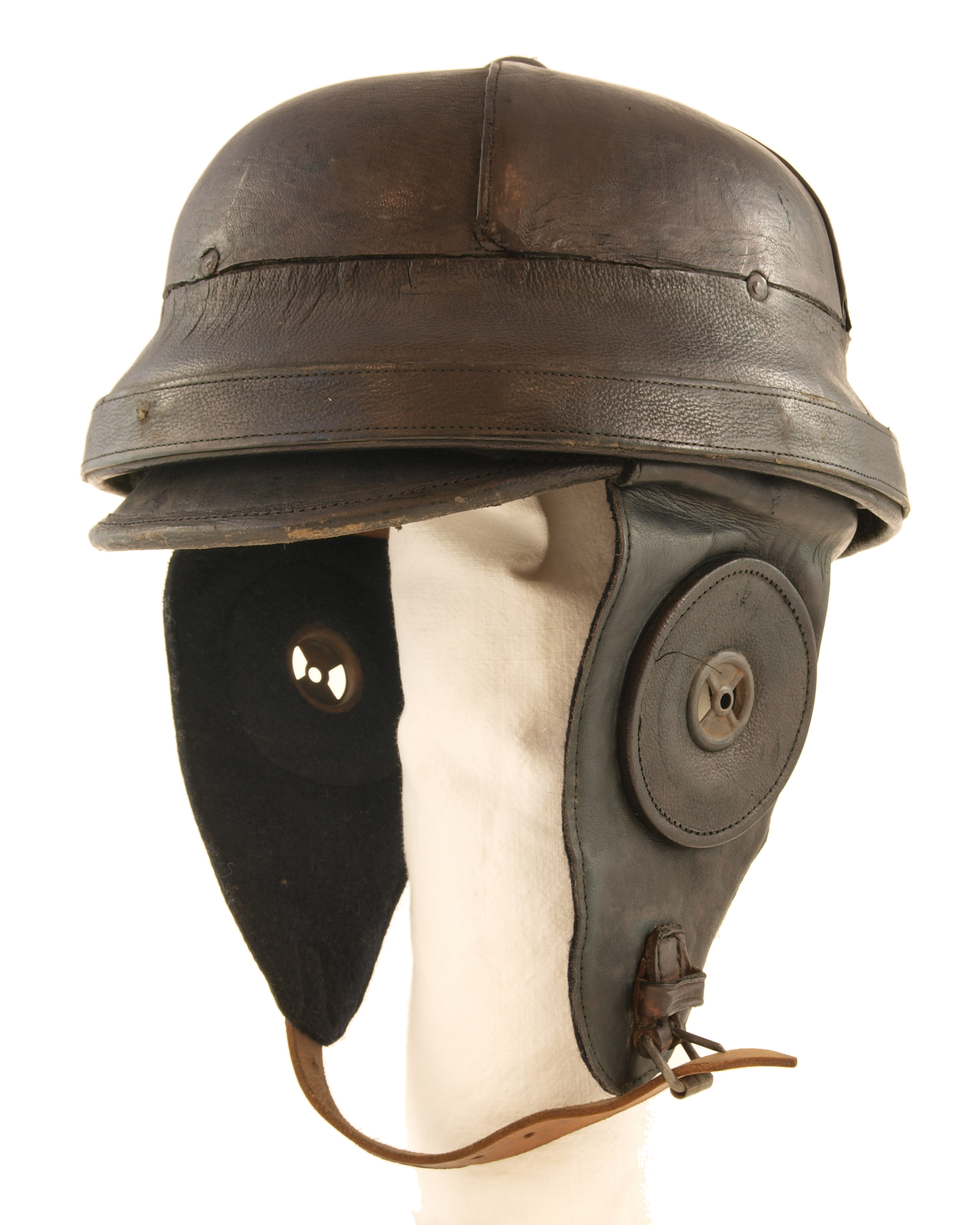
Авіаційний шолом
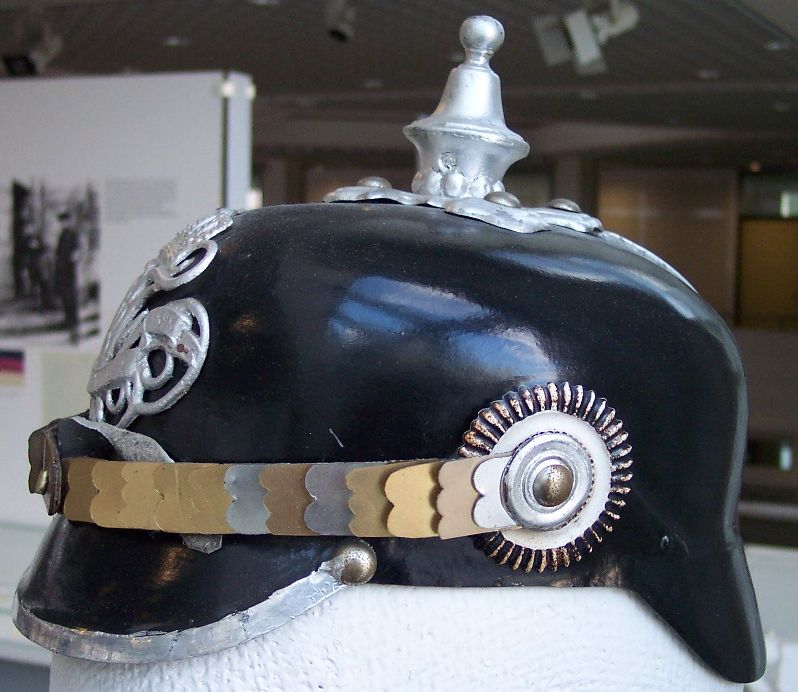
Пікельгаубе
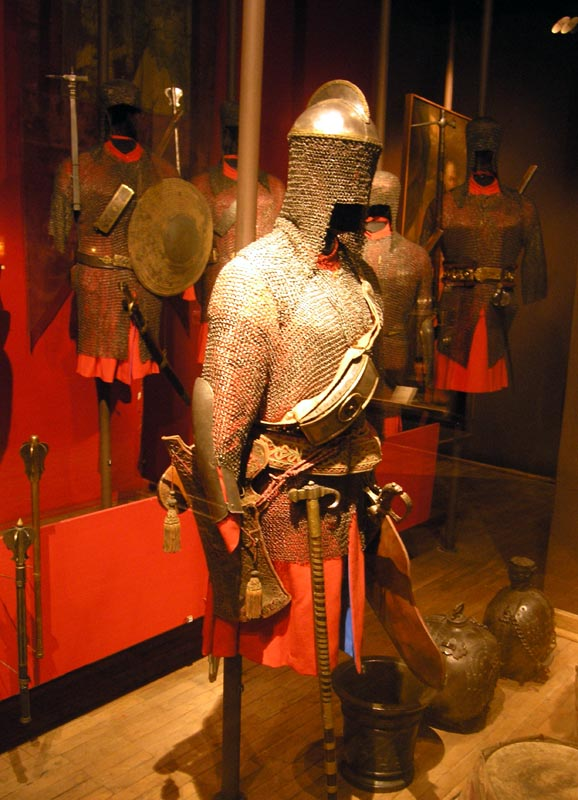
Мисюрка
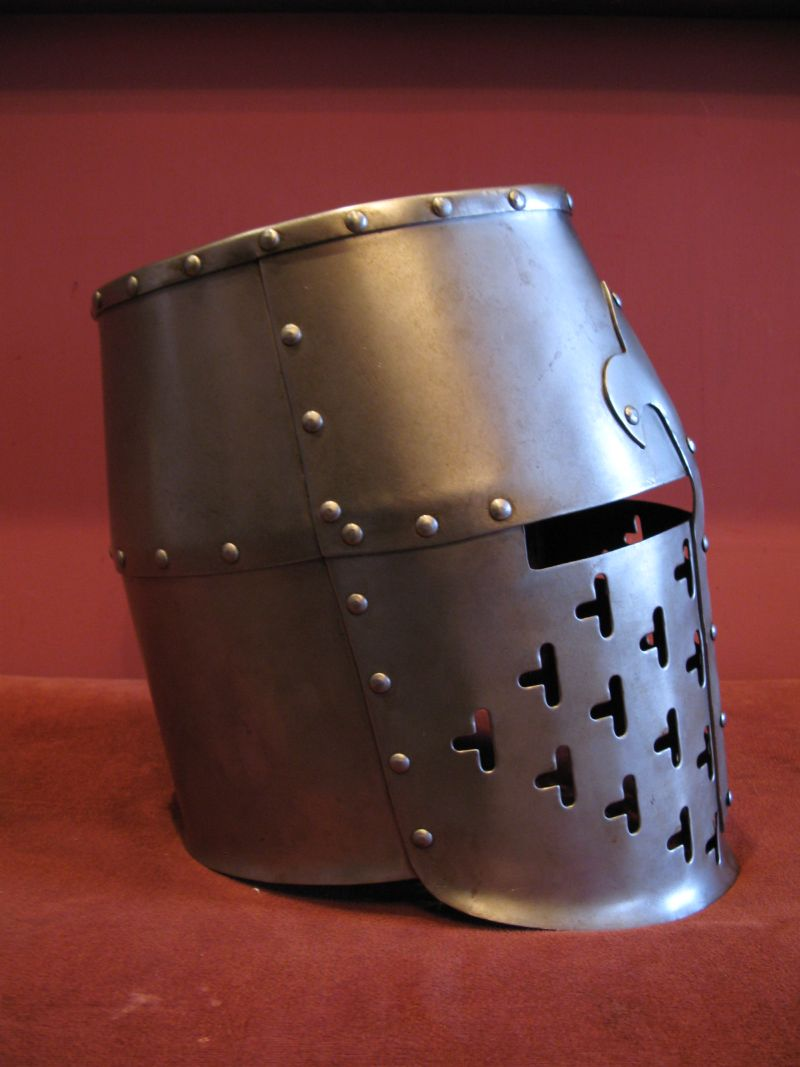
Топхельм
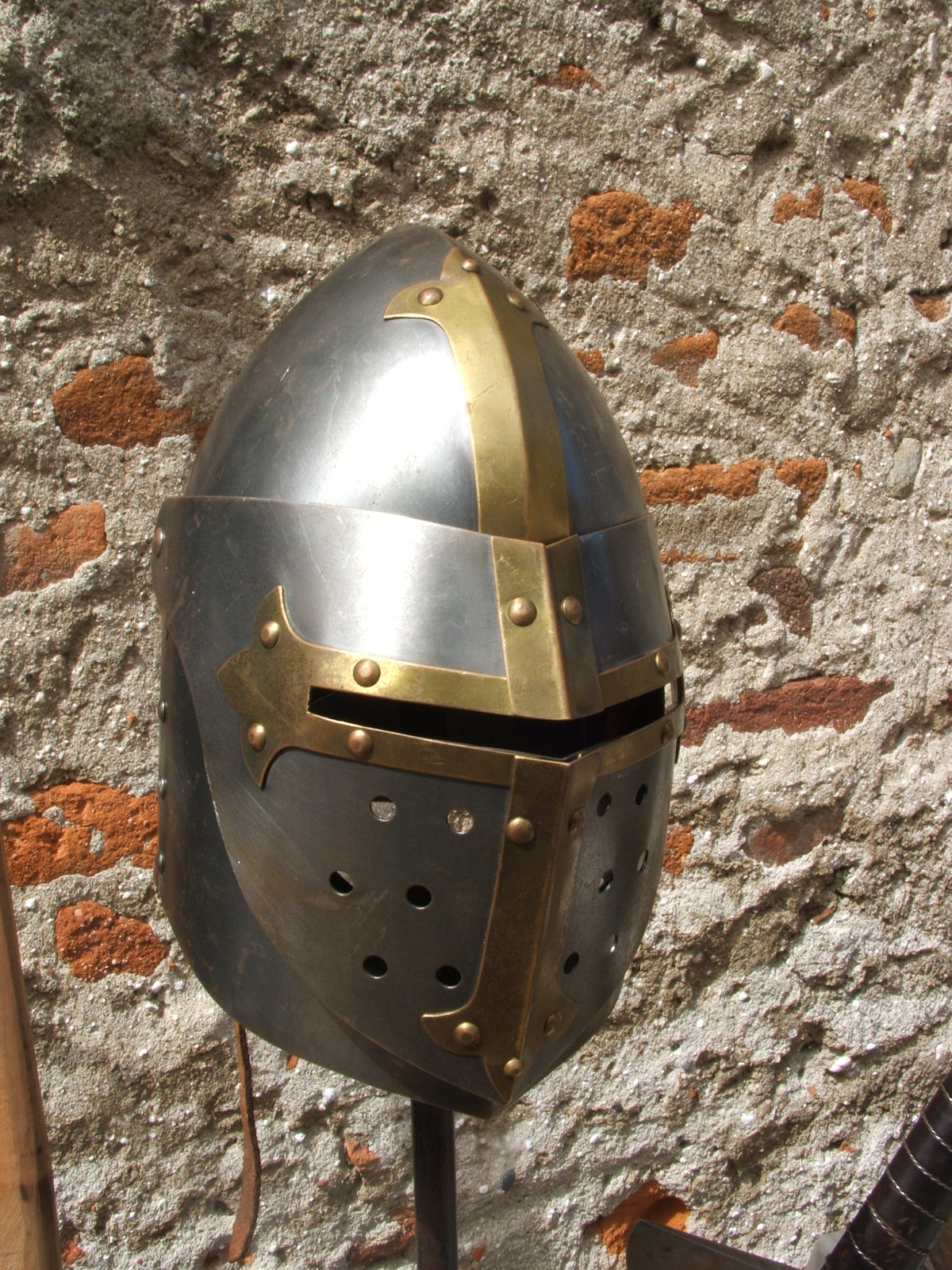
Цукрова голова

## Релігійні

### Християнство

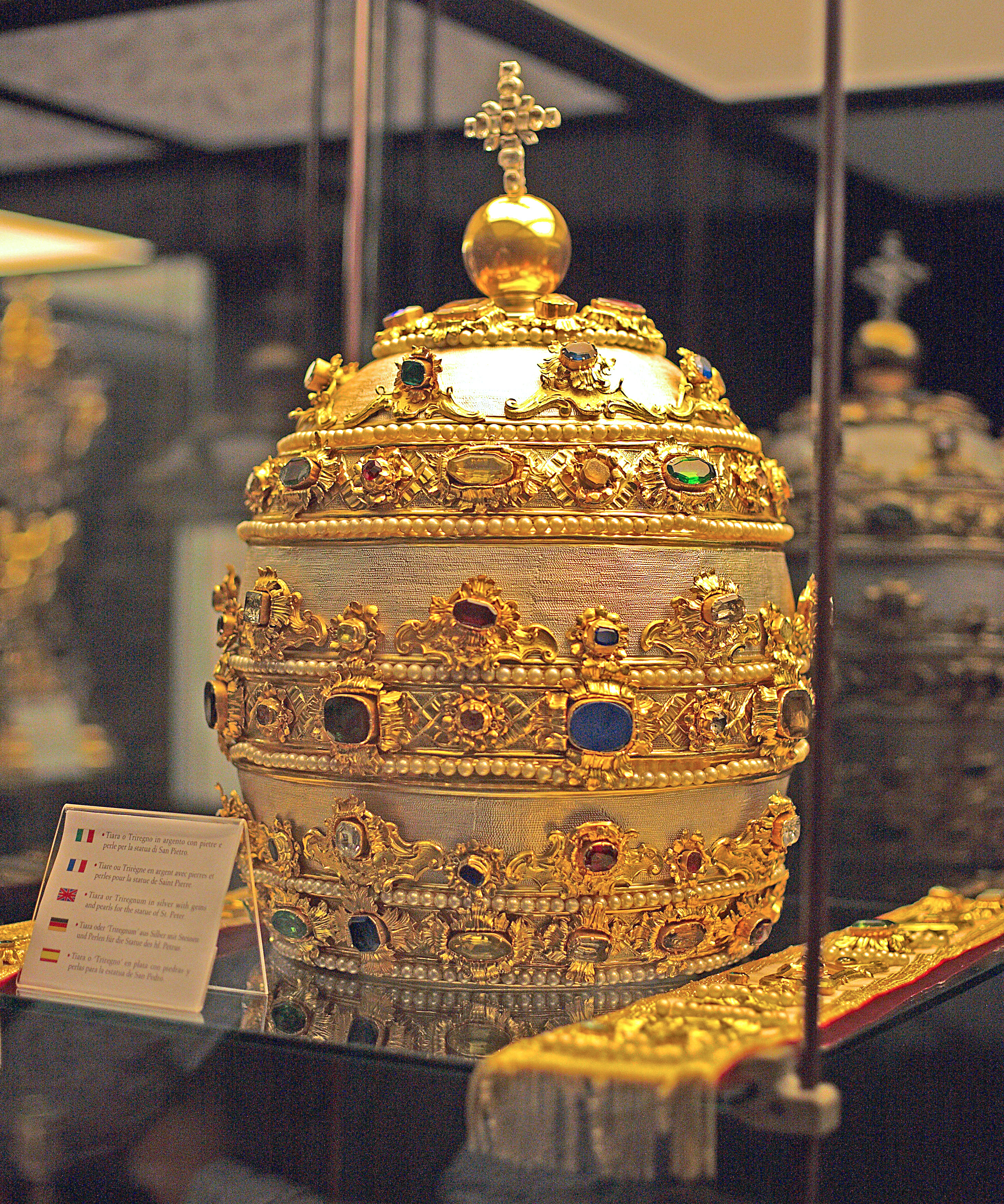
Тіара
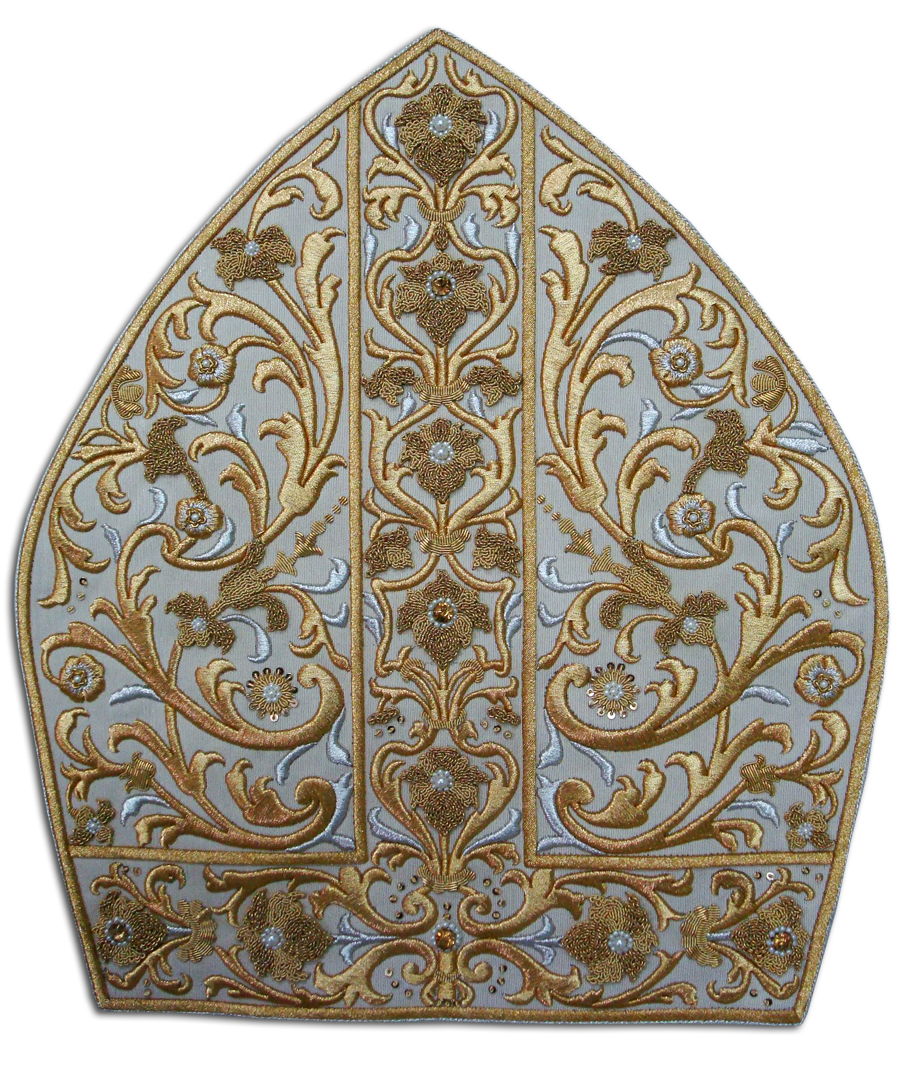
Митра західна
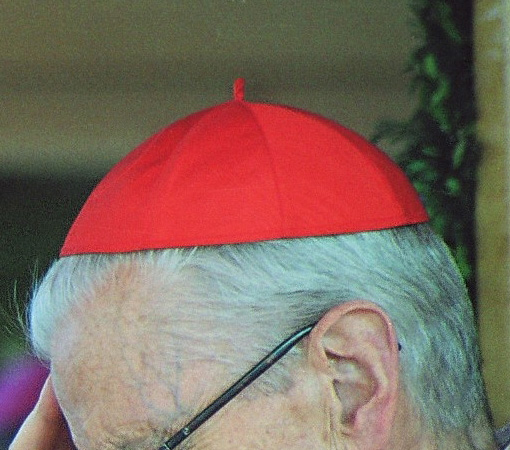
Пілеолус (цукерето)
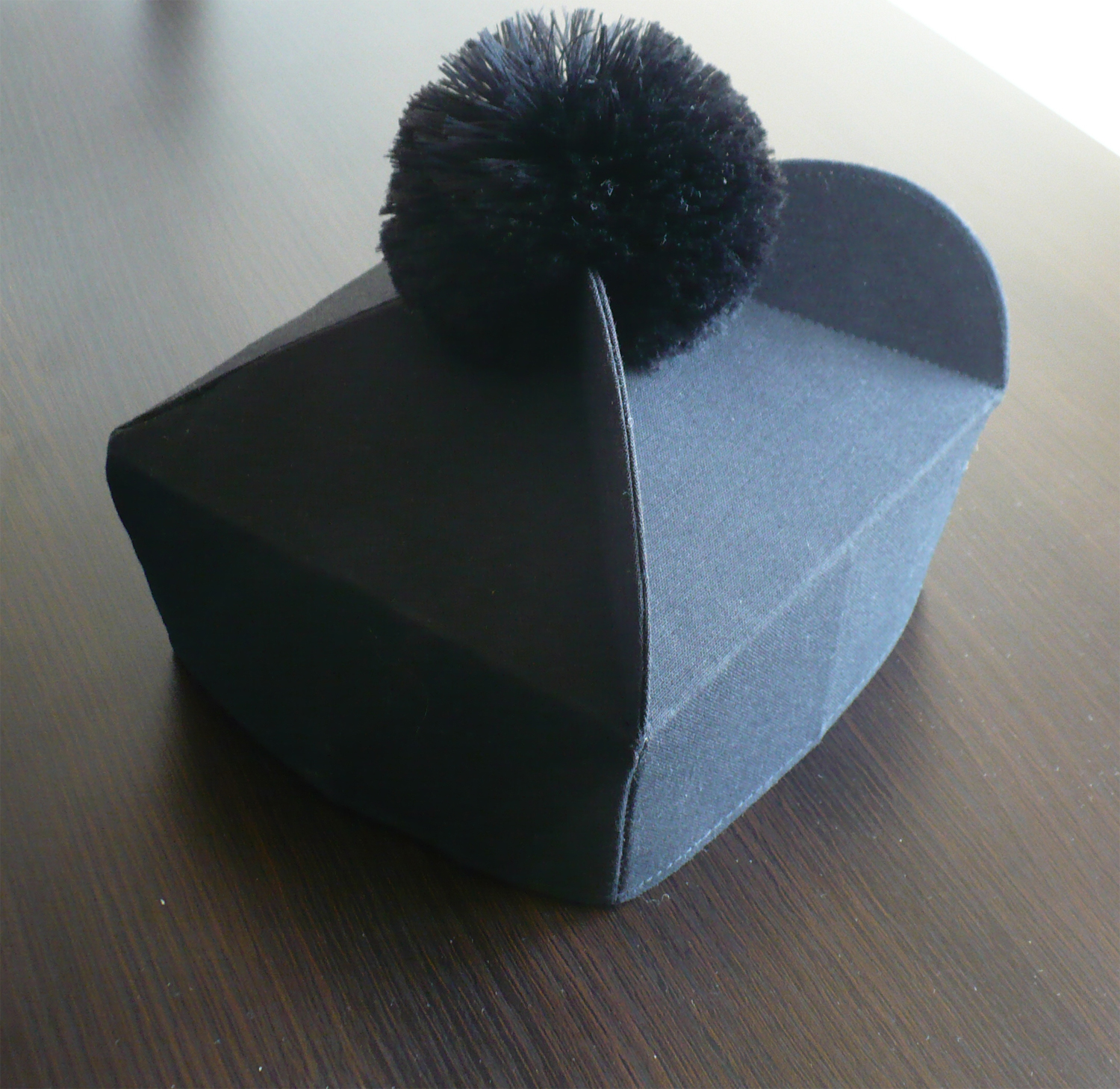
Бірета
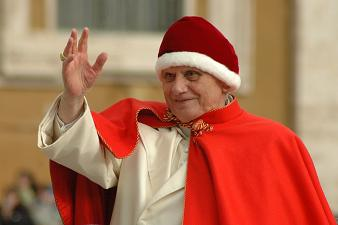
Камауро
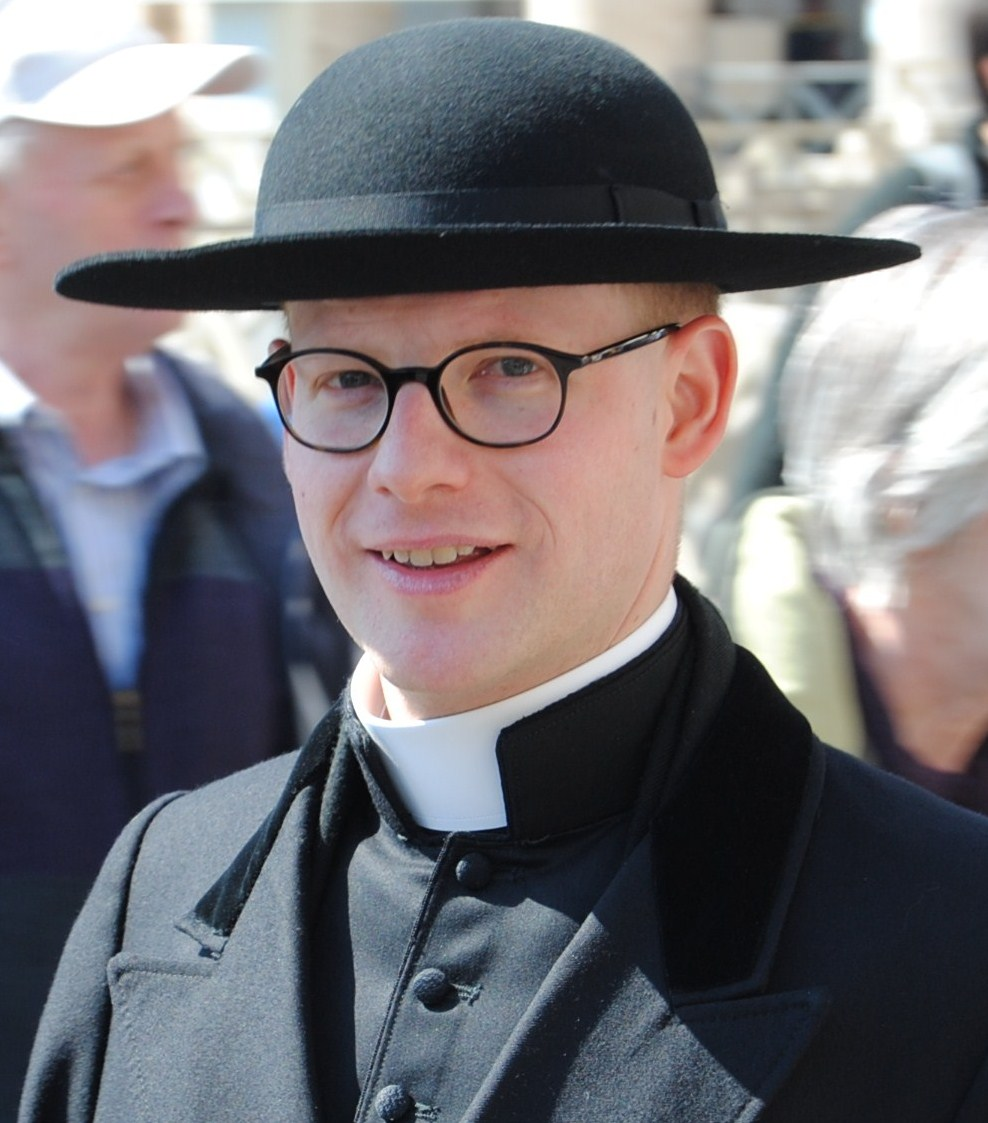
Капелло романо
Галеро
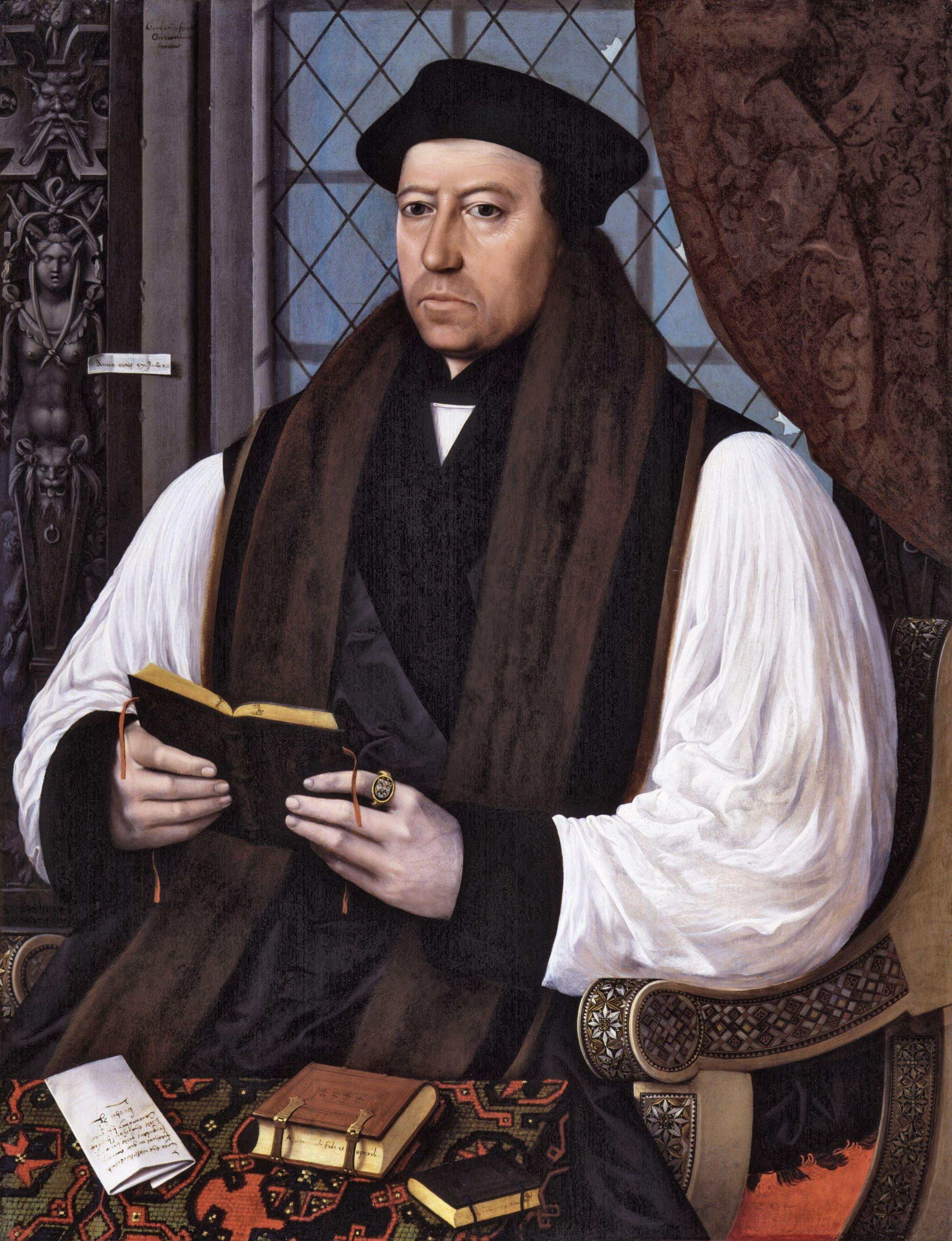
Кентерберійська шапочка
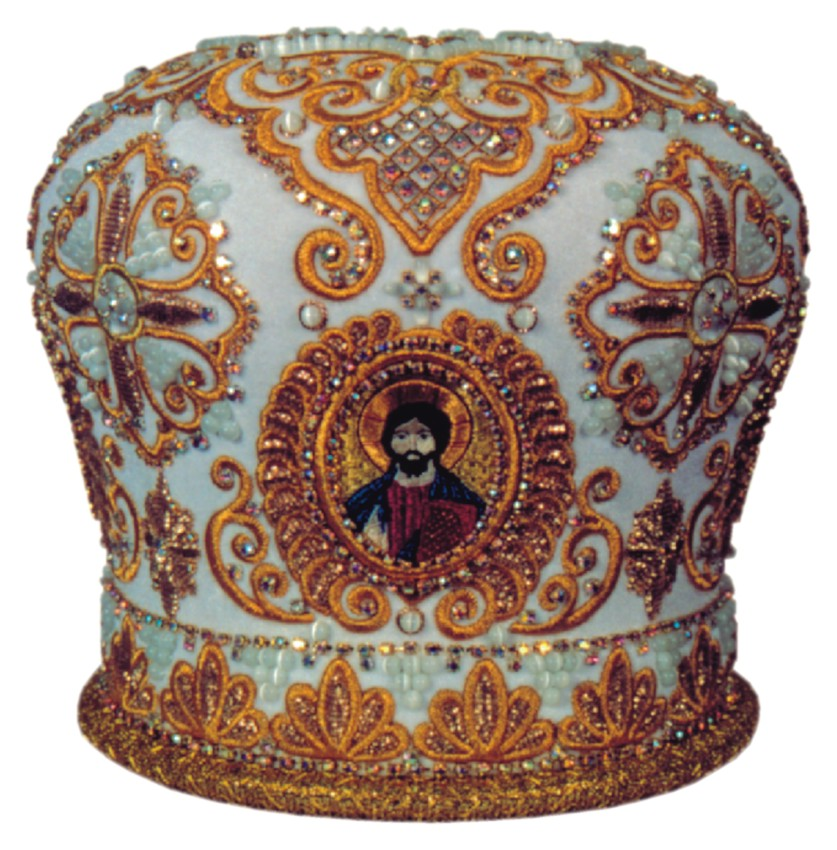
Митра східна
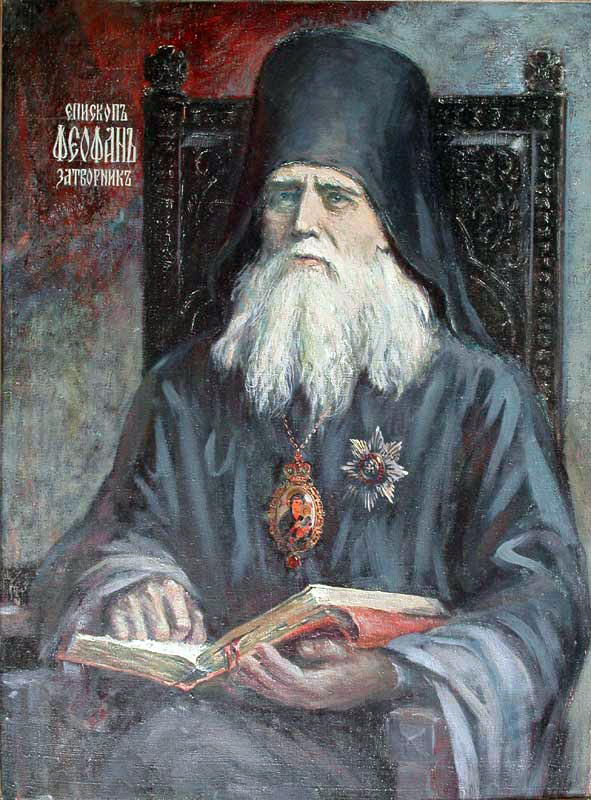
Клобук
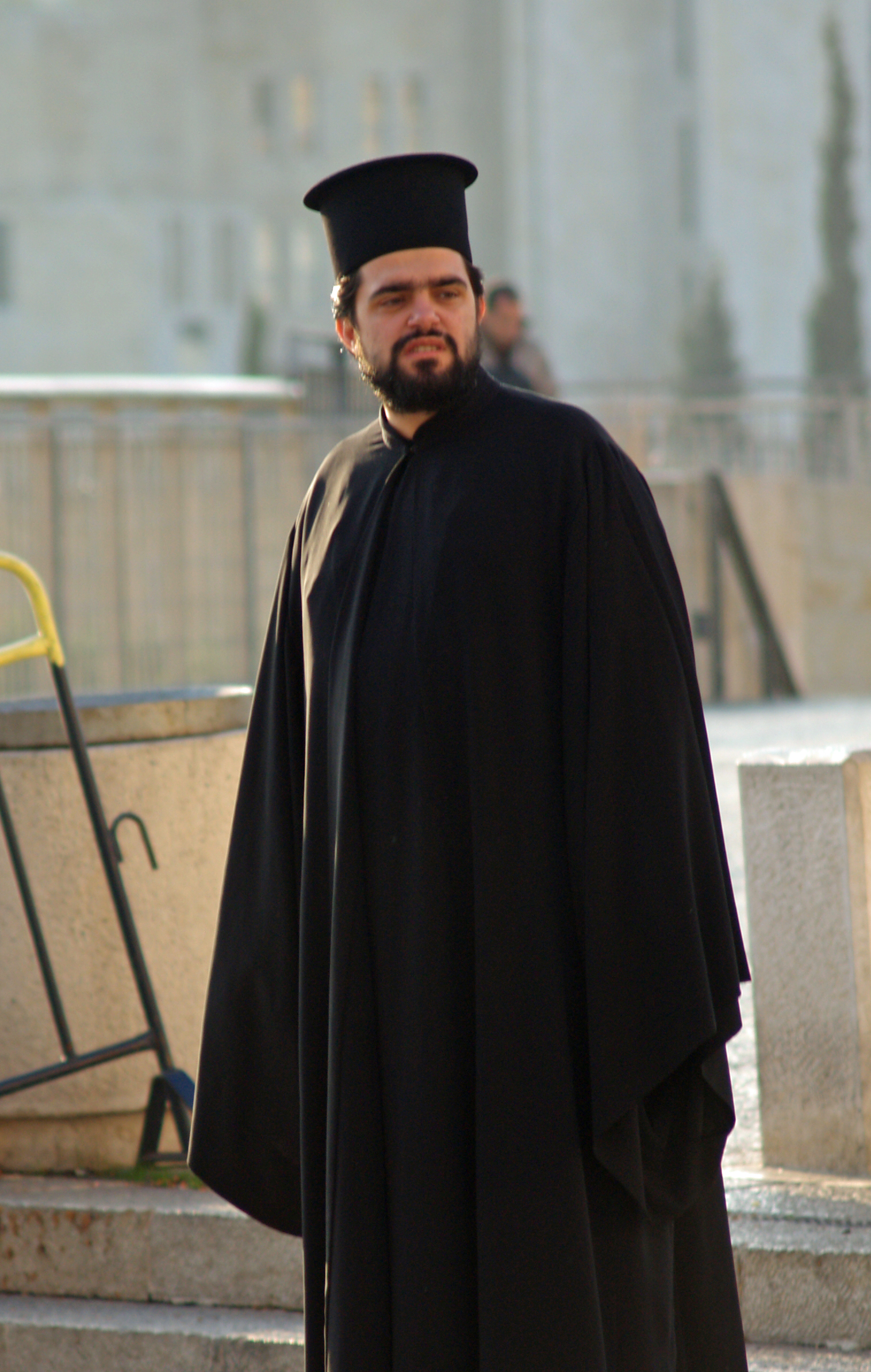
Камилавка
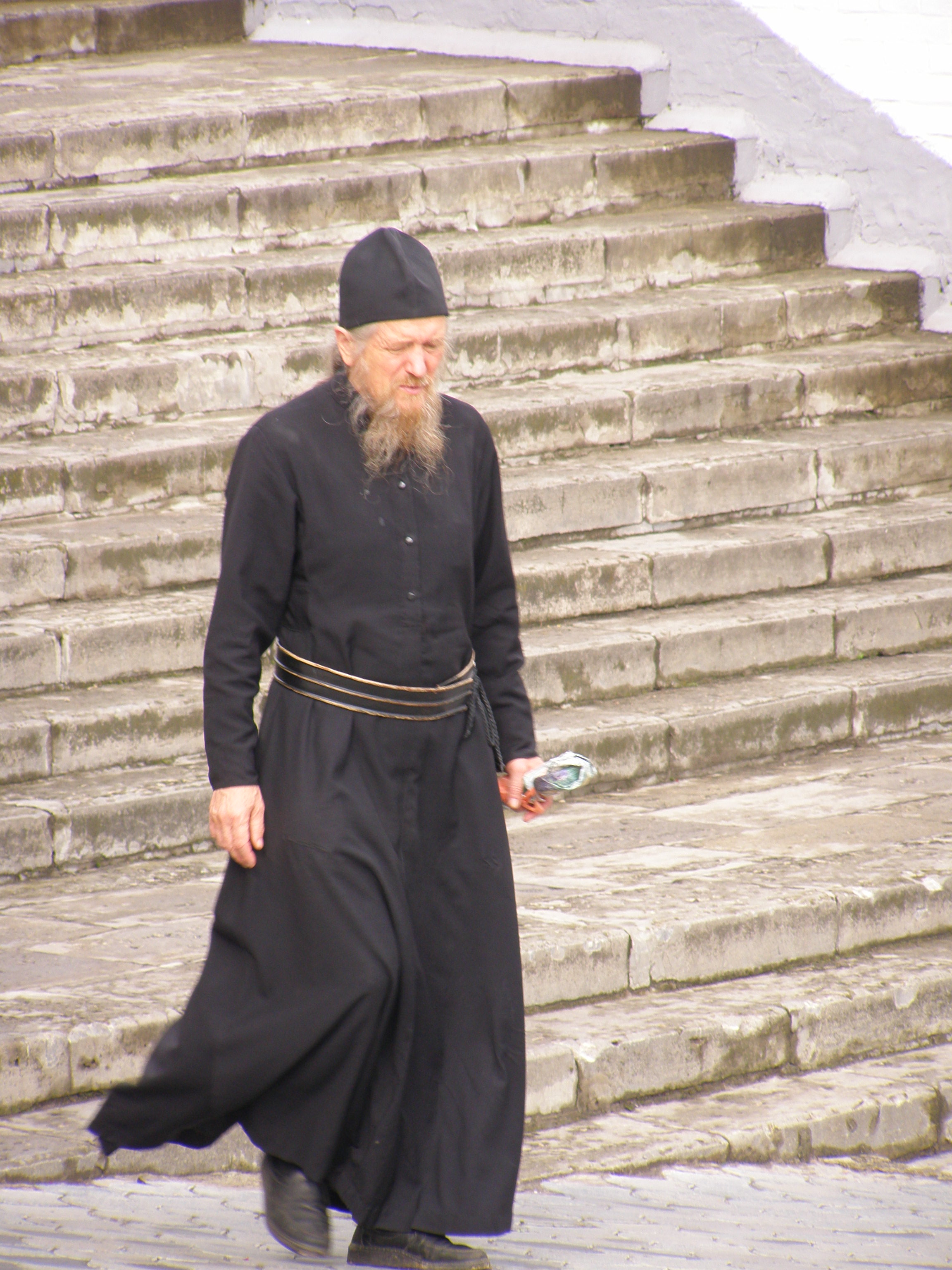
Скуфія
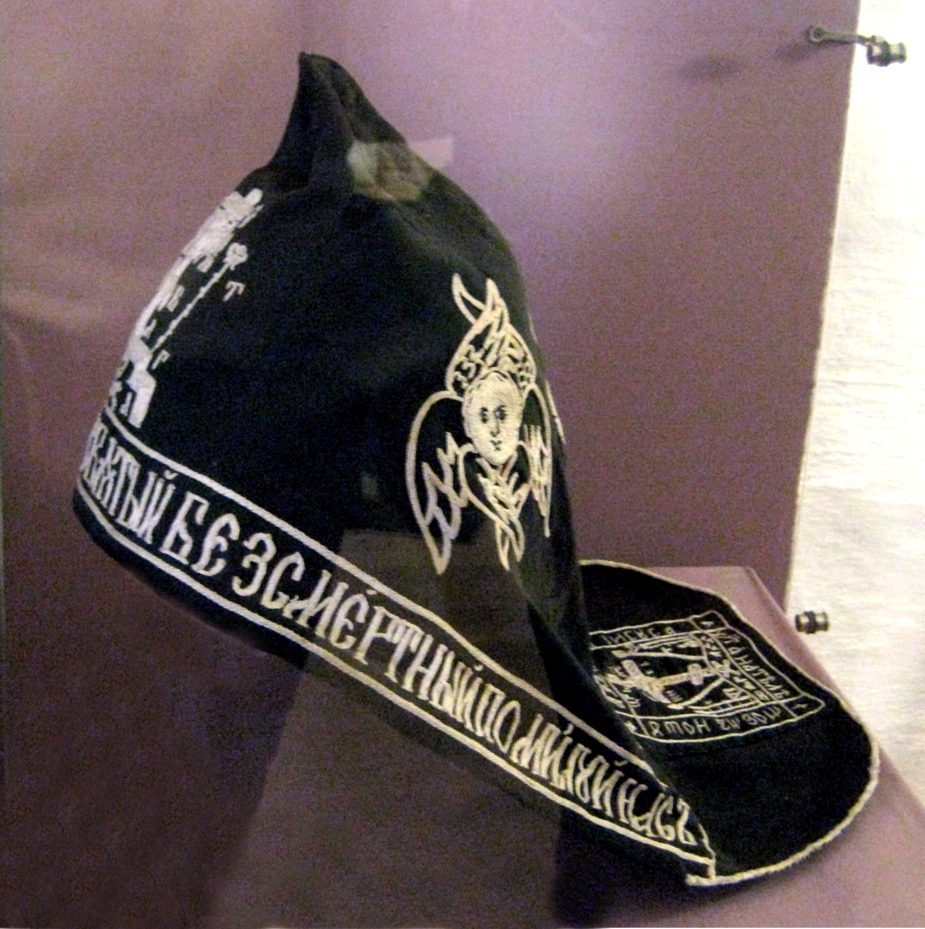
Кукіль схимника
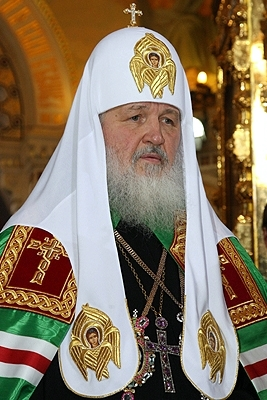
Патріарший кукіль
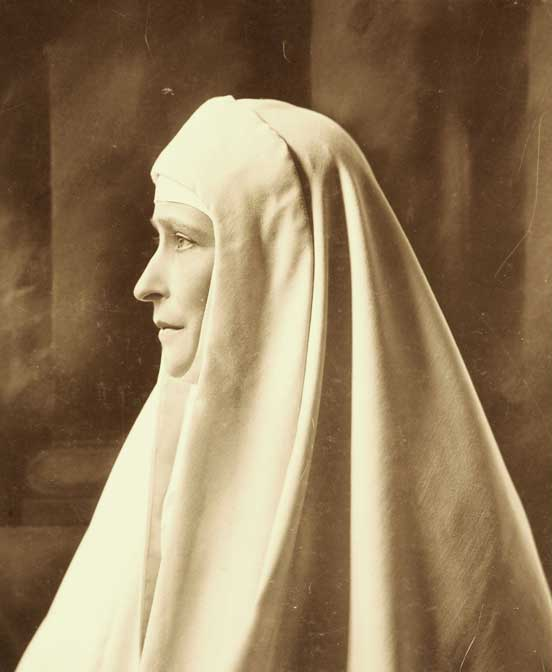
Апостольник
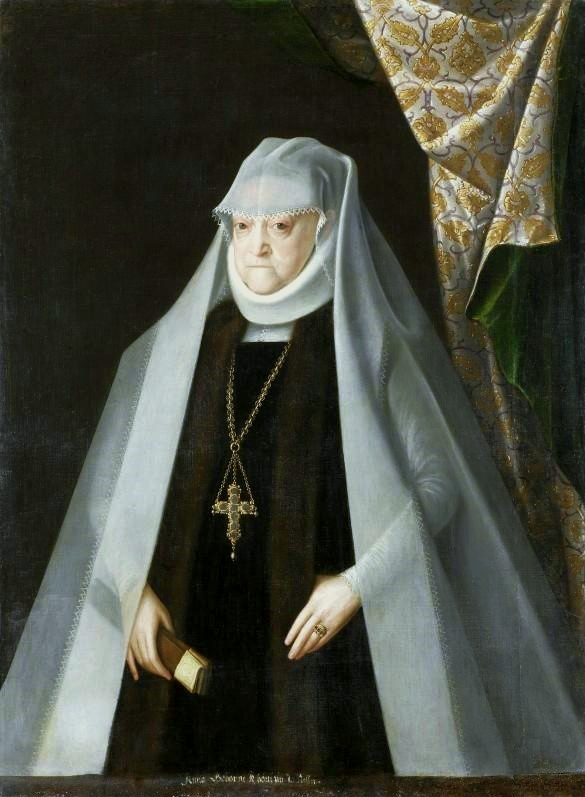
Намітка

### Іслам

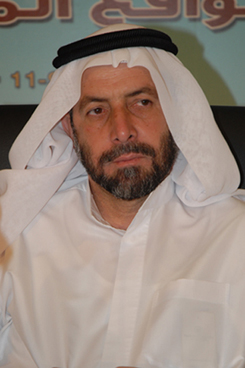
Куфія
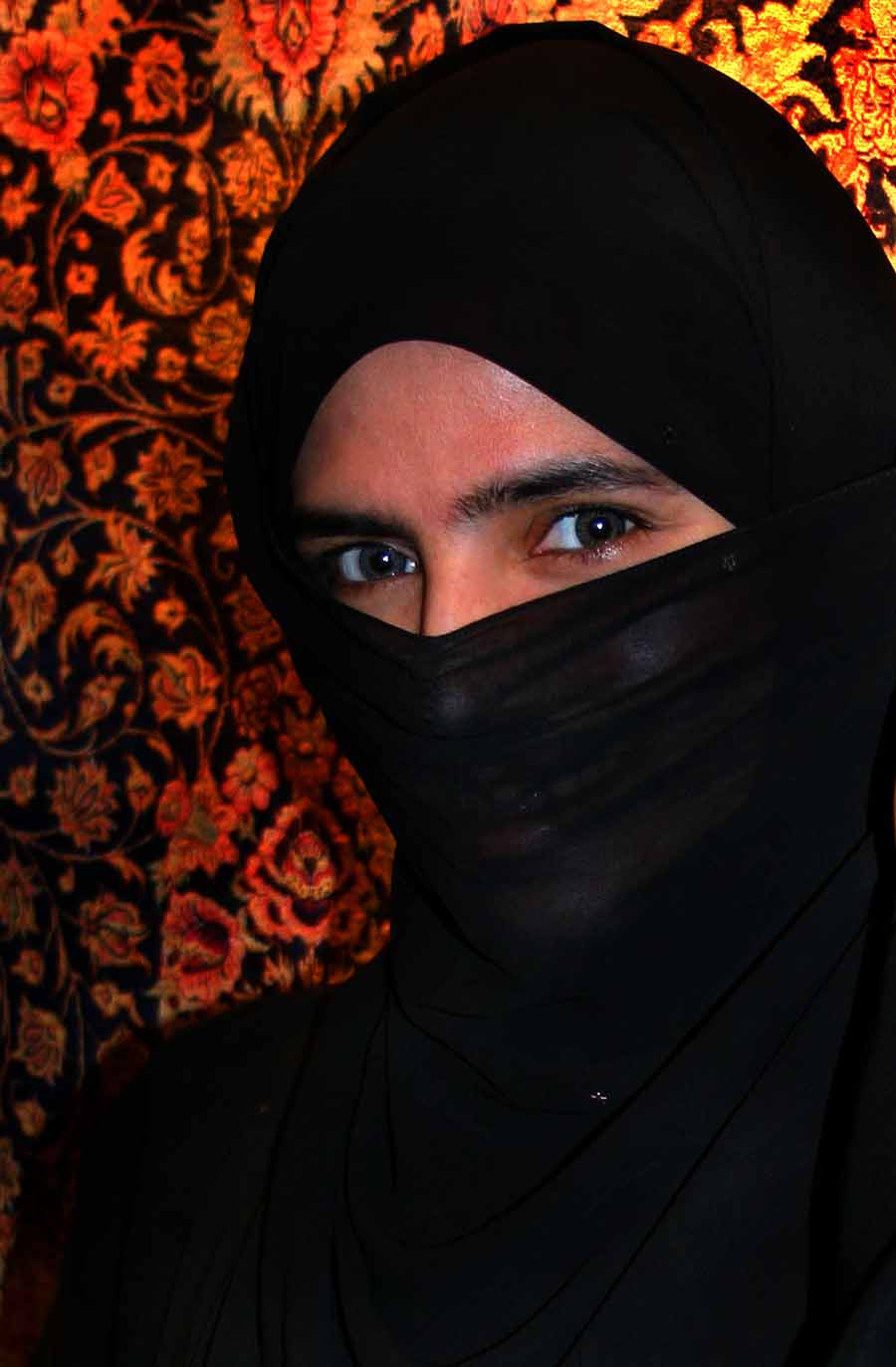
Нікаб
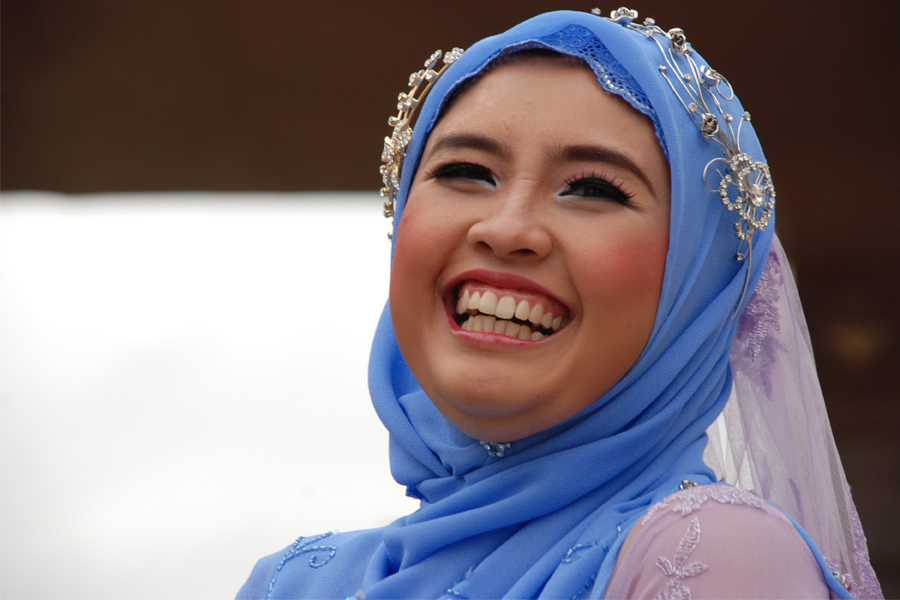
Хіджаб
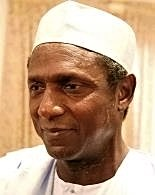
Такія
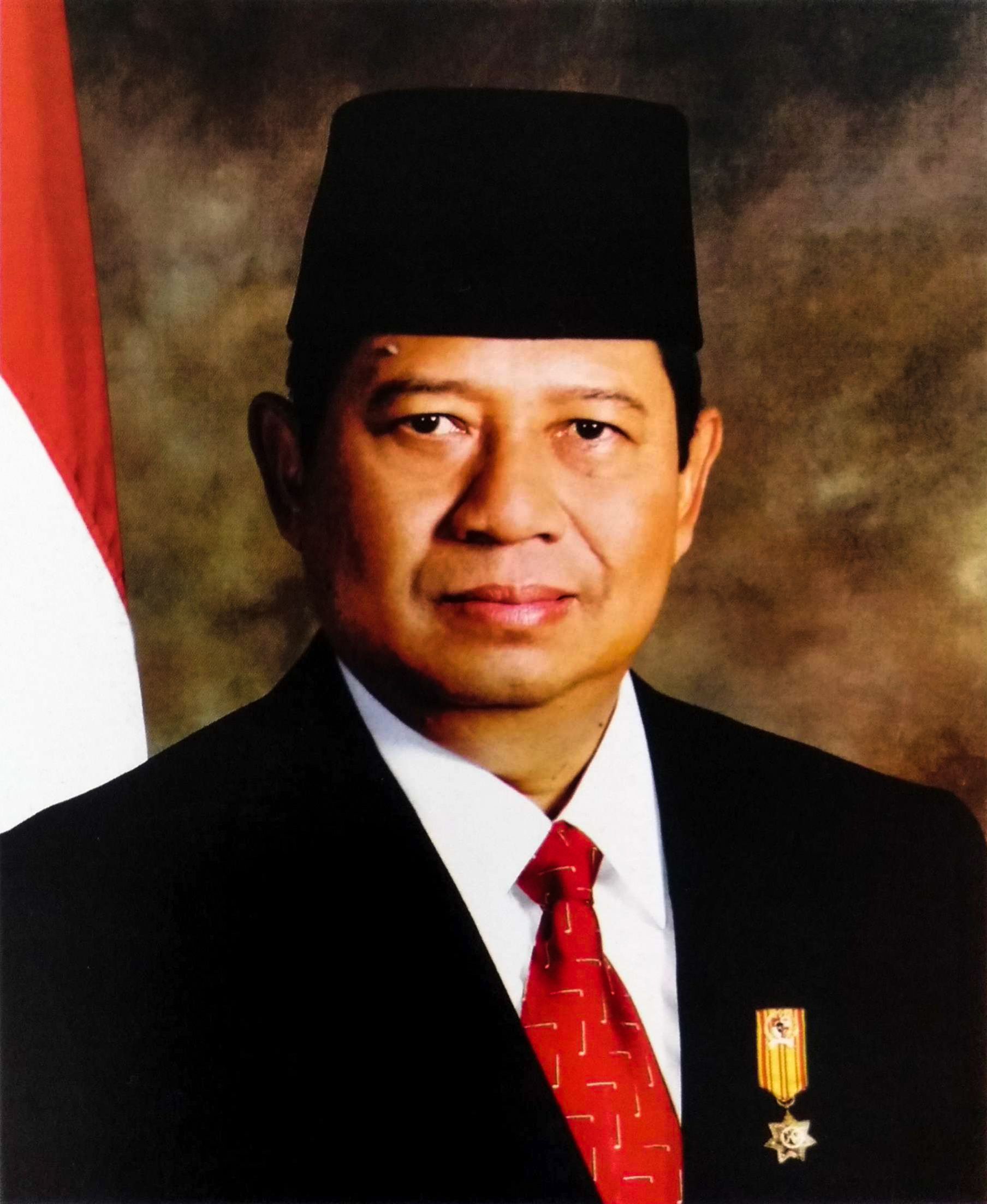
Сонгкок
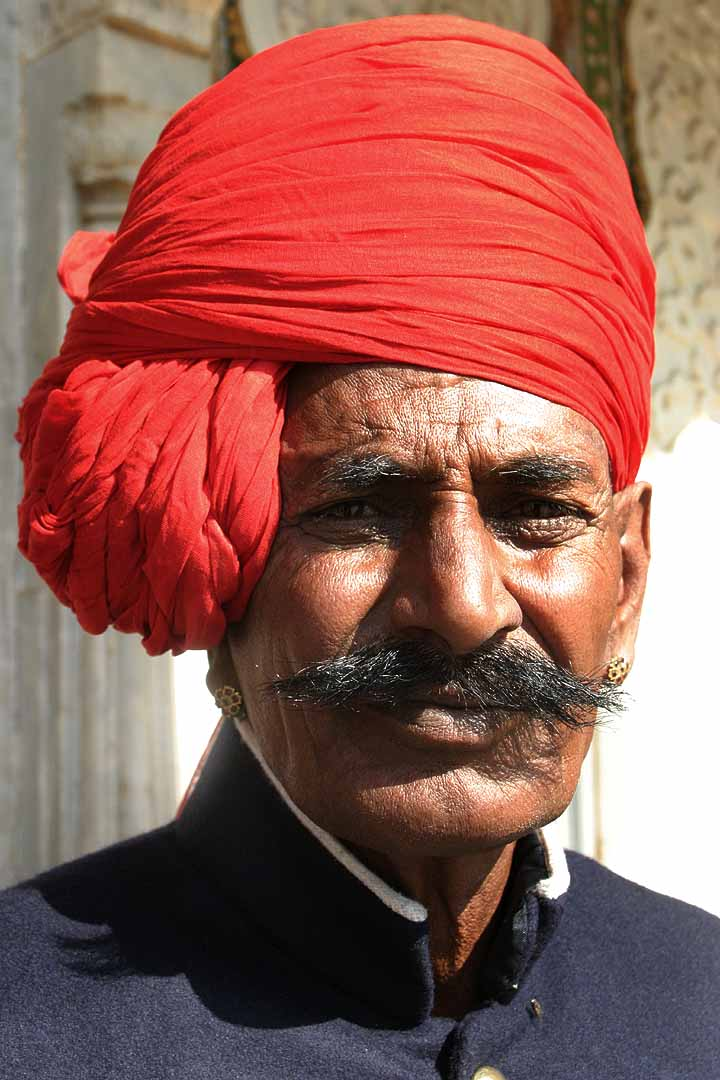
Тюрбан

### Юдаїзм

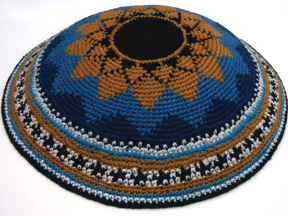
Ярмулка (кіпа)
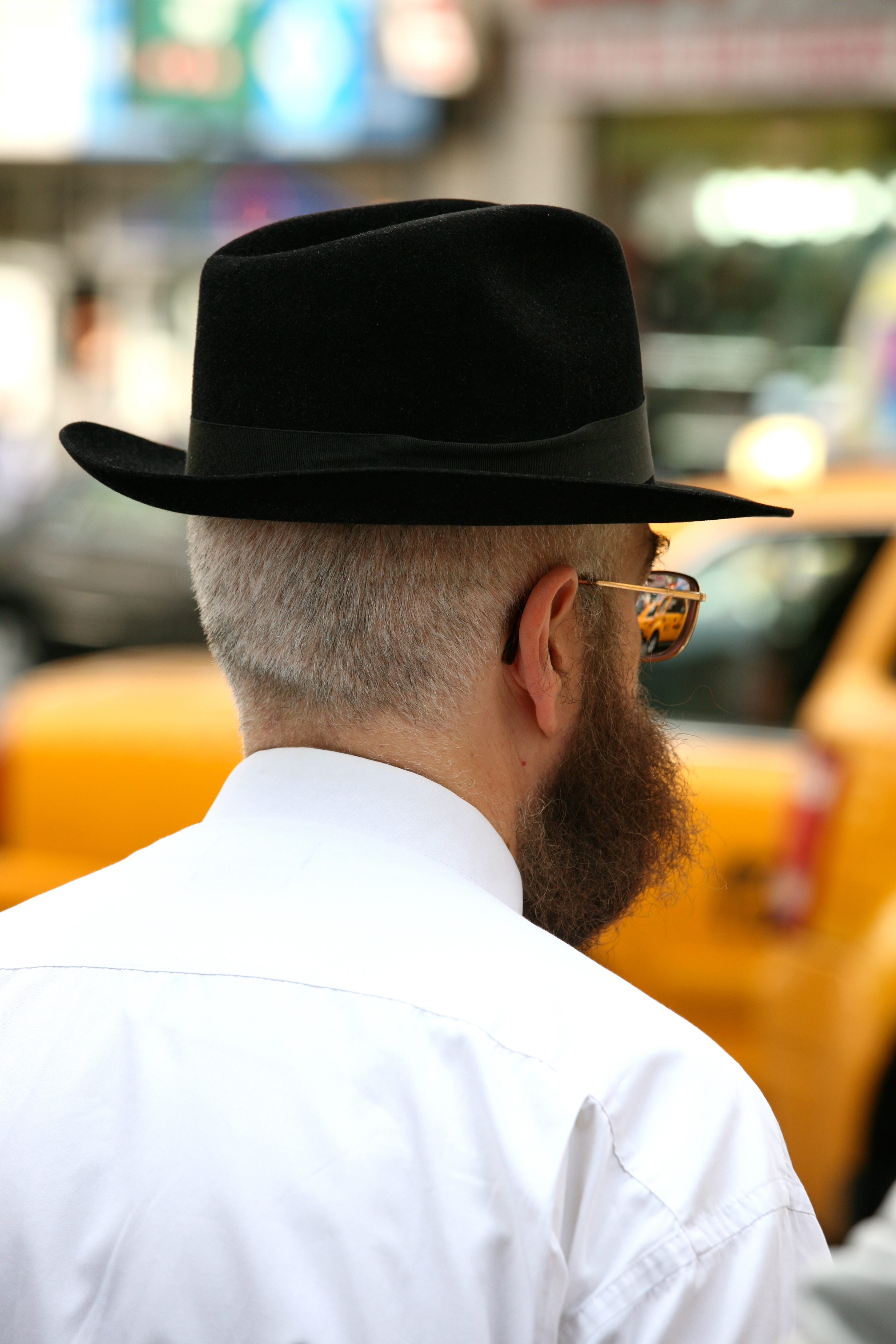
Кнейч
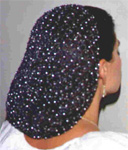
Шпітцель
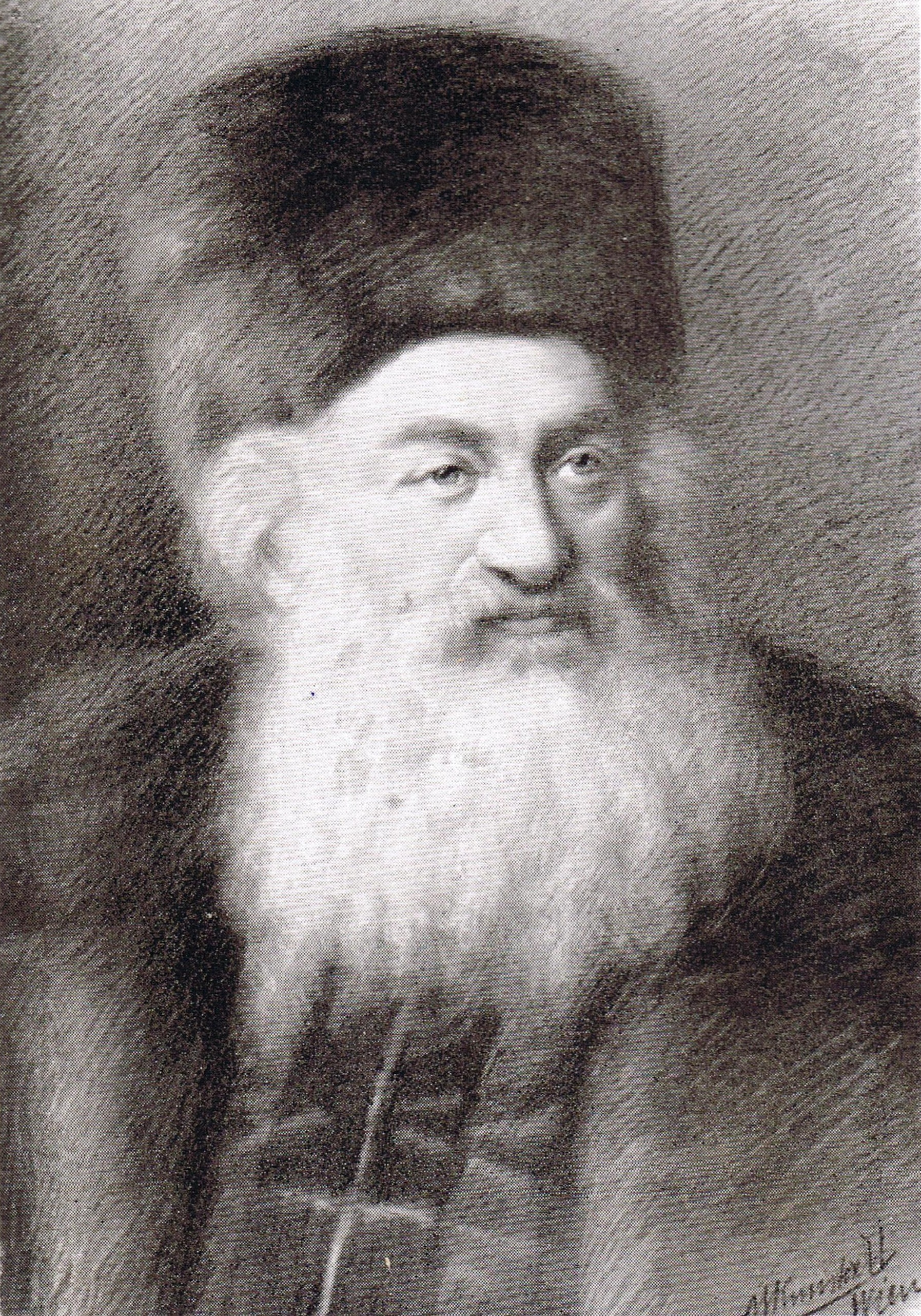
Колпик
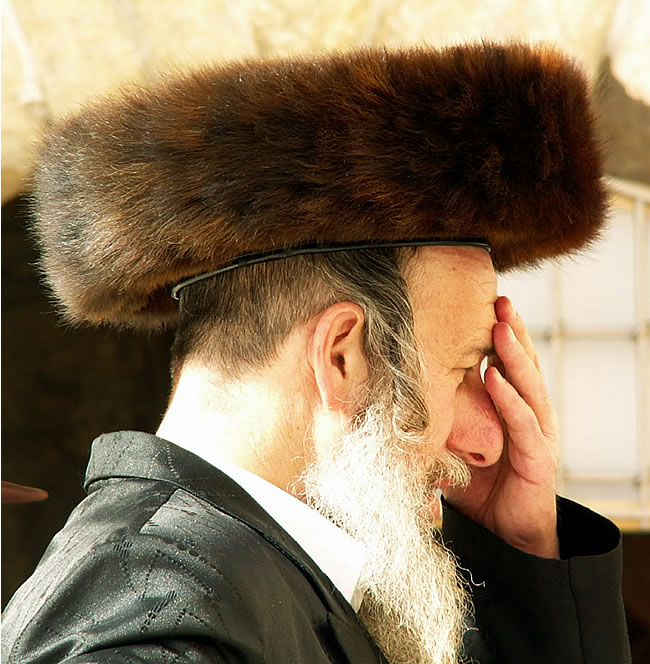
Штраймл
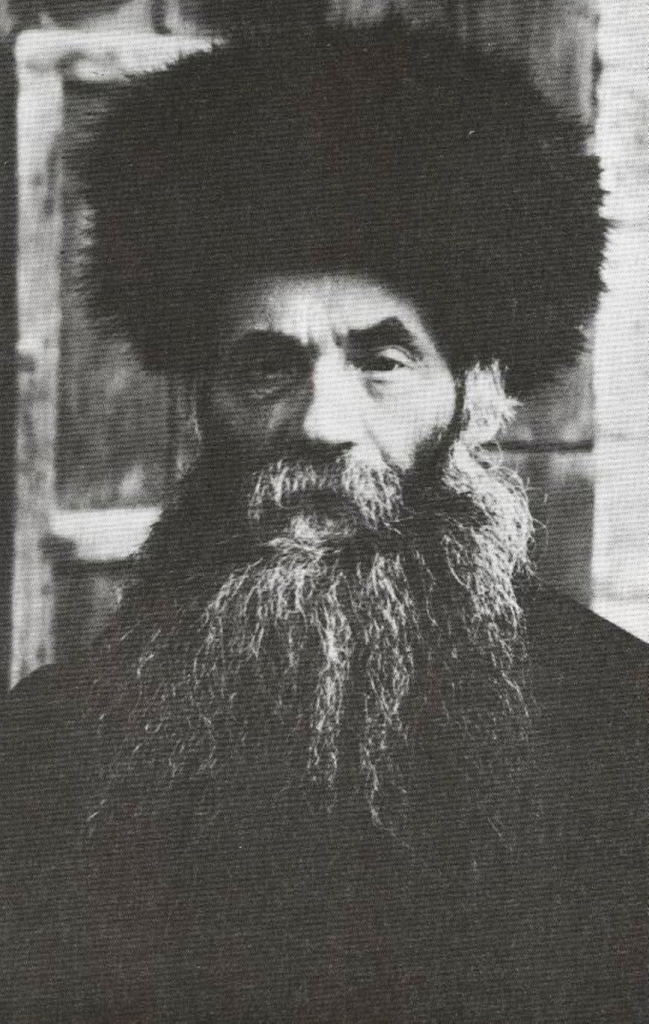
Сподик
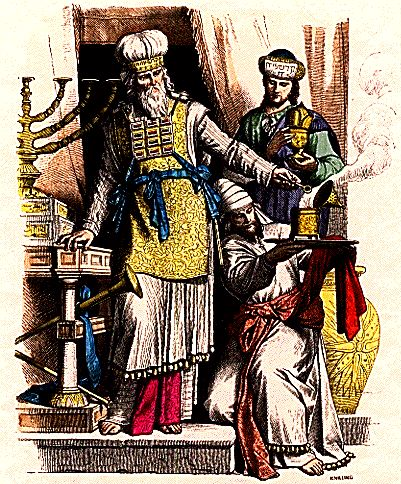
Міцнефет

### Інші

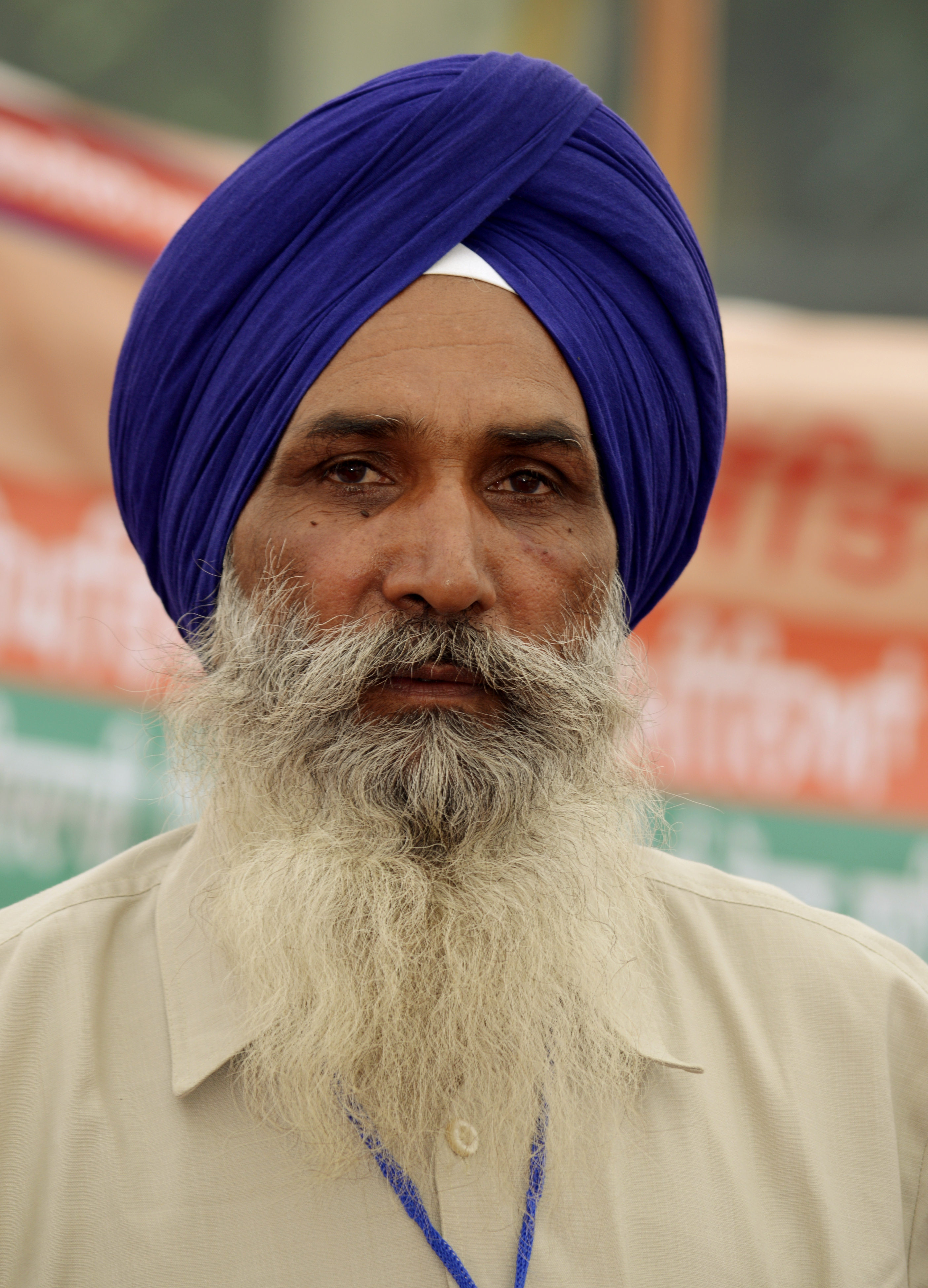
Дастар
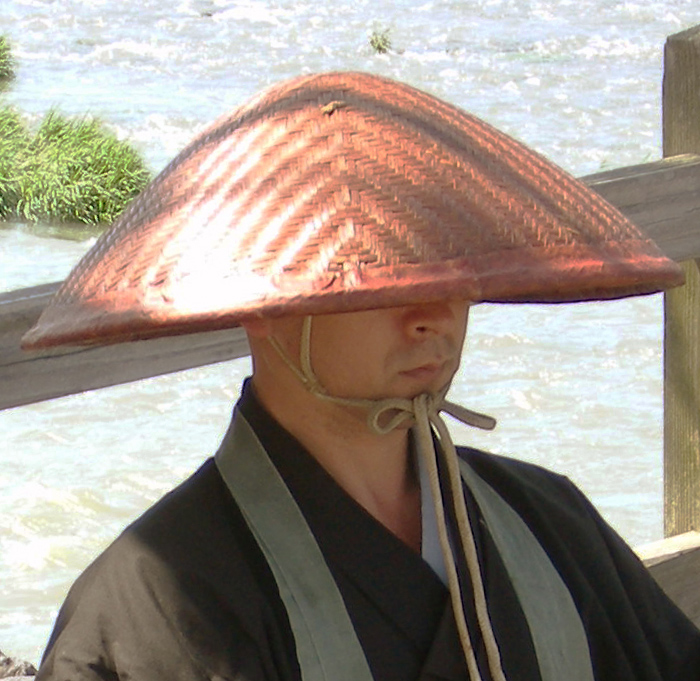
Каса
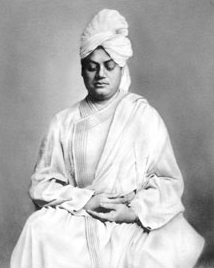
Пхета
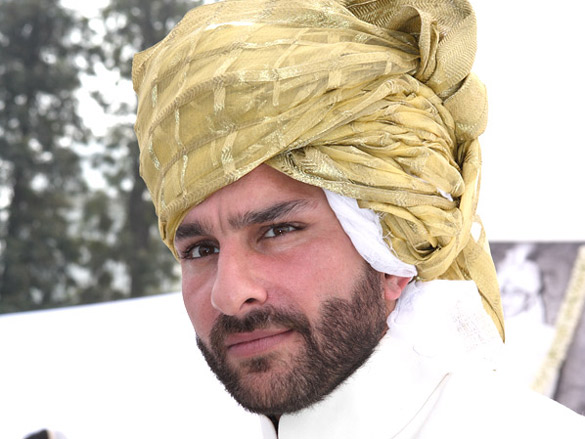
Пагрі

## Хустки

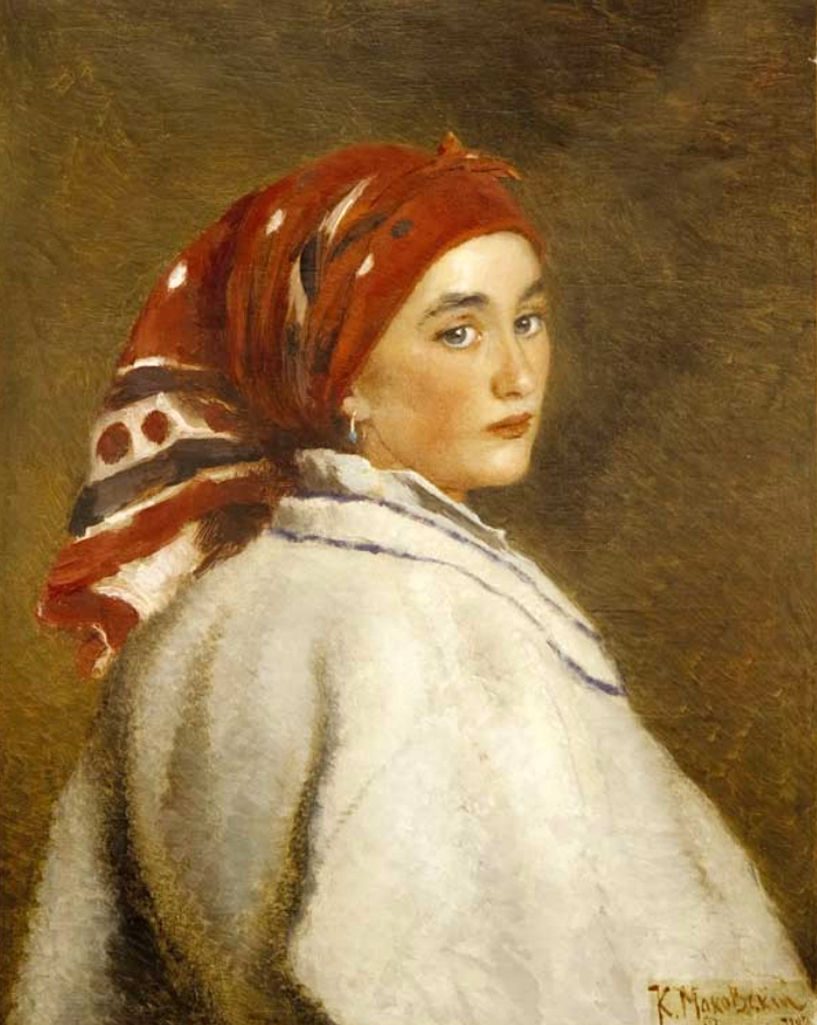
Жіноча хустка
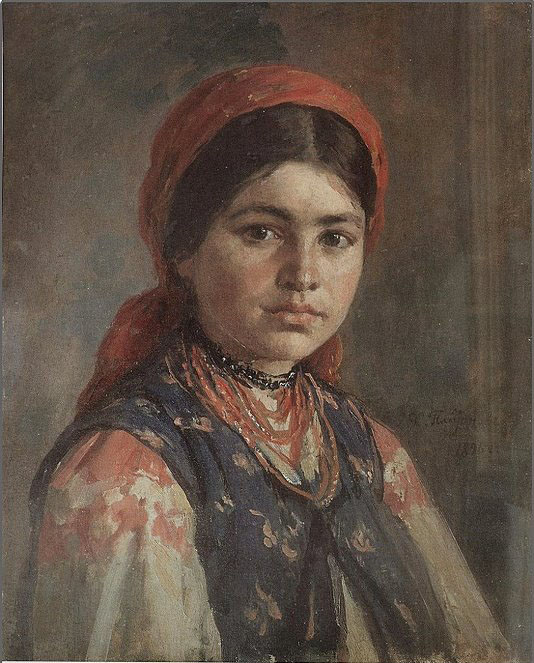
Косинка
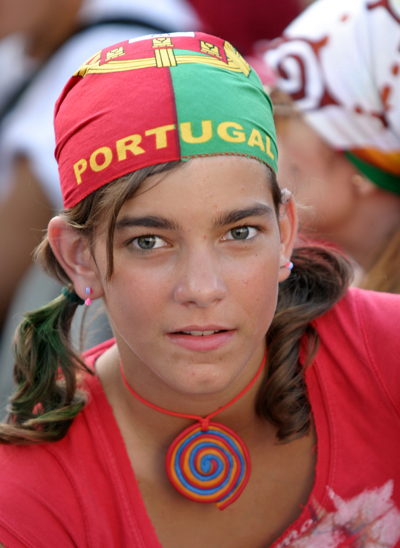
Бандана
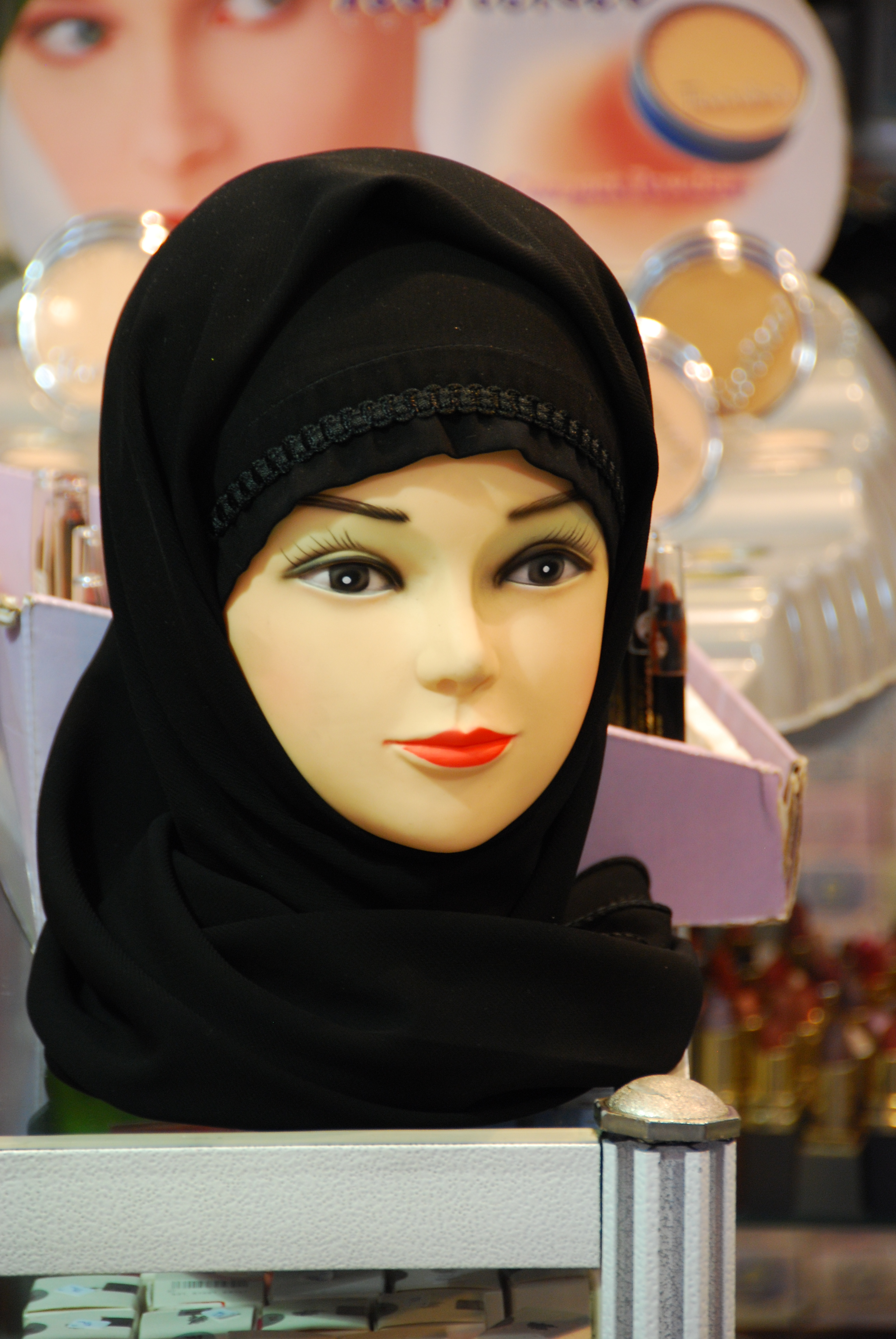
Хіджаб
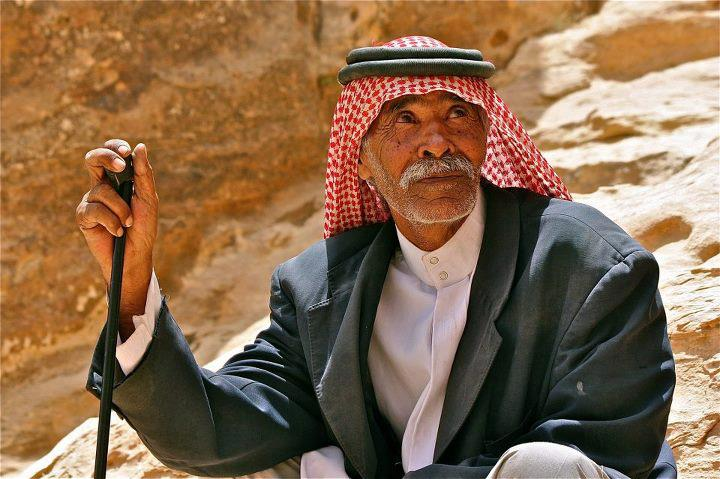
Куфія

## Покривала

Покривало
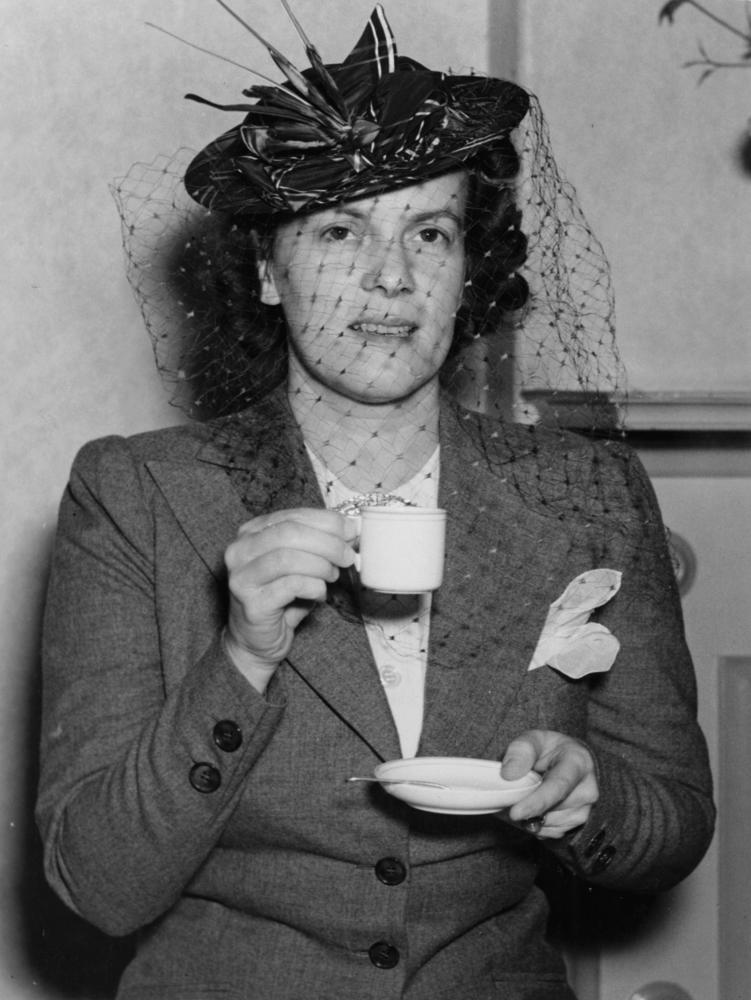
Вуаль
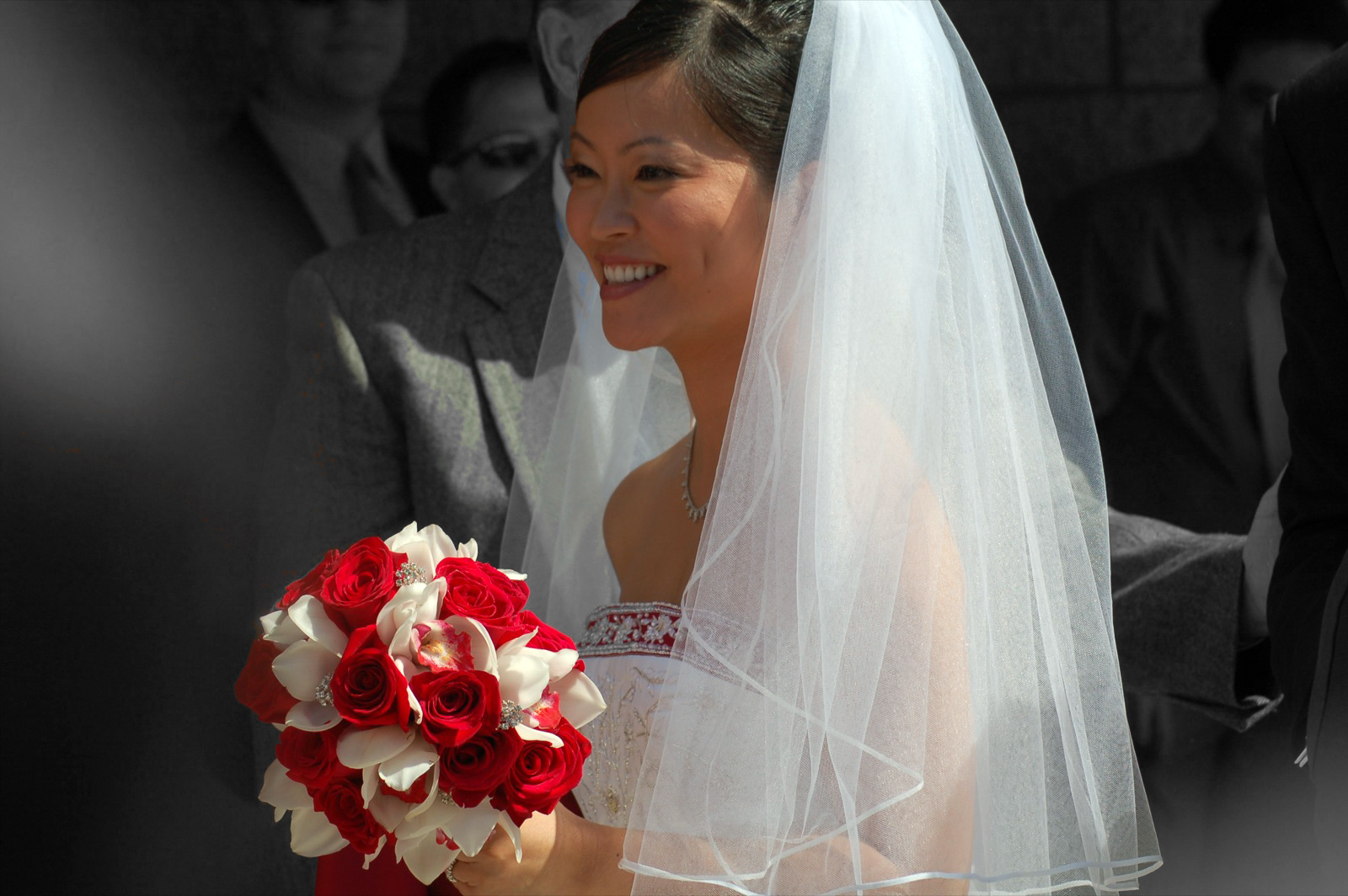
Фата
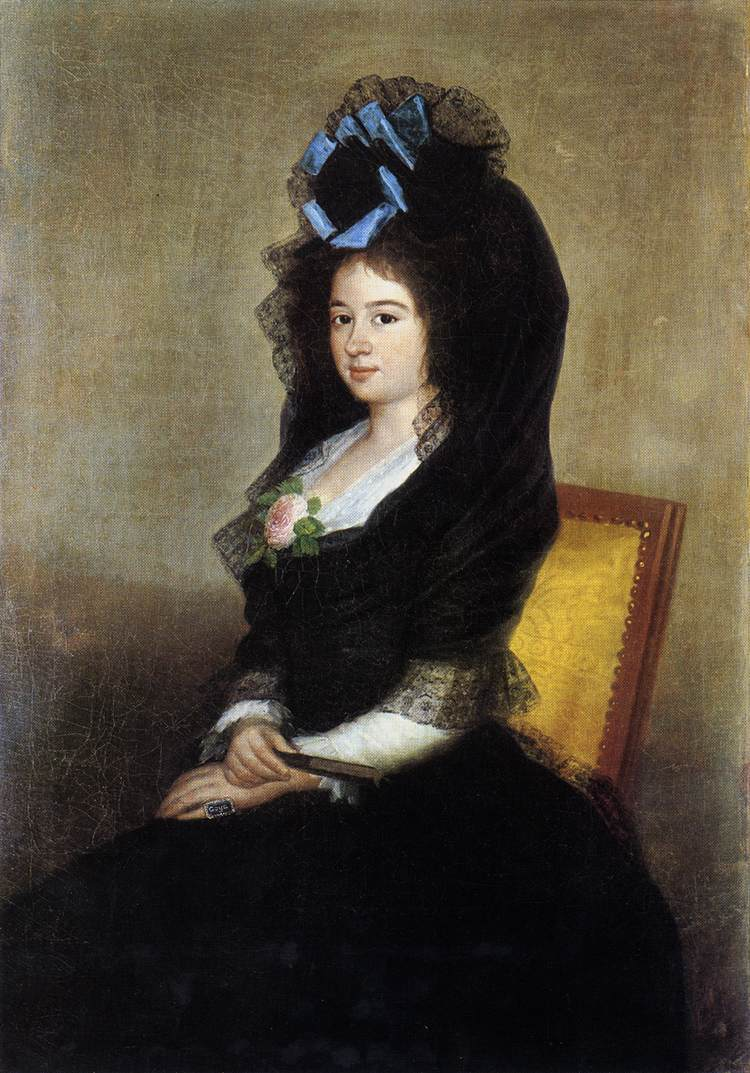
Мантилья
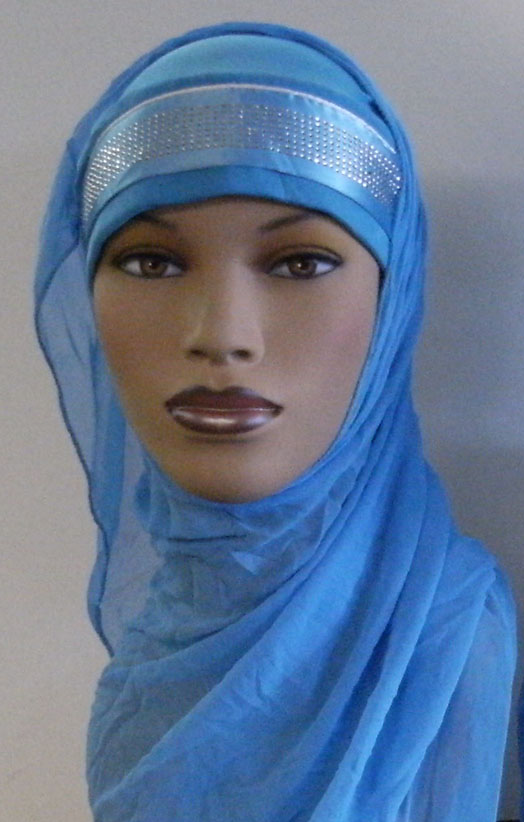
Хіджаб

## Спортивні

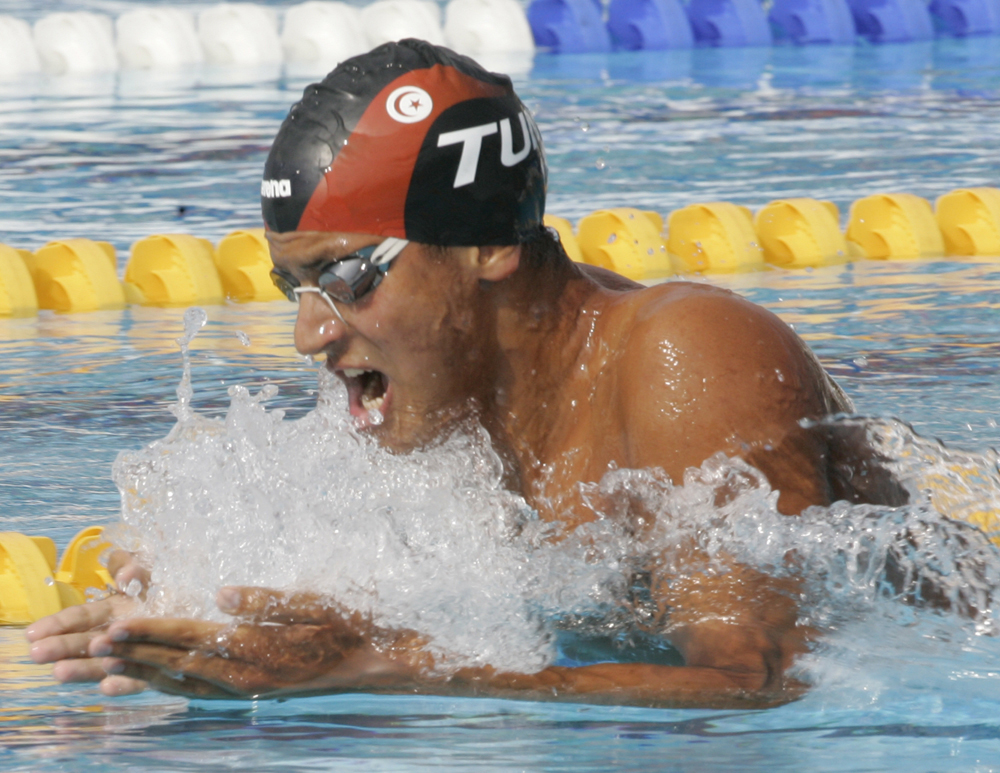
Шапочка для плавання
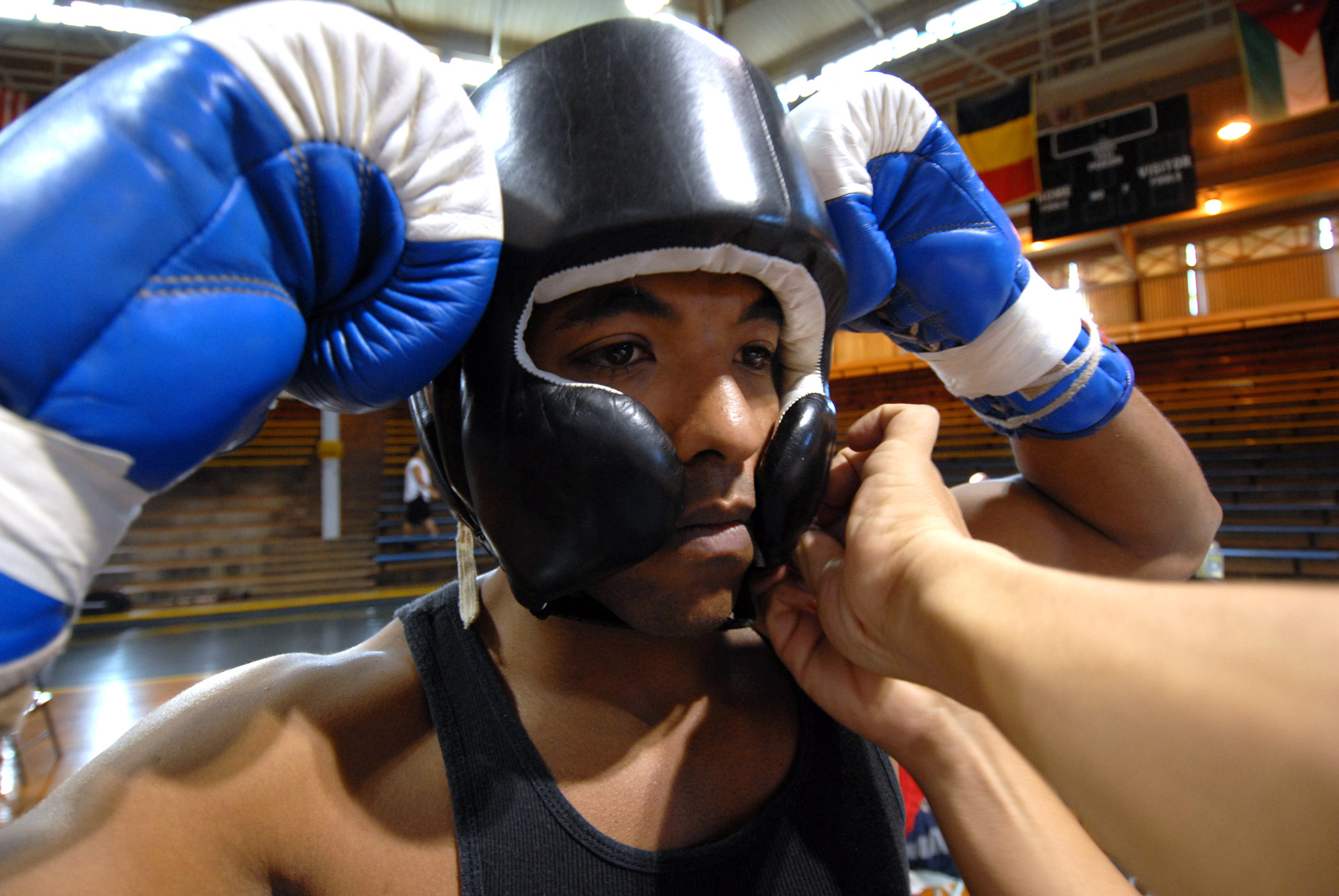
Боксерський шолом
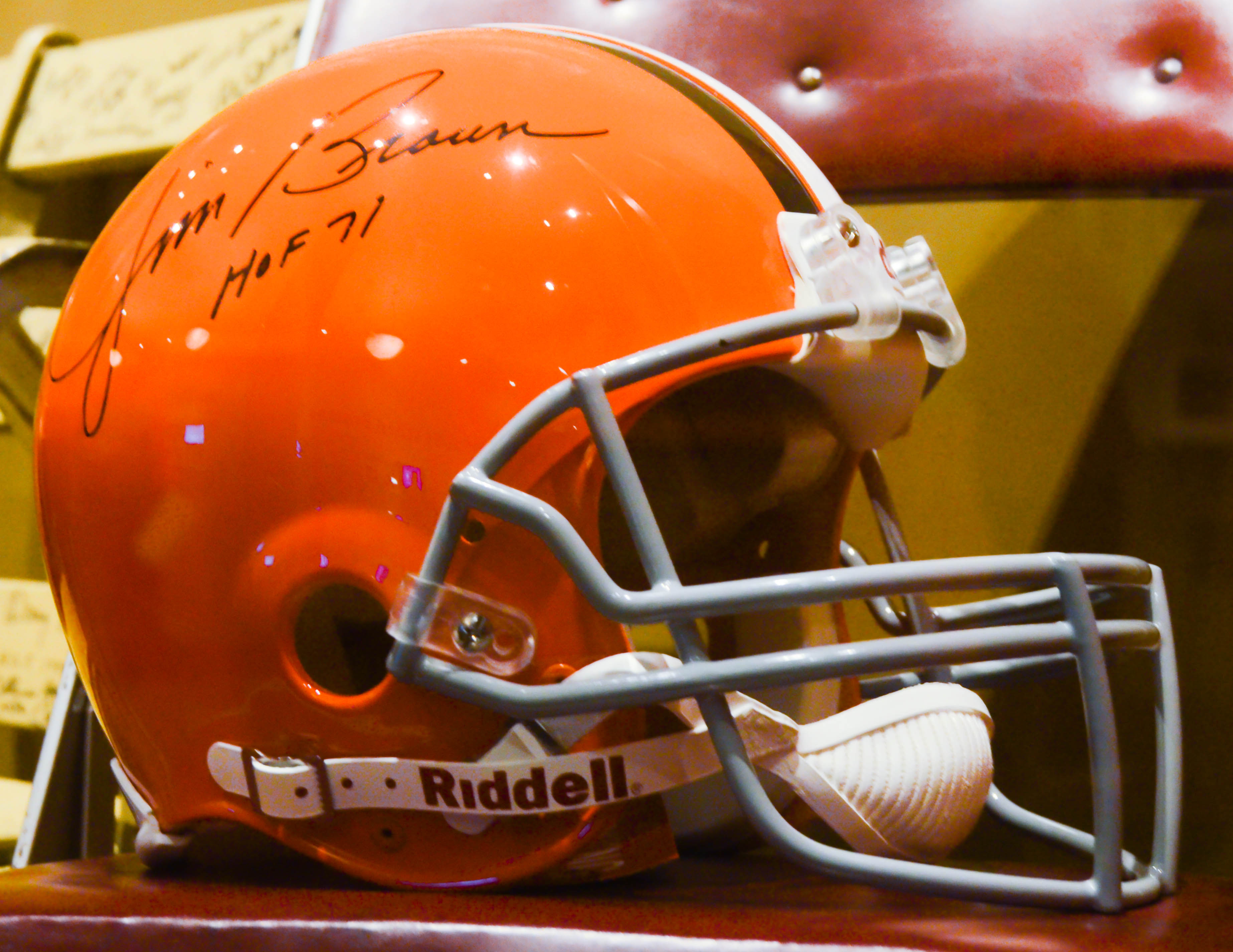
Шолом для американського футболу
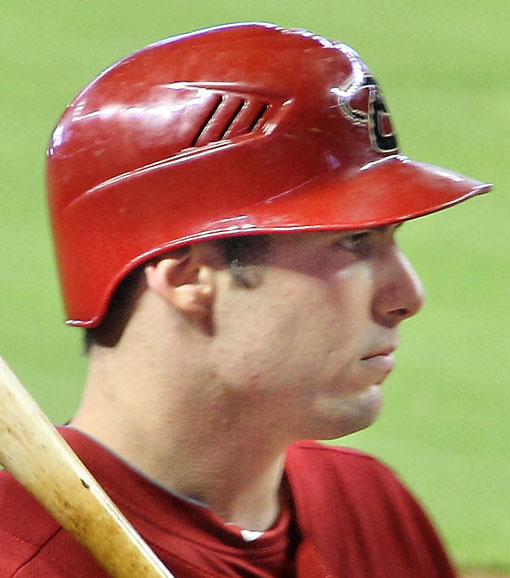
Бейсбольний шолом
Бейсболка
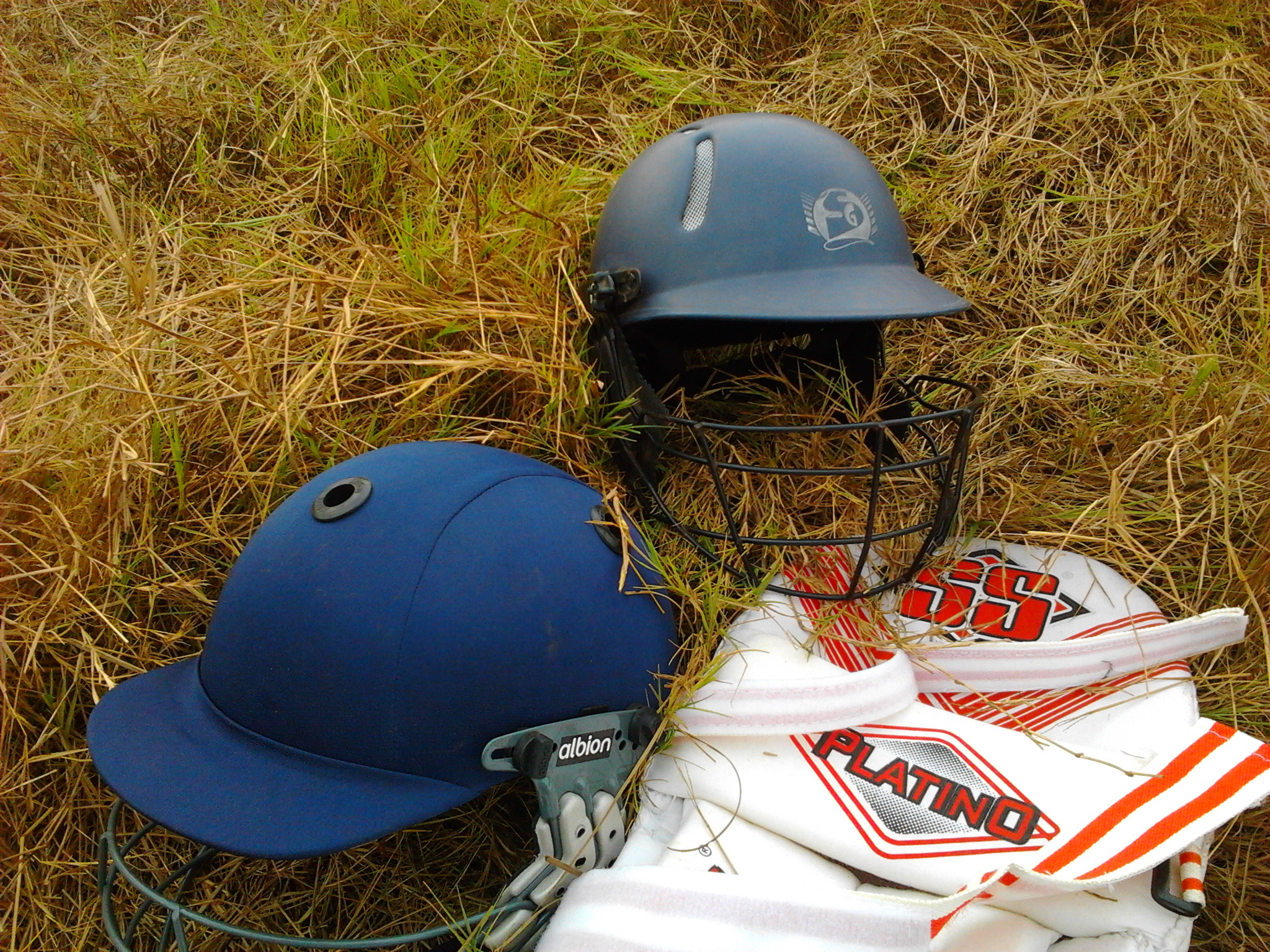
Шолом для крикету
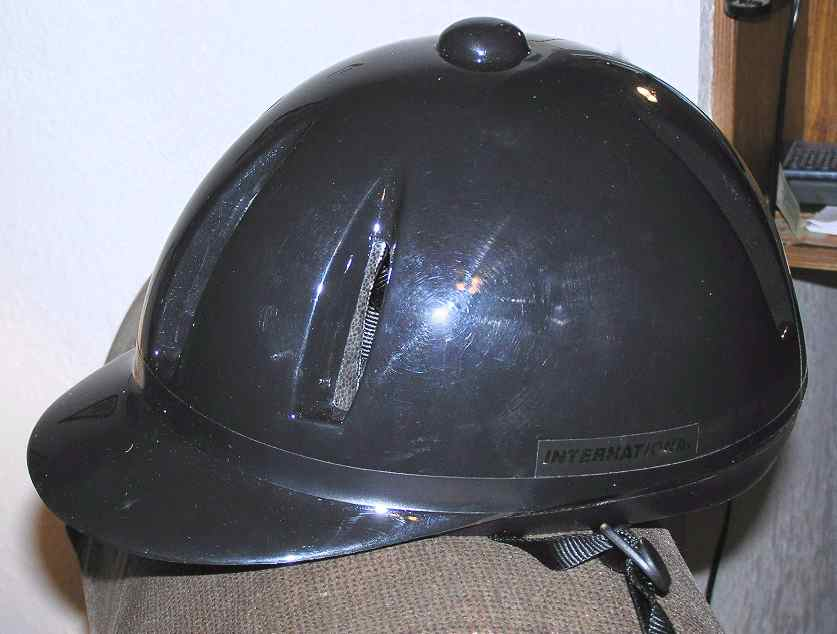
Шолом для верхової їзди

## Національні

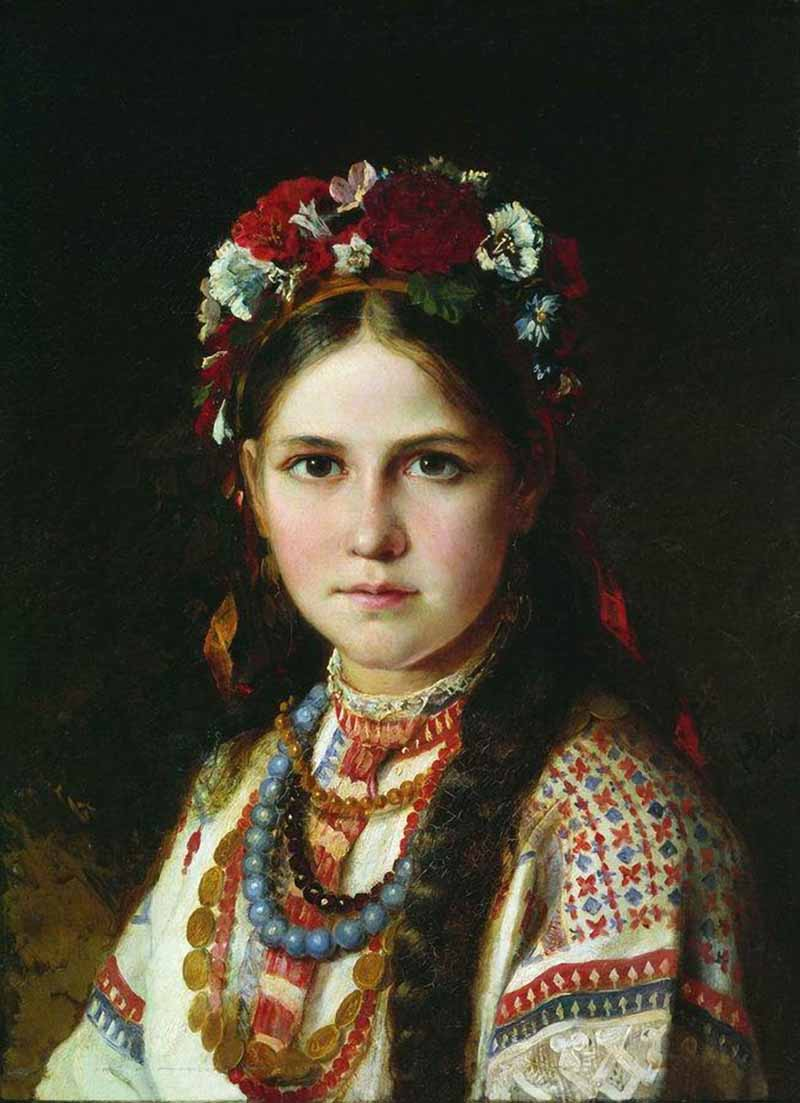
Український вінок
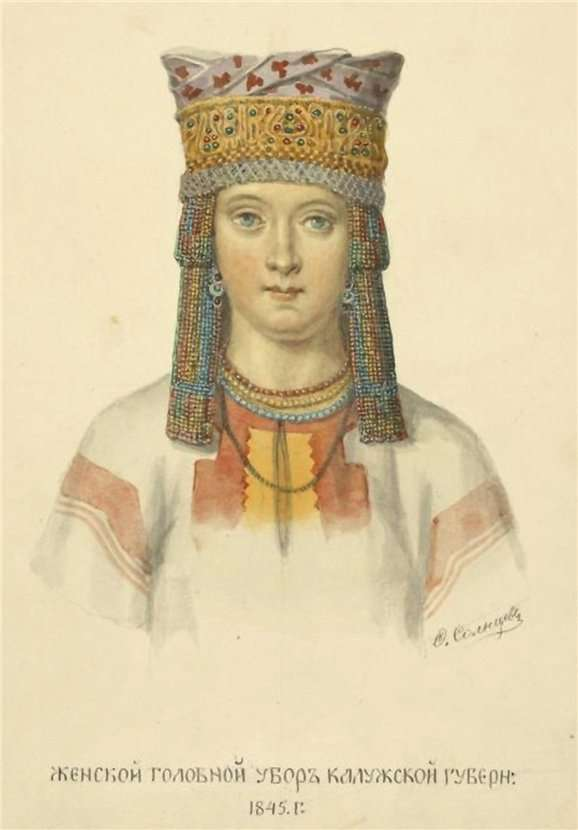
Кибалка
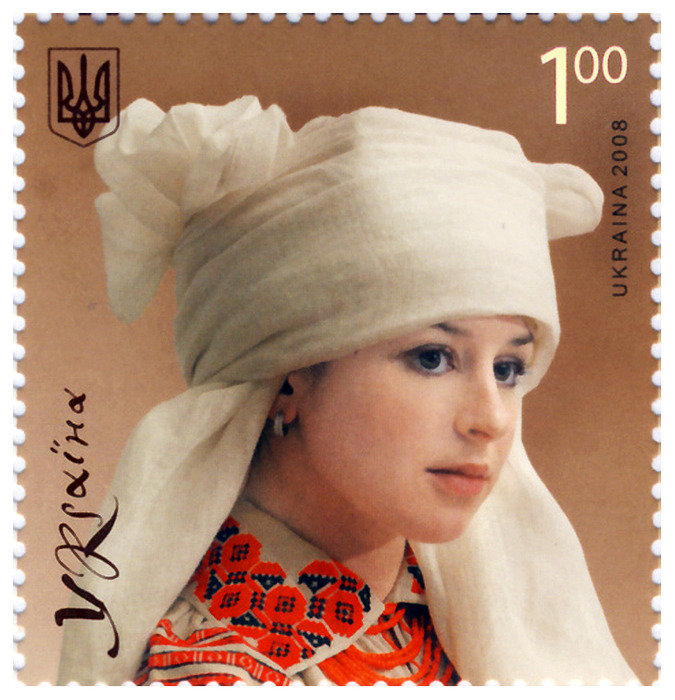
Намітка
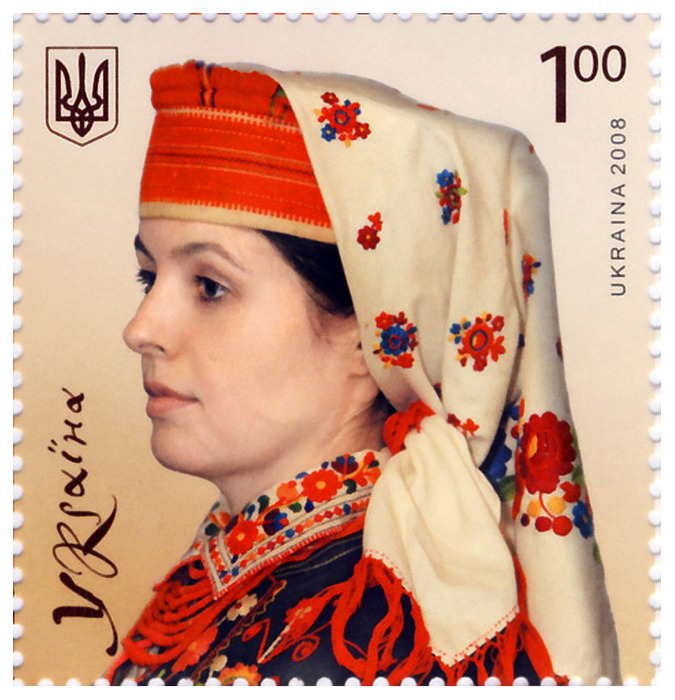
Бавниця
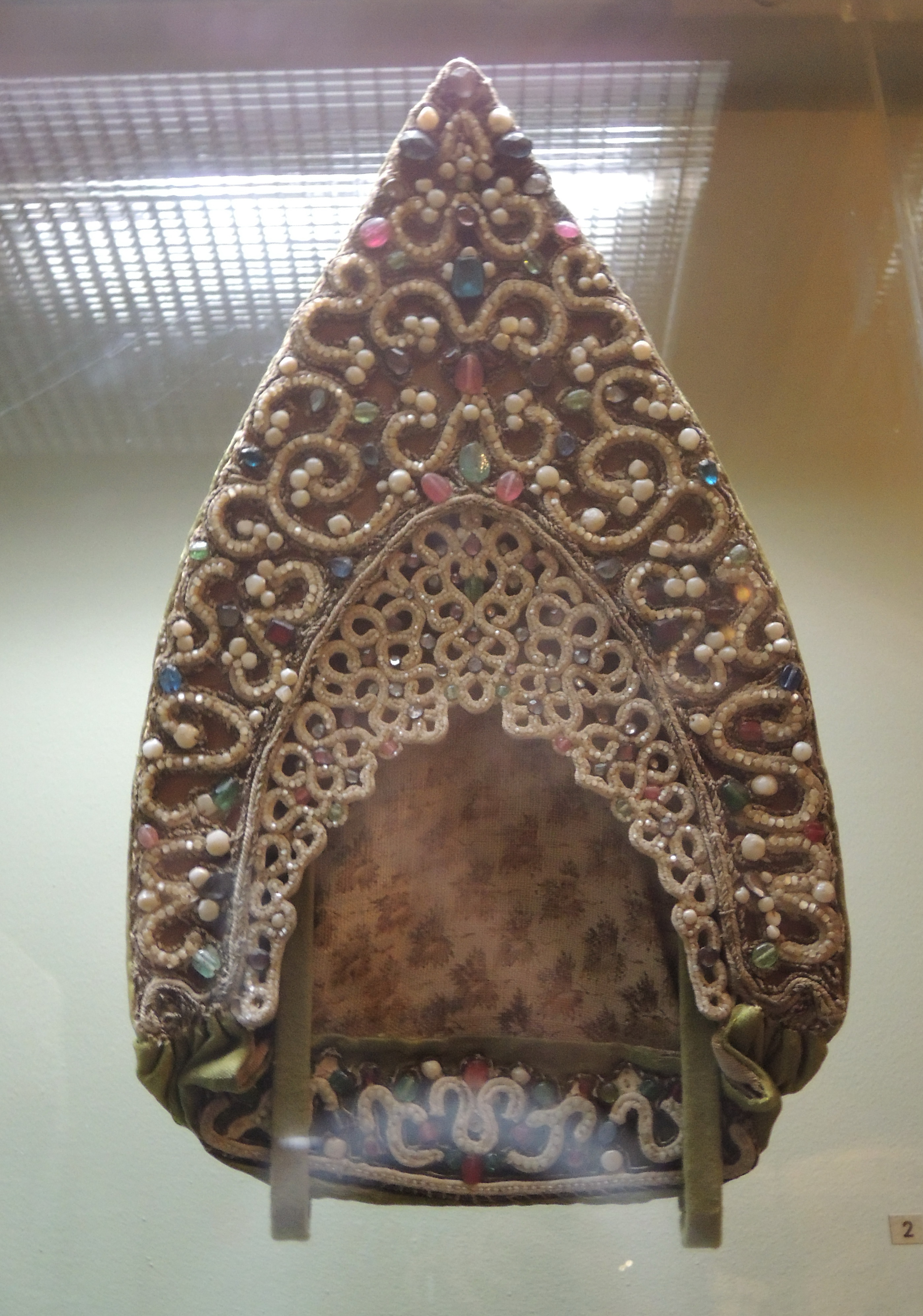
Кокошник
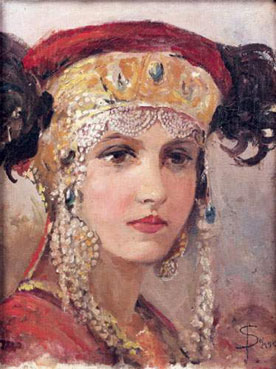
Сорока
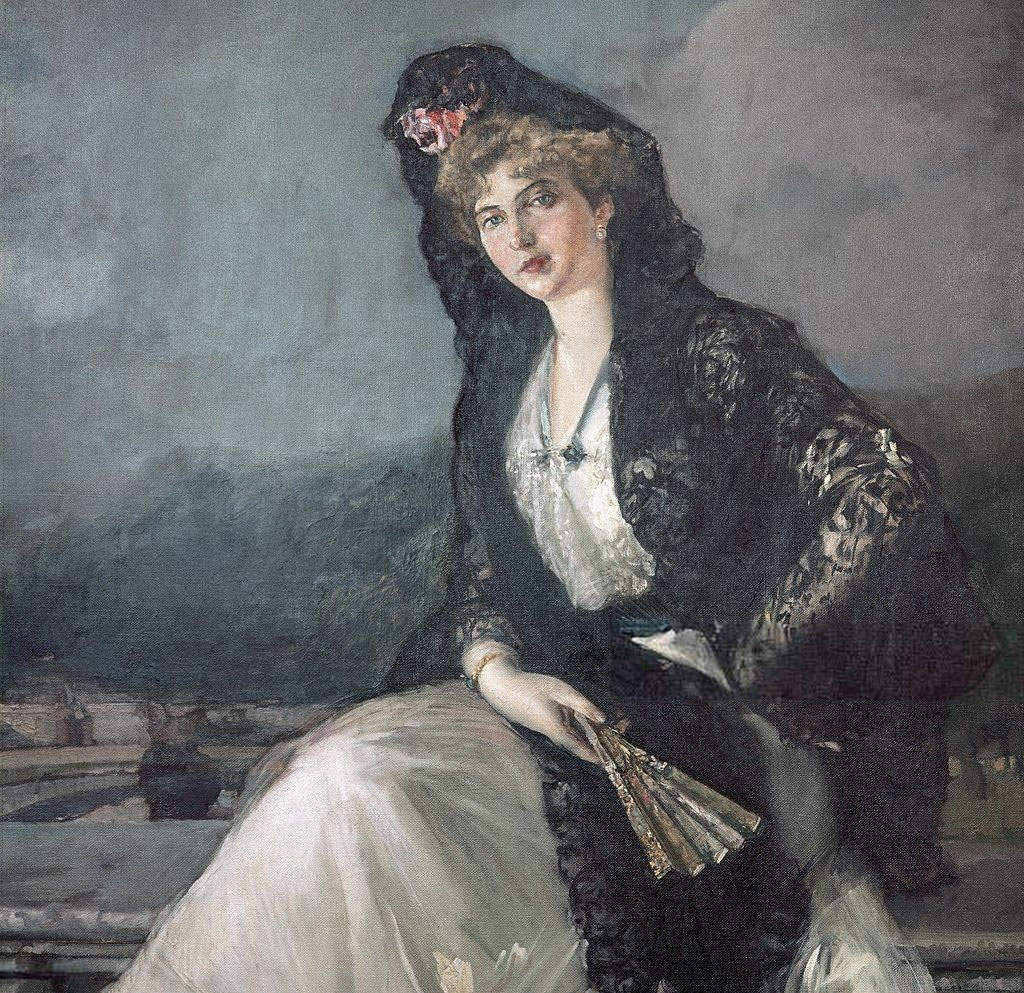
Мантилья (Іспанія)
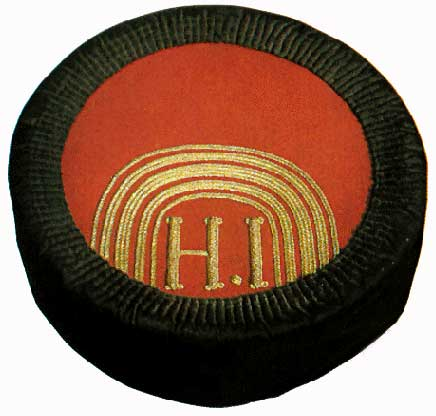
Чорногорська капа
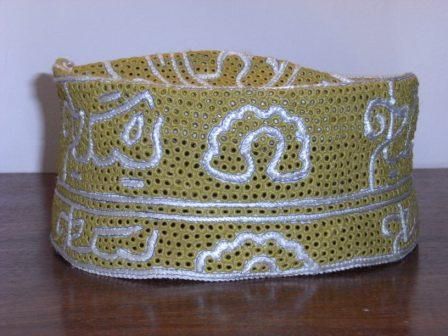
Кофія
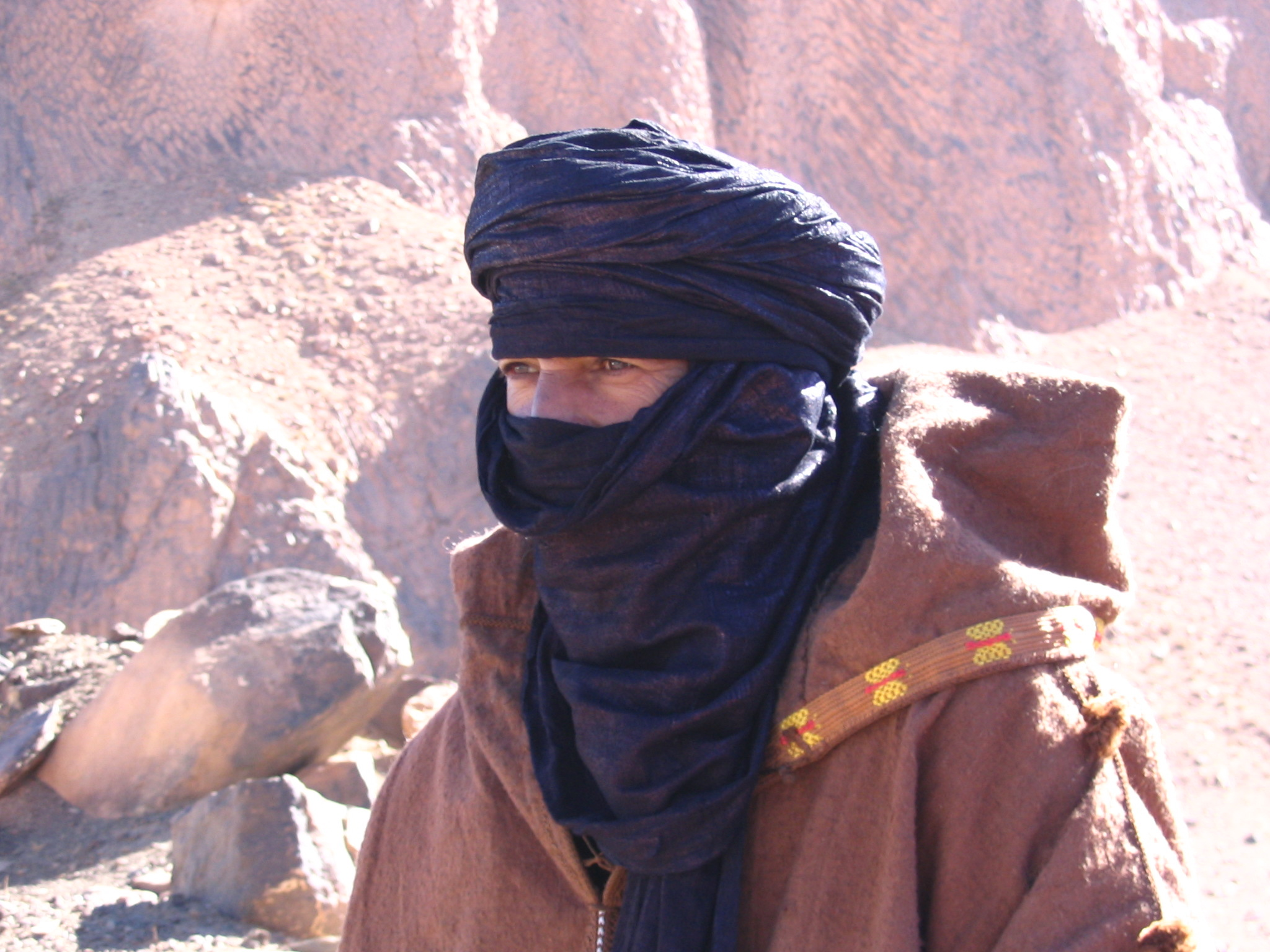
Тагельмуст
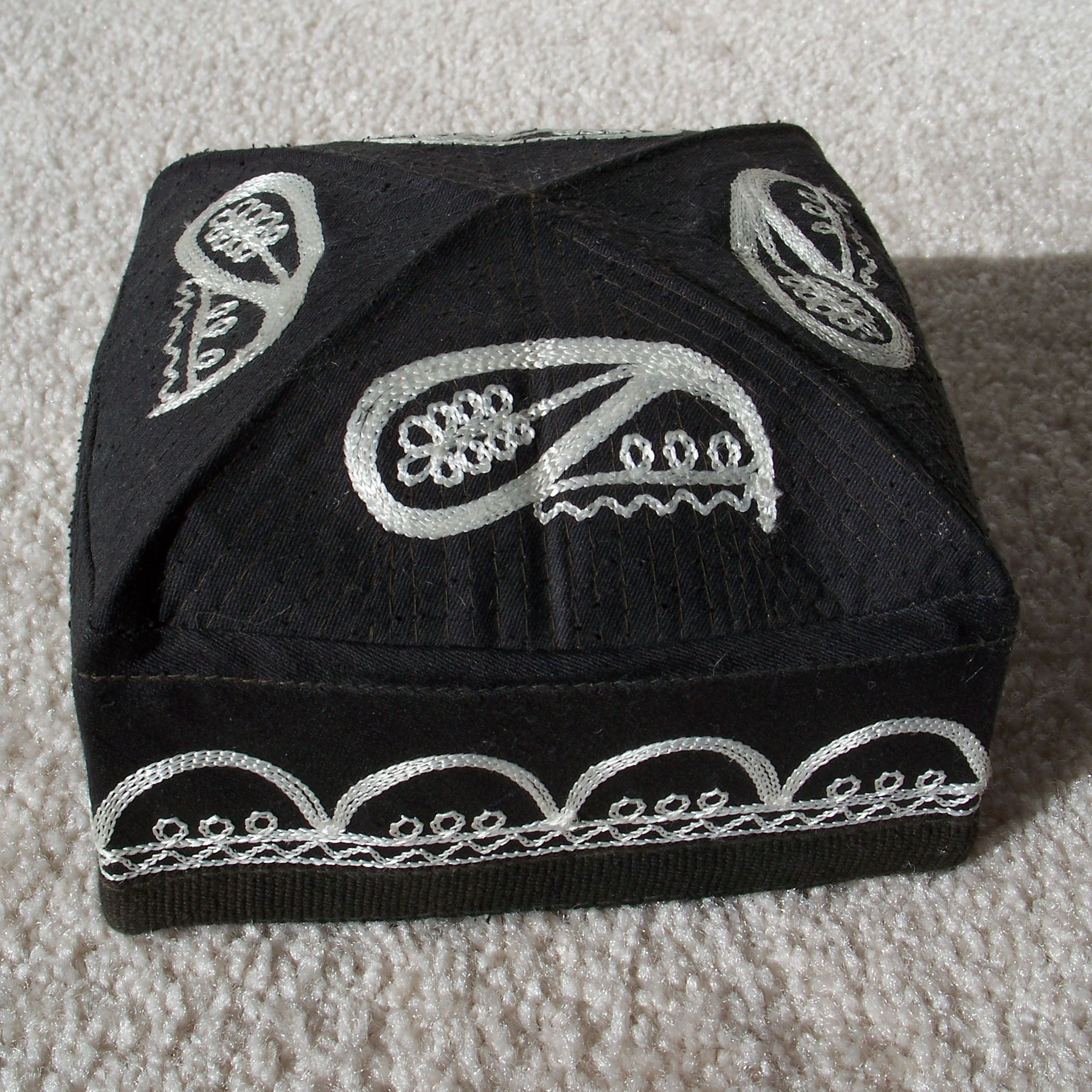
Тюбетейка
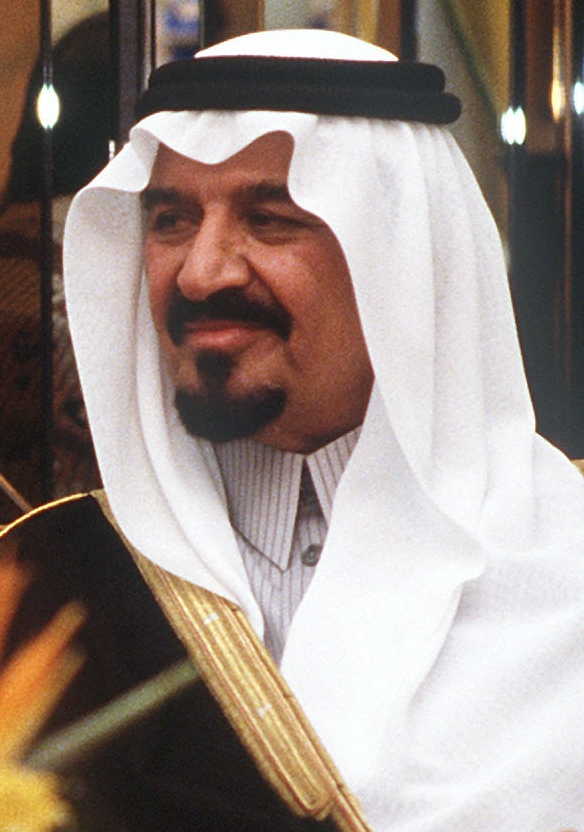
Куфія
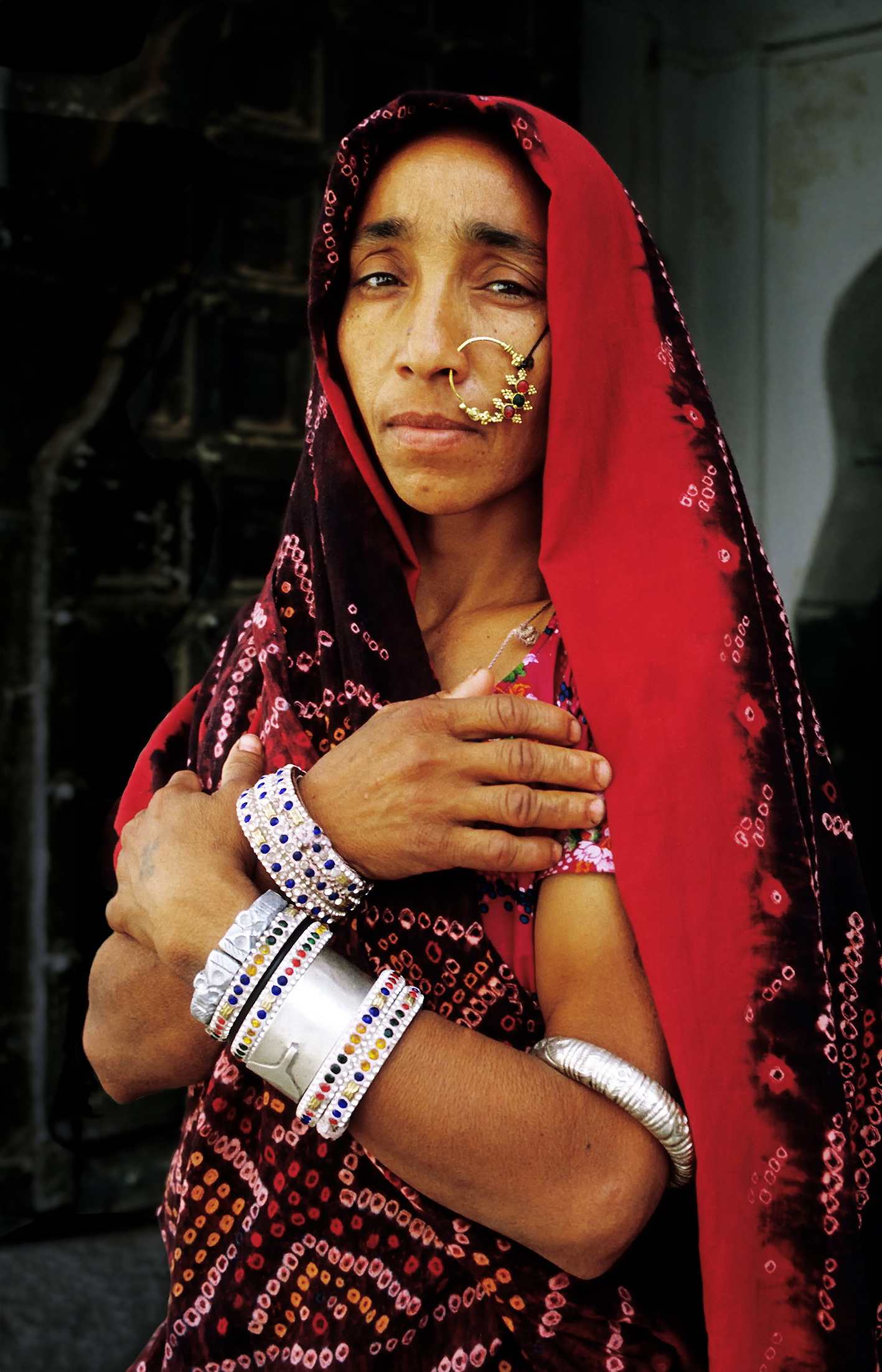
Дупата
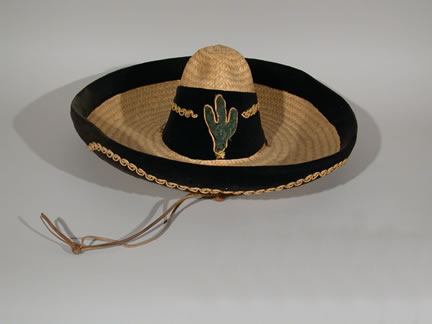
Сомбреро
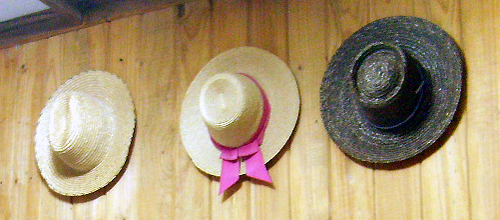
Чупала
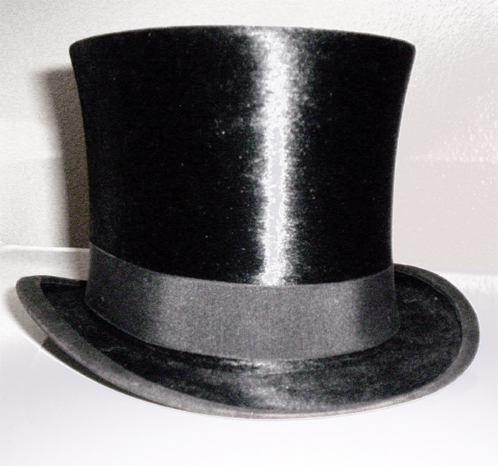
Циліндр (Британія)
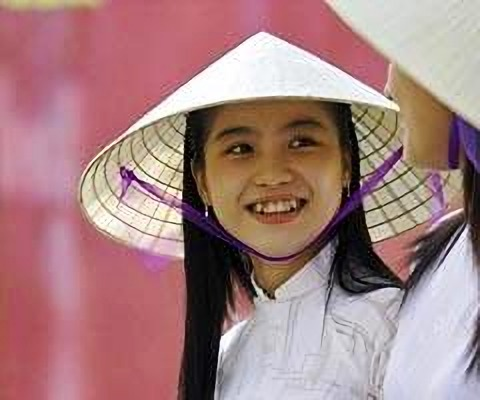
Азійський бриль
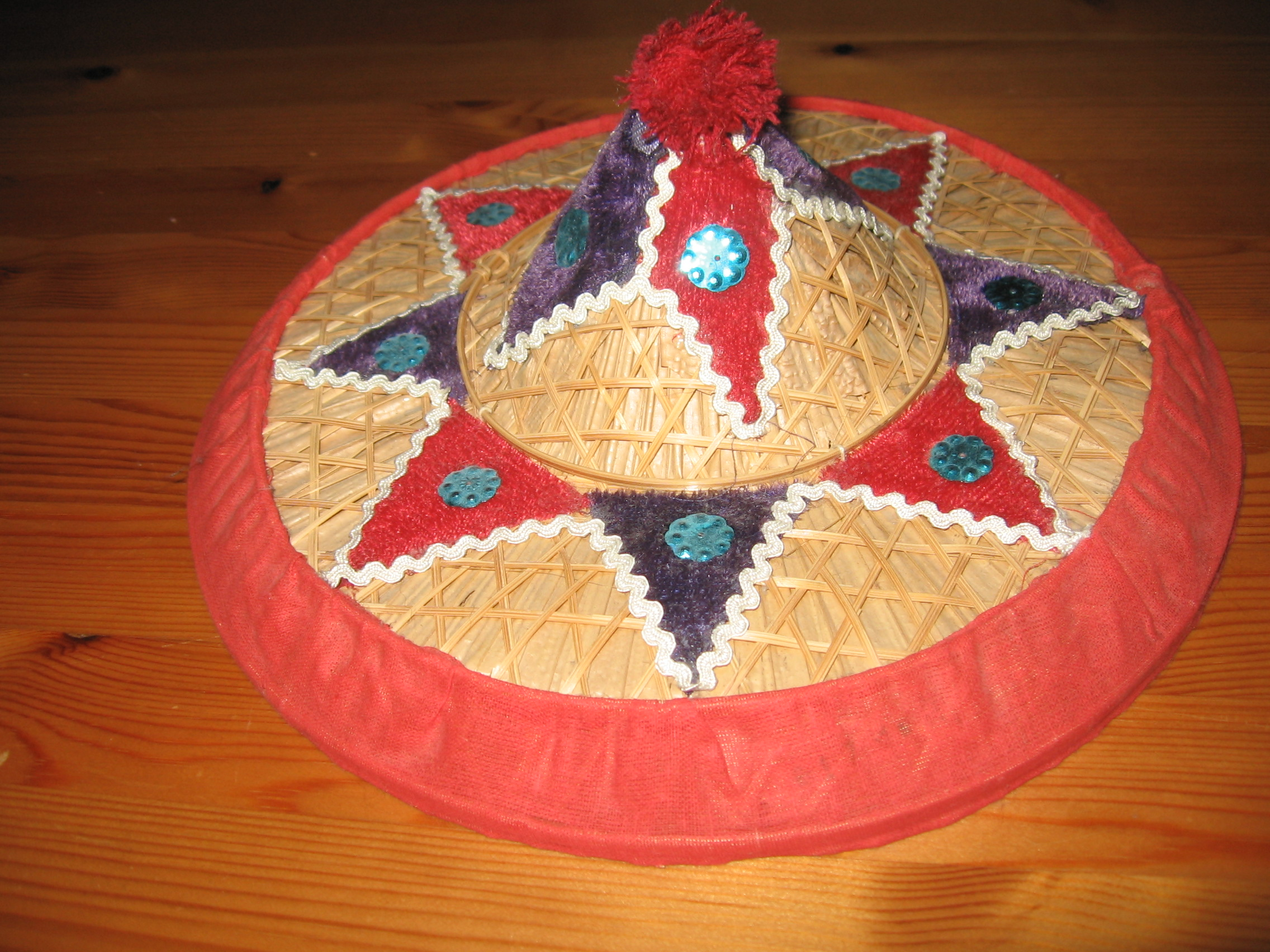
Джаапі
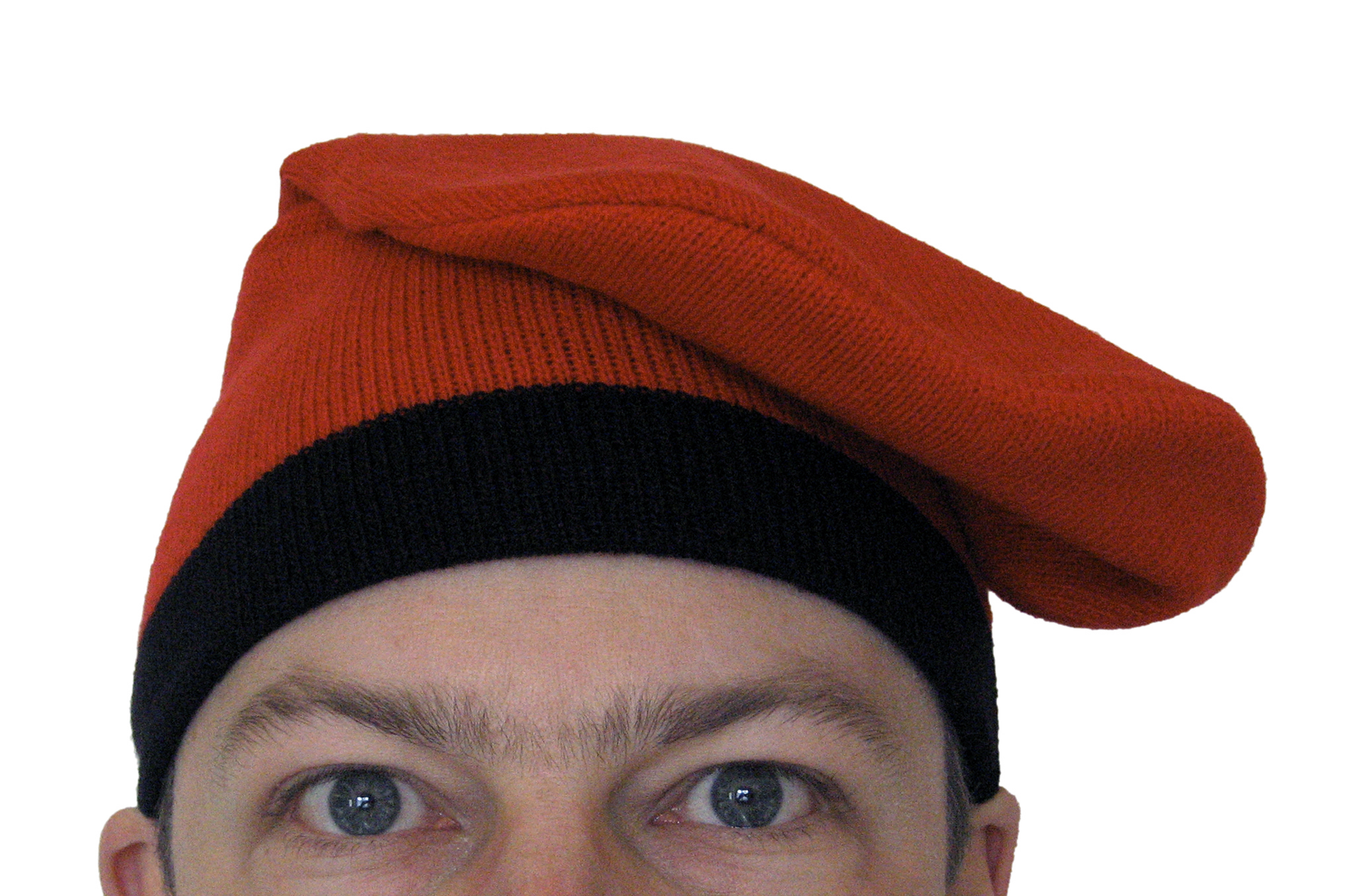
Баретина (Каталонія)
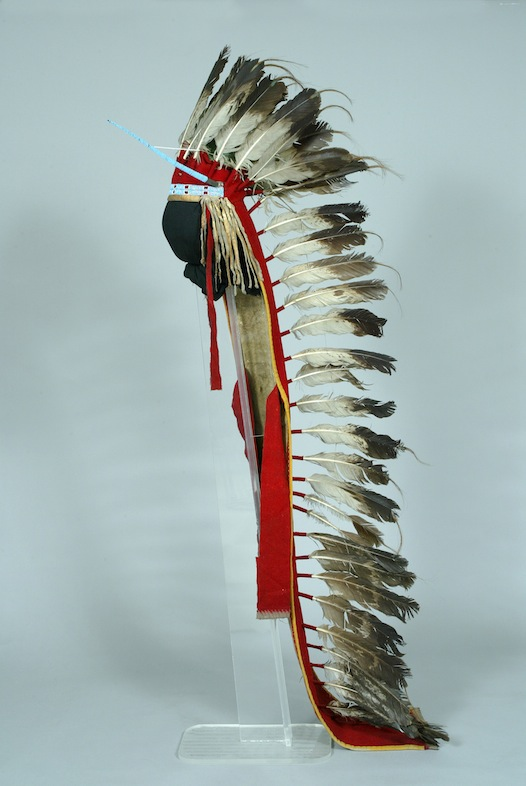
Головний убір індіанця
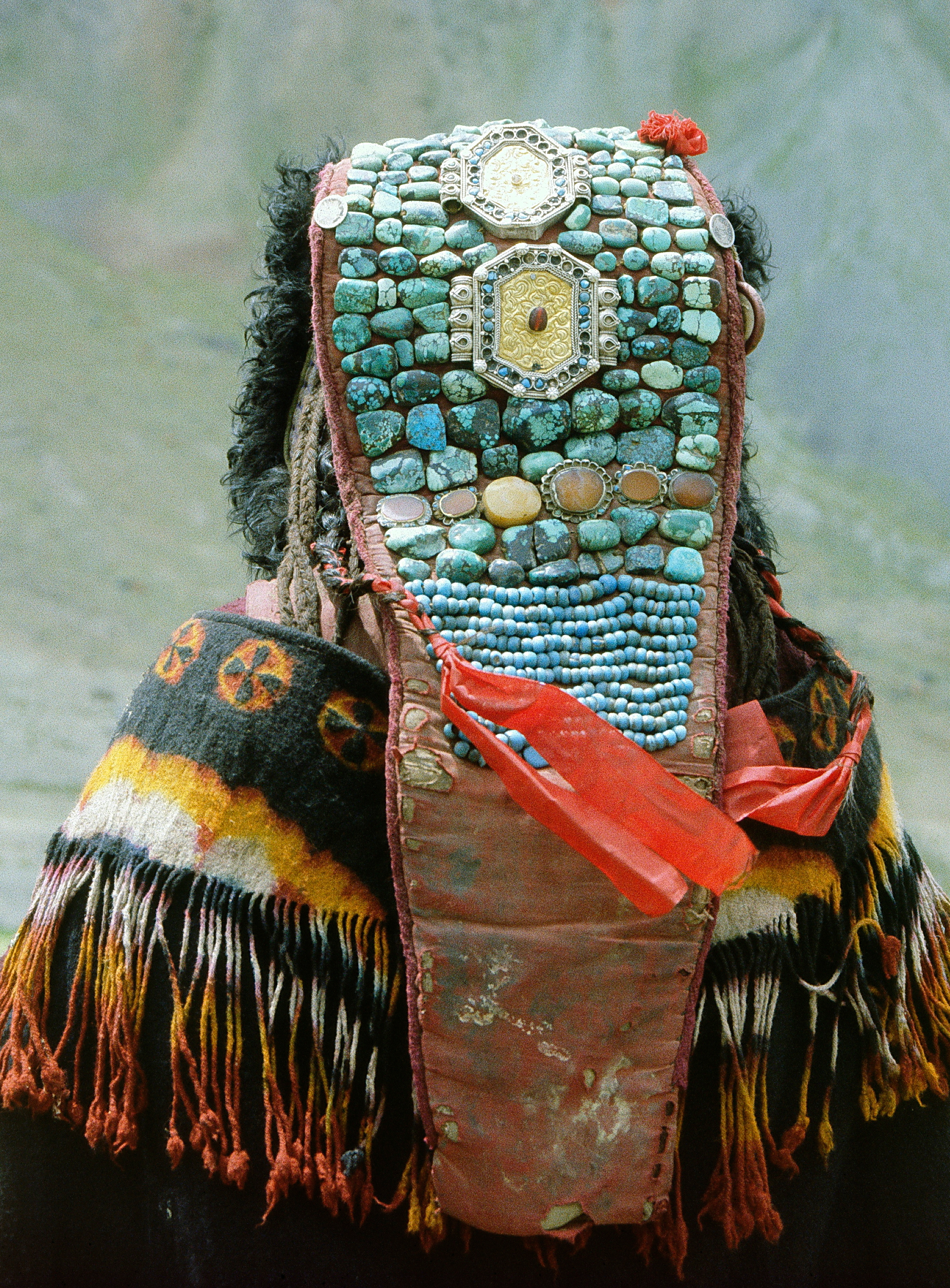
Перак
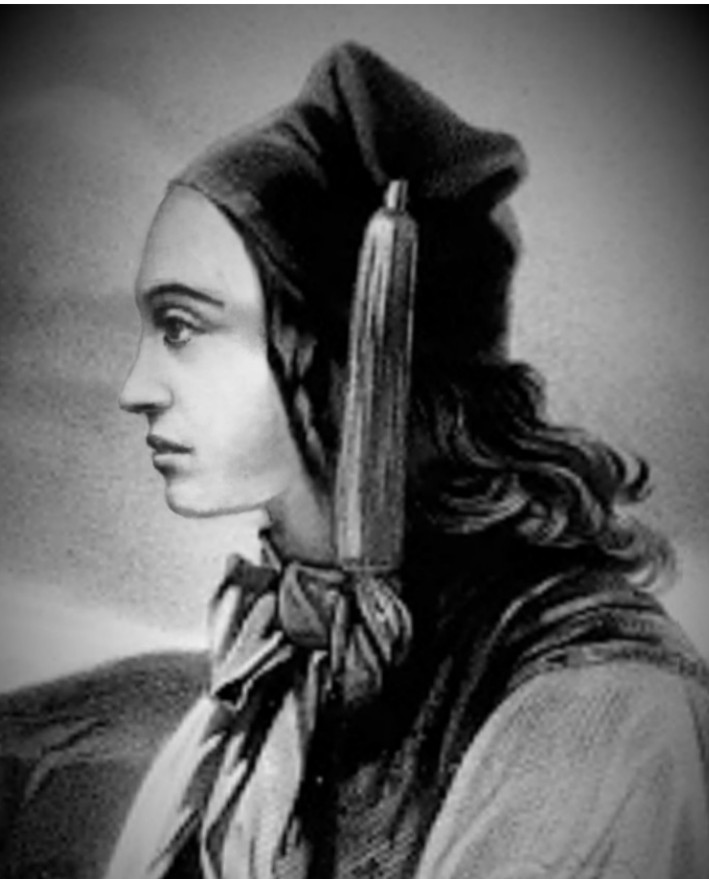
Скотгуфа (Ісландія)
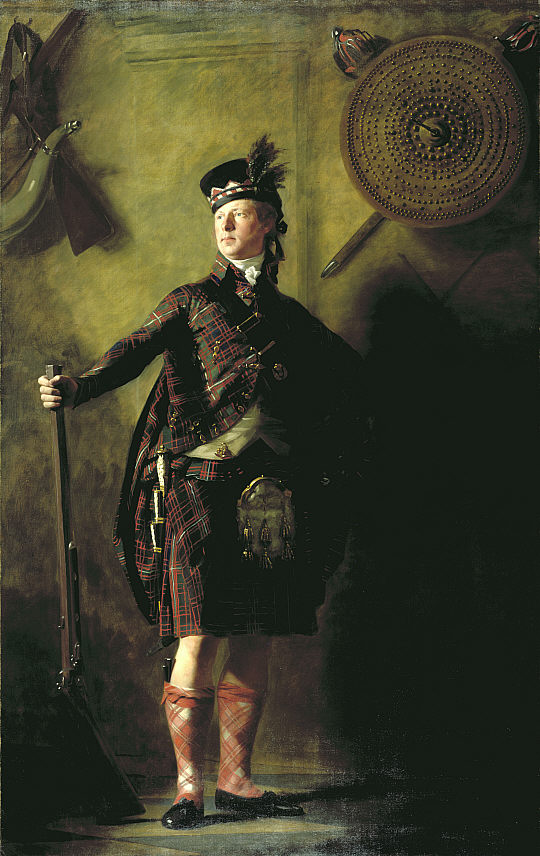
Гленгеррі (Шотландія)
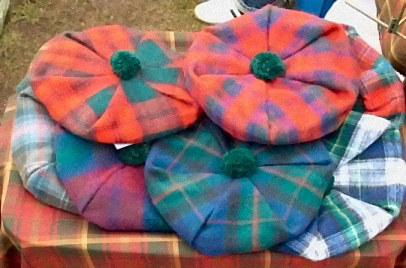
Тем-о-шентер (Шотландія)
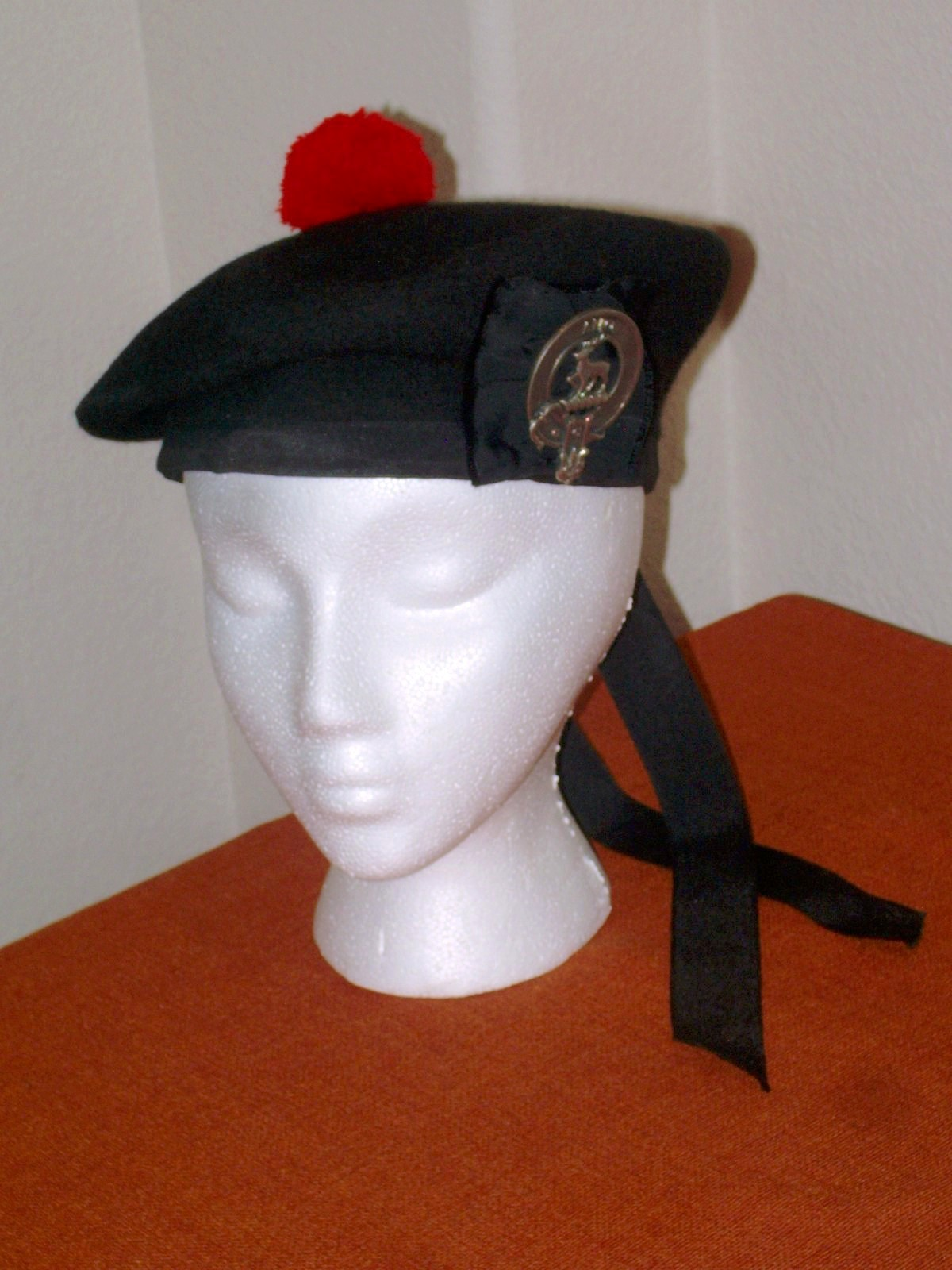
Балморал (Шотландія)
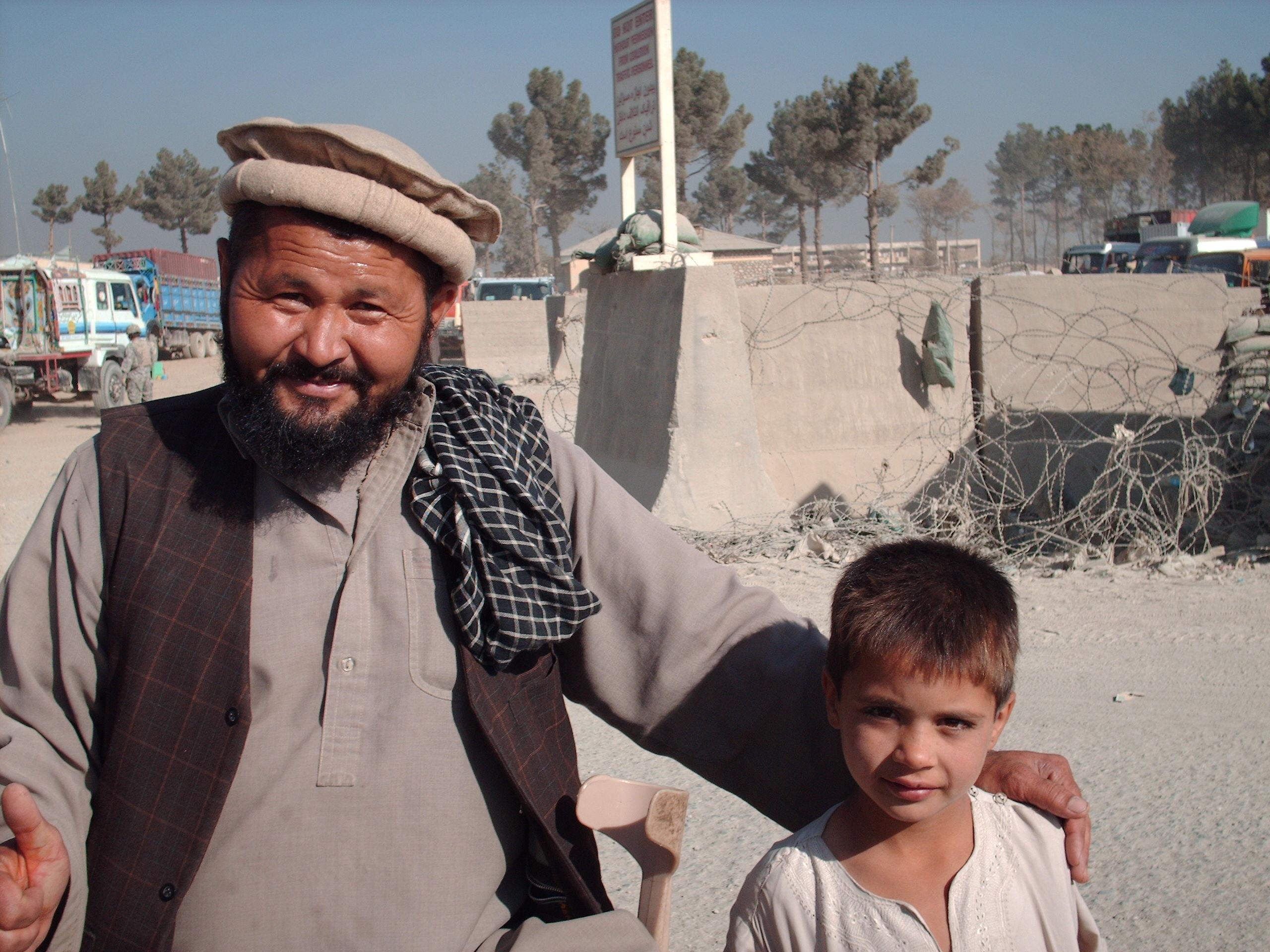
Паколь

## Історичні

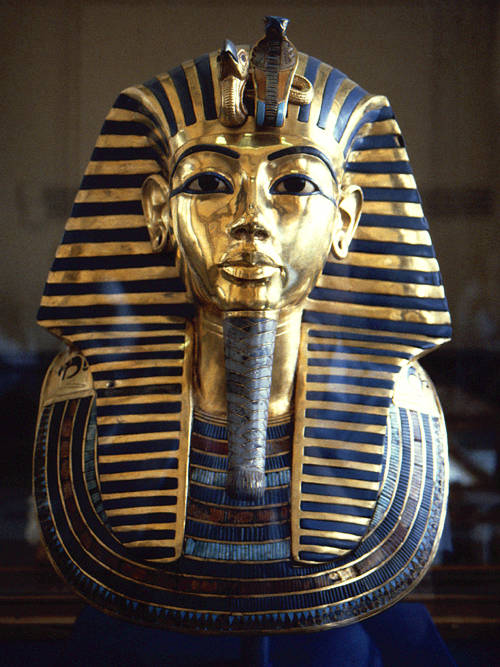
Немес (клафт)
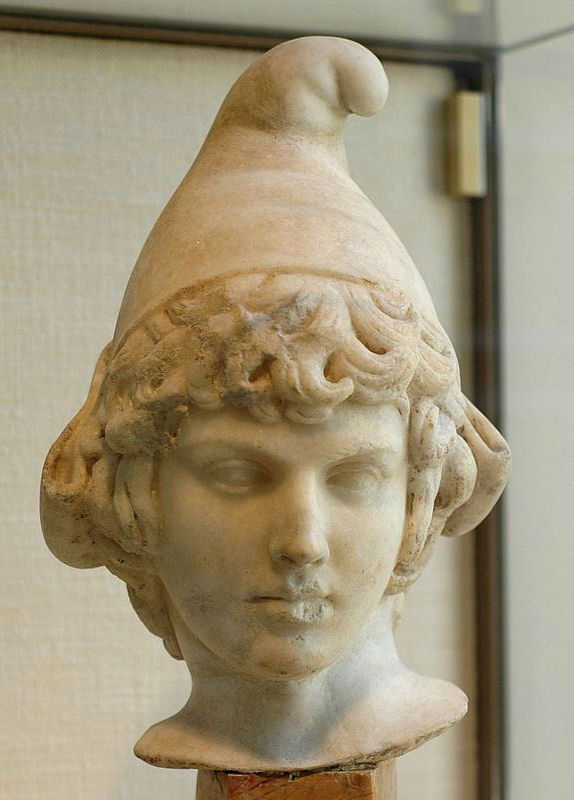
Фригійський ковпак
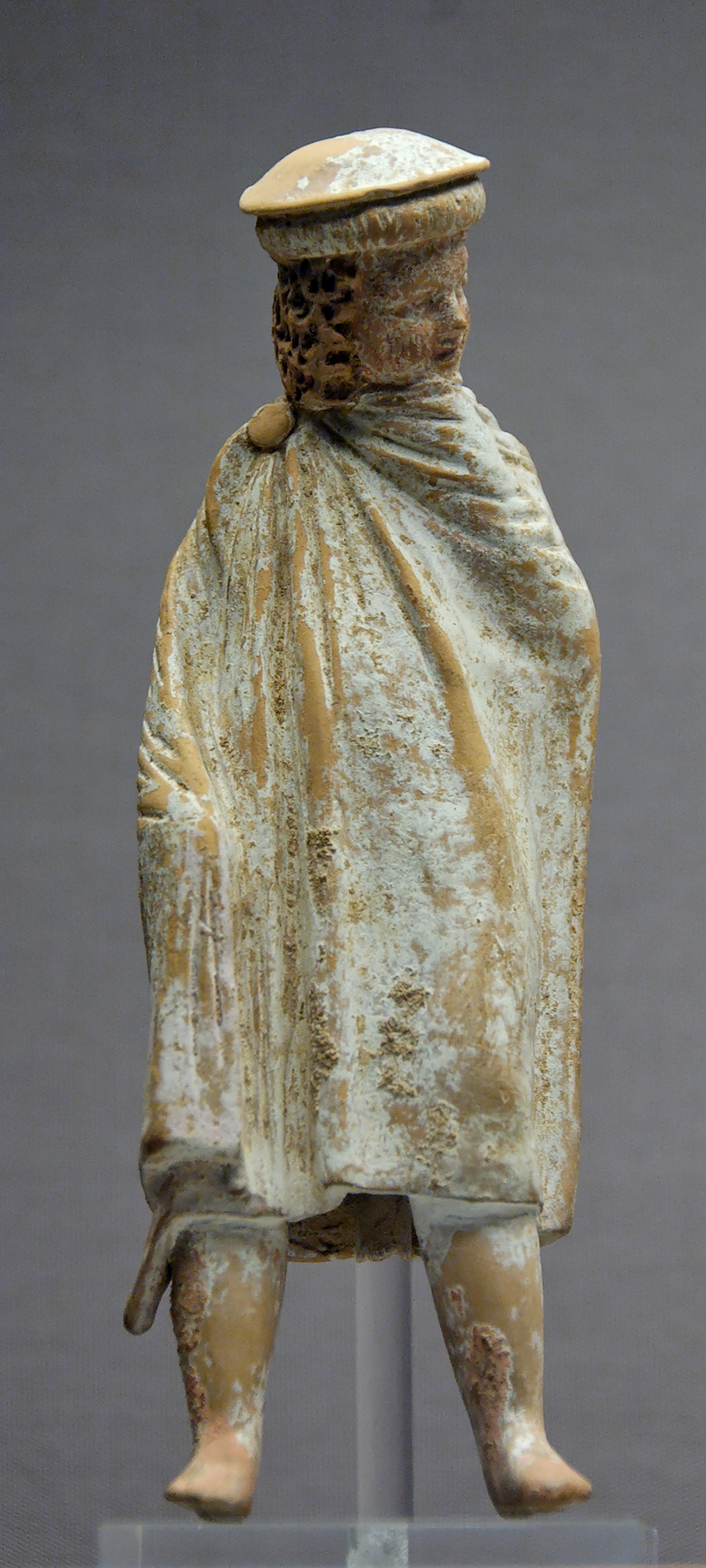
Каусія
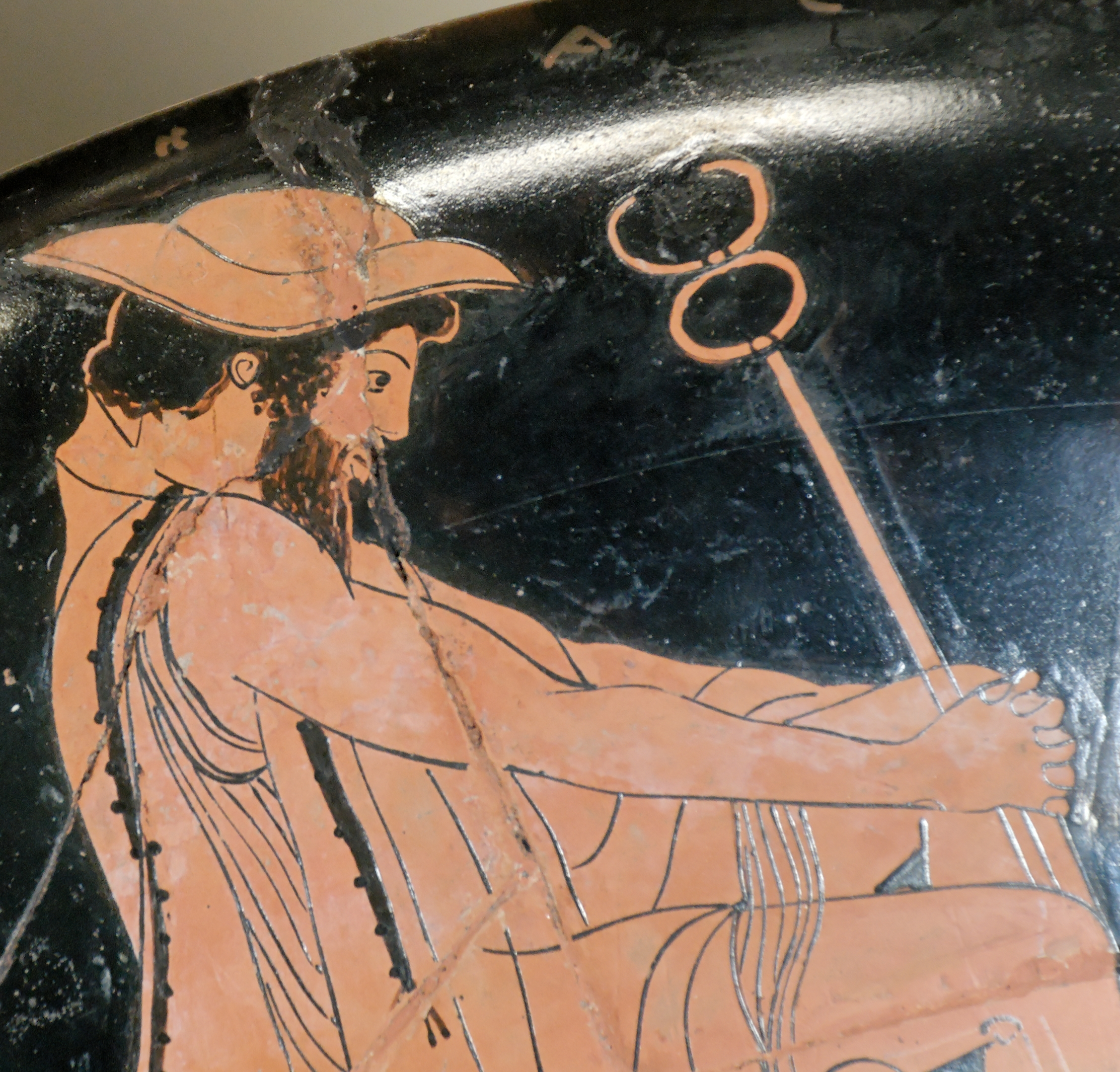
Петас
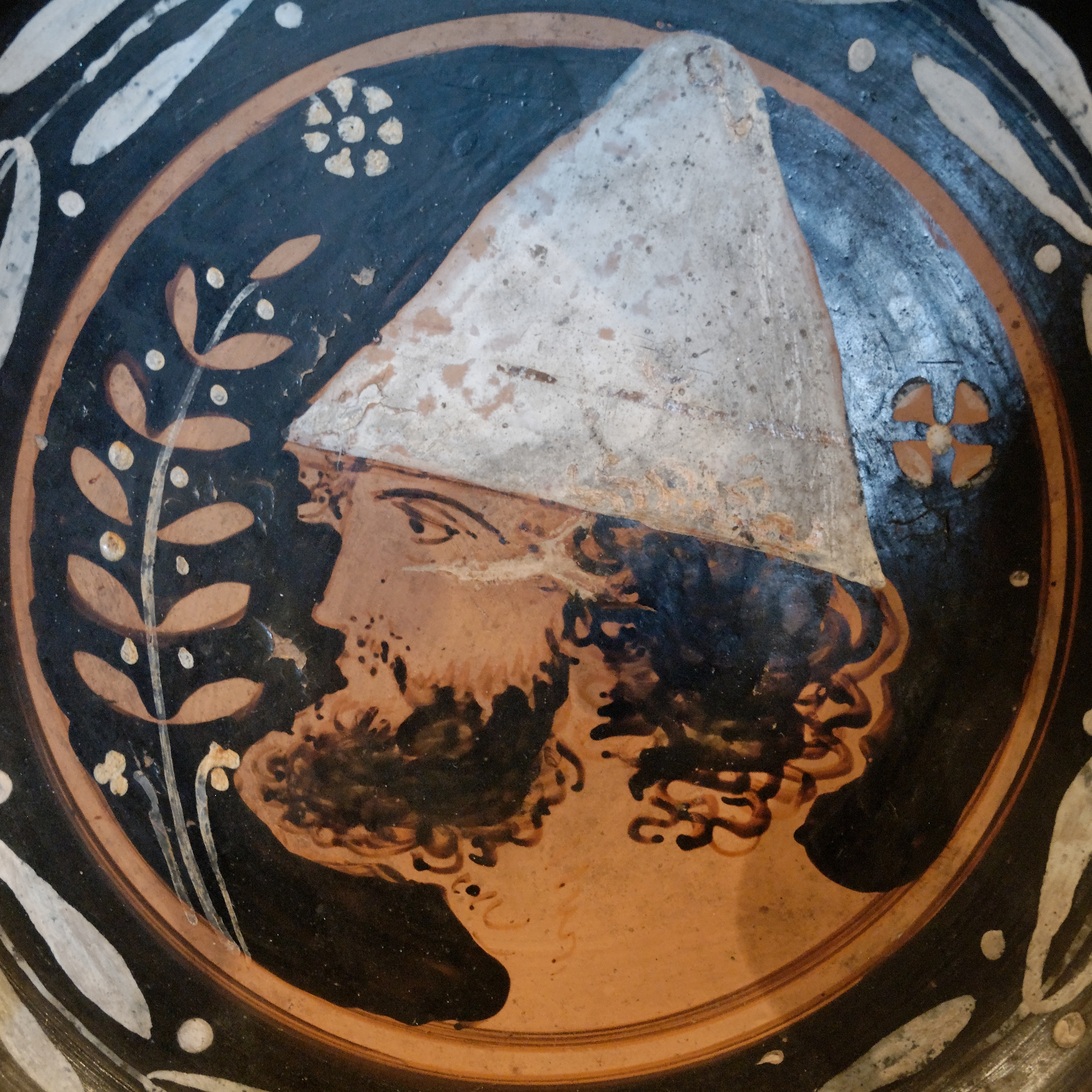
Пілос
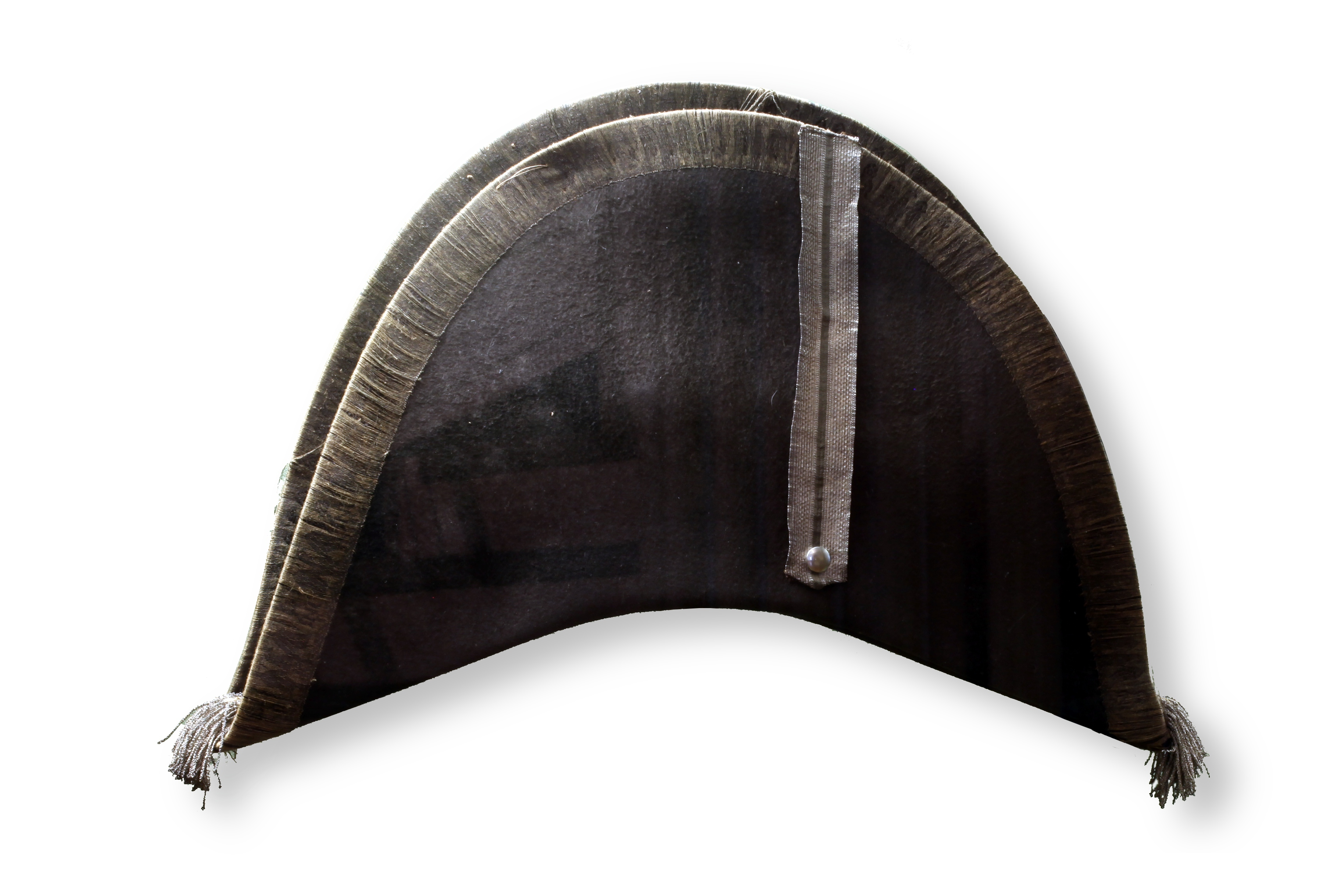
Двоуголка
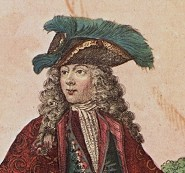
Треуголка
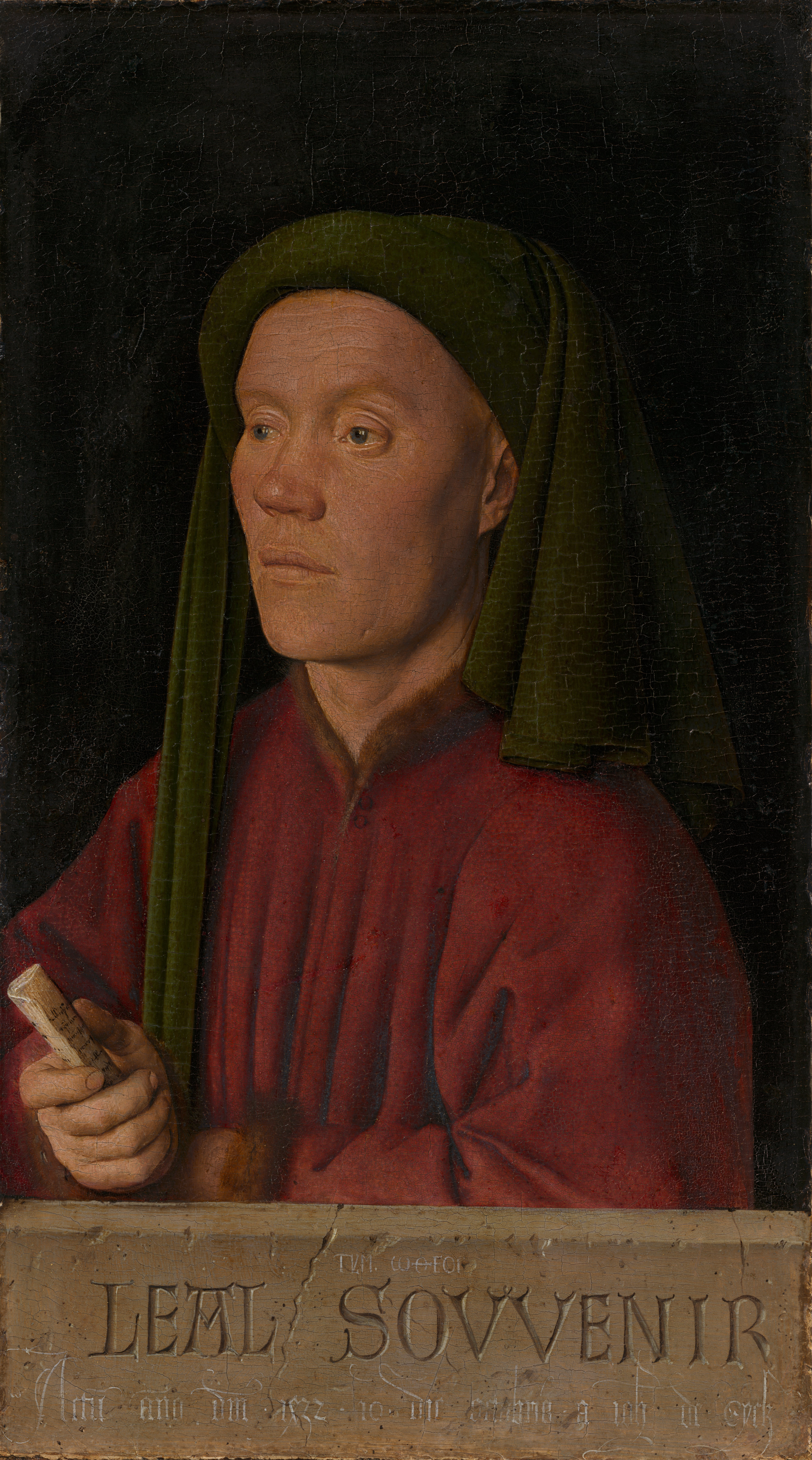
Шаперон
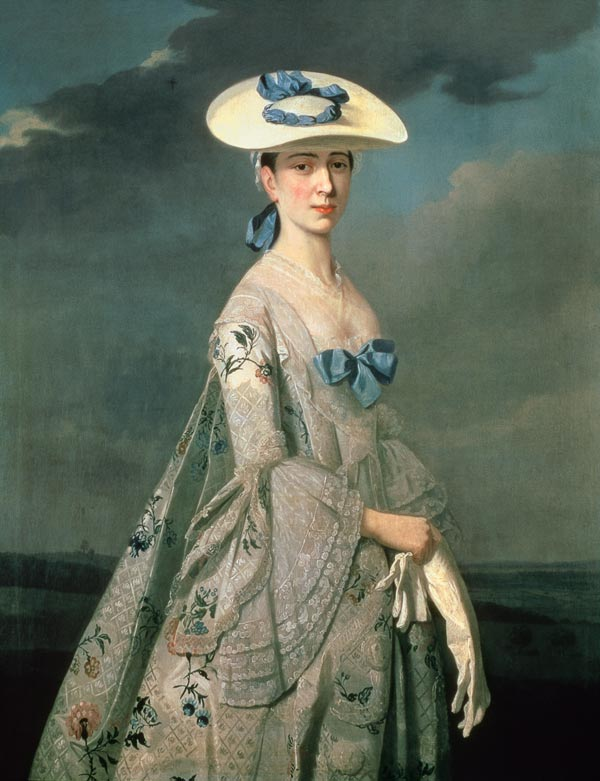
Шапо бержер
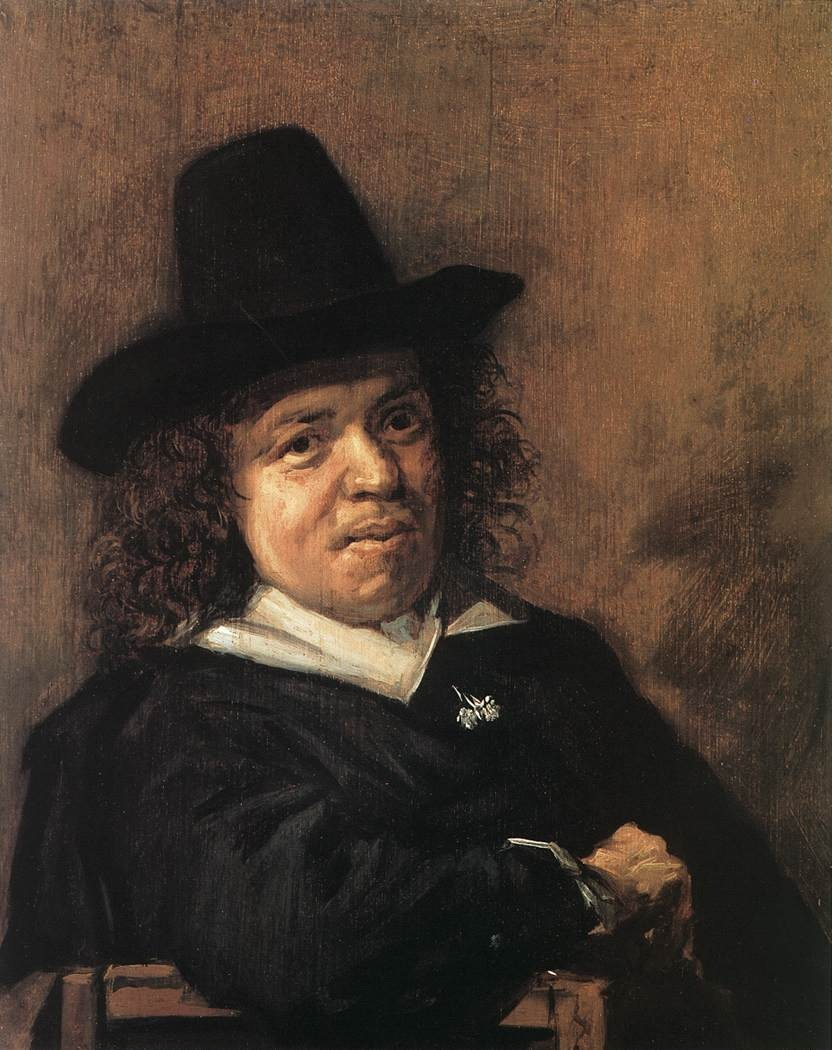
Капотен
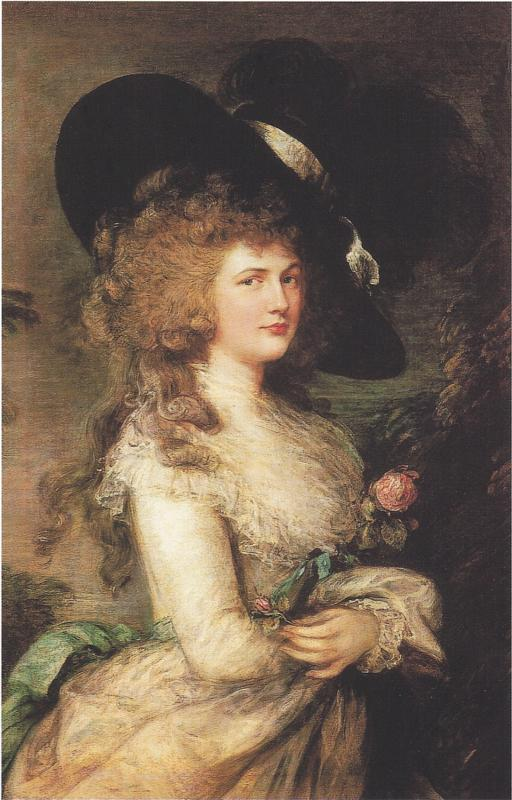
Капелюх Гейнсборо
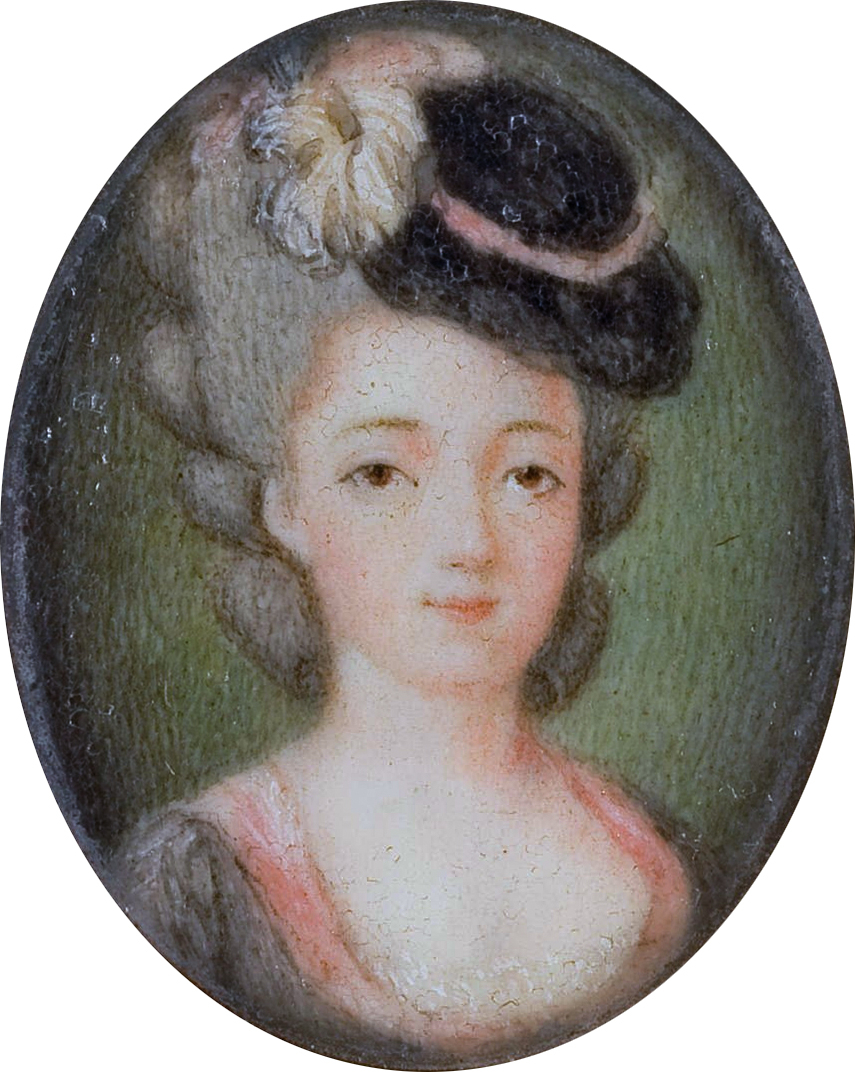
Ляльковий капелюшок
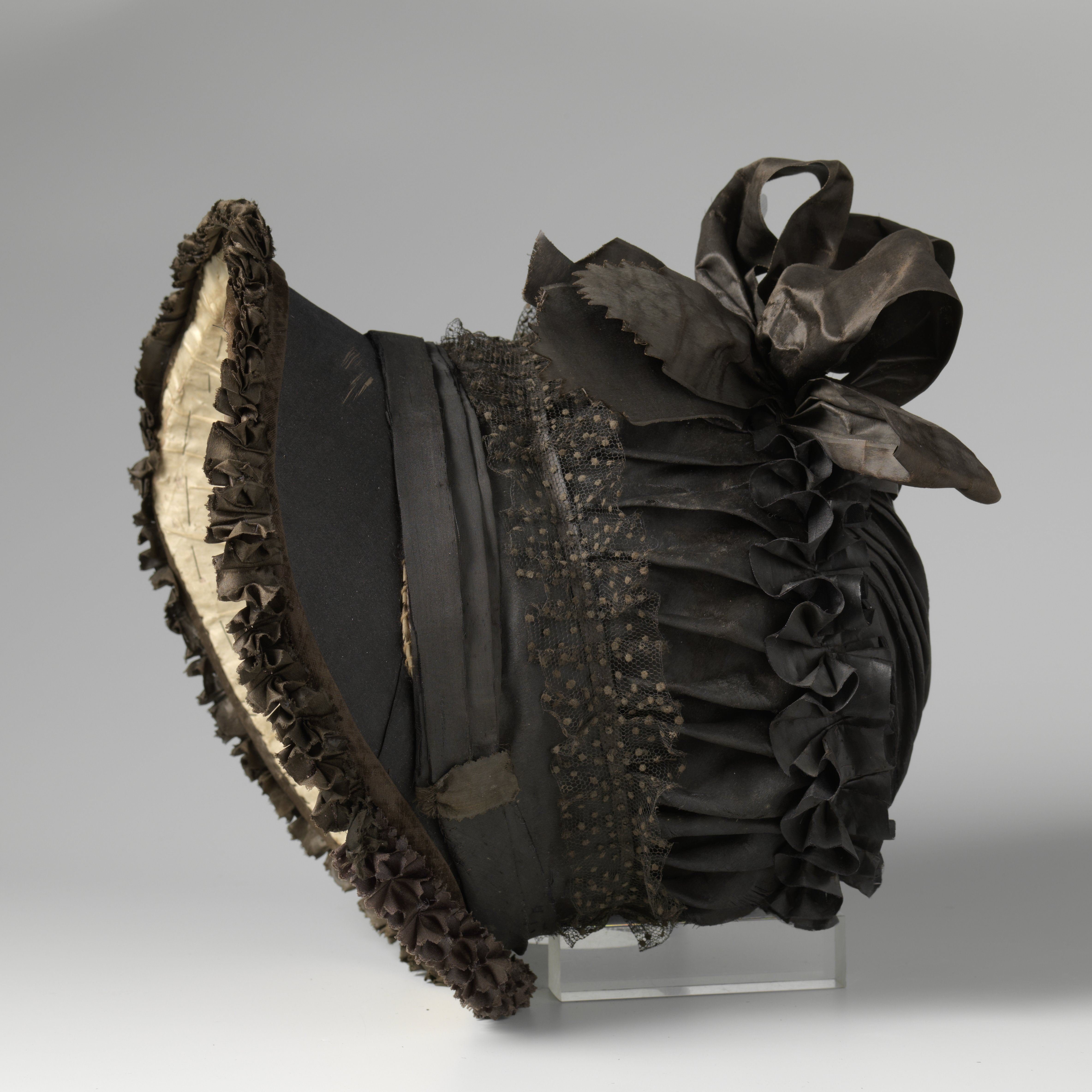
Капор
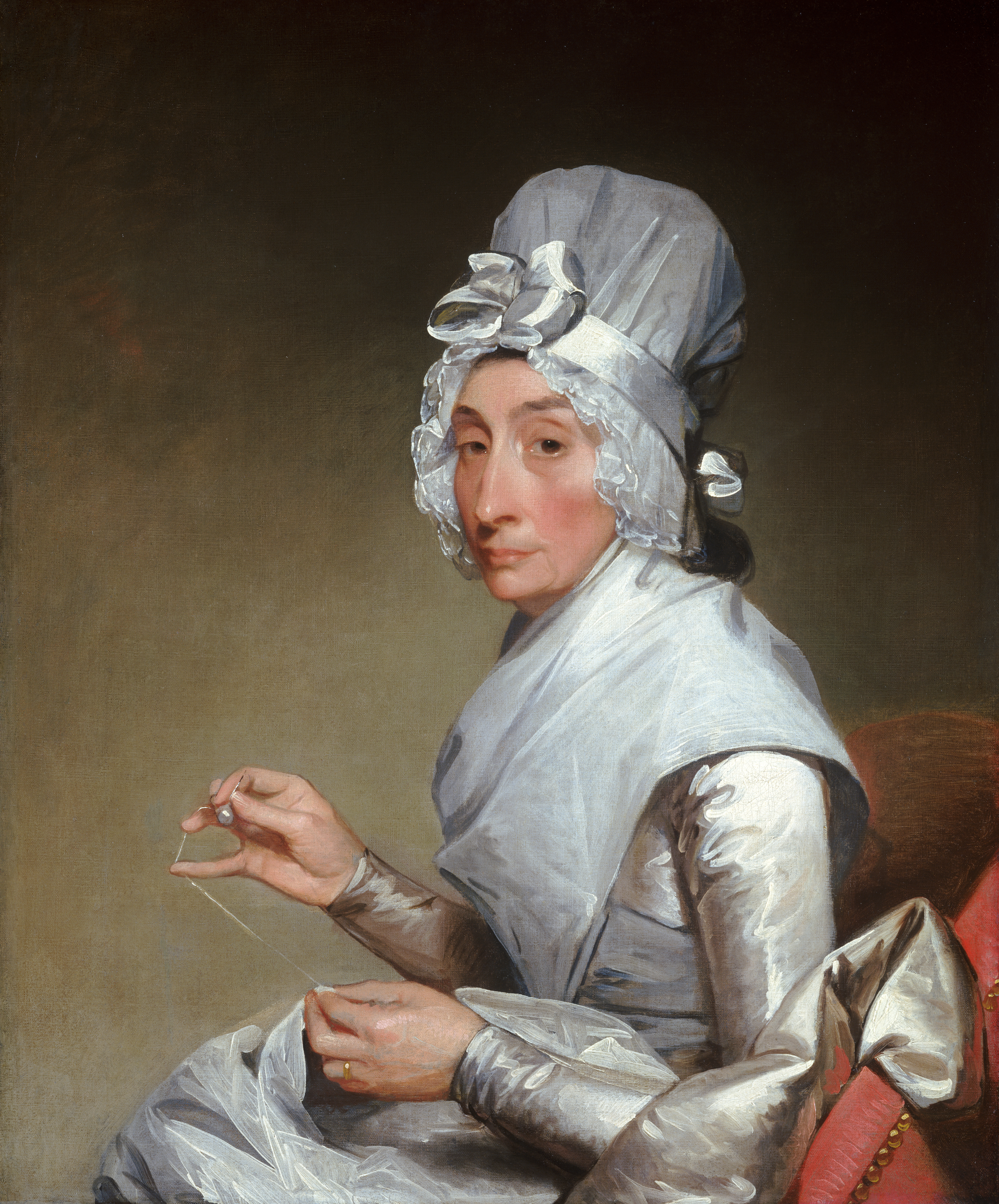
Чепець
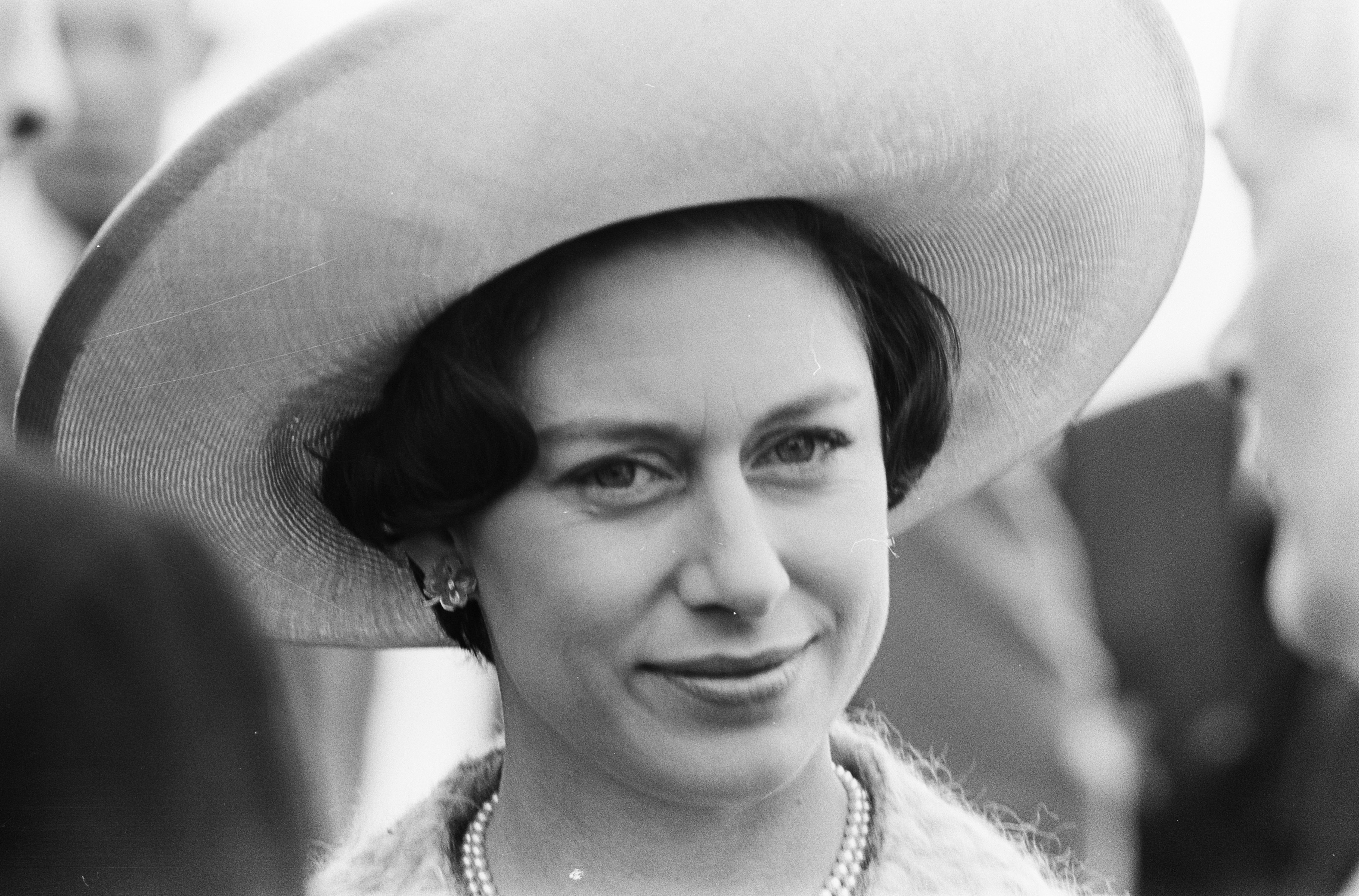
Бретонський капелюх
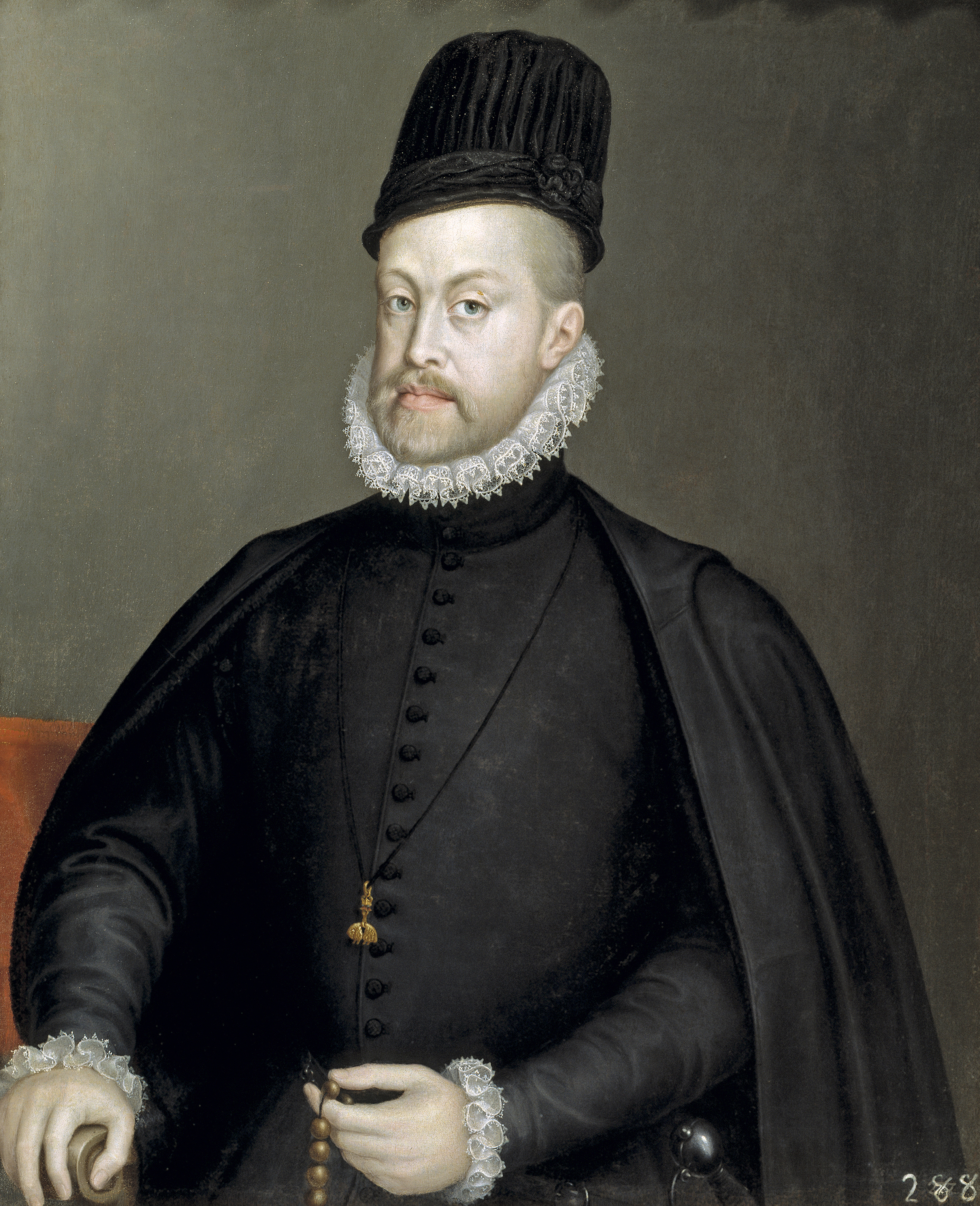
Ток
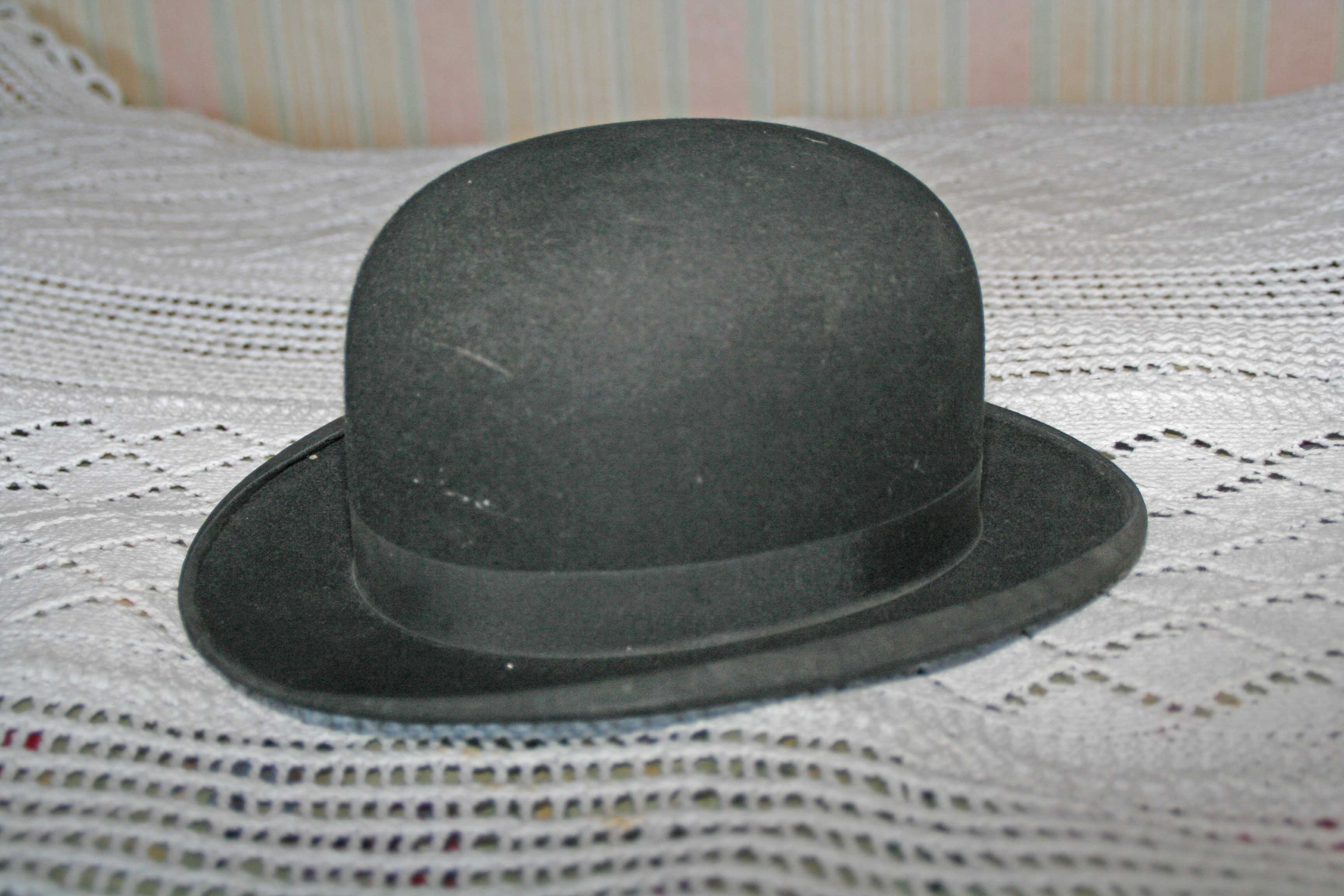
Котелок
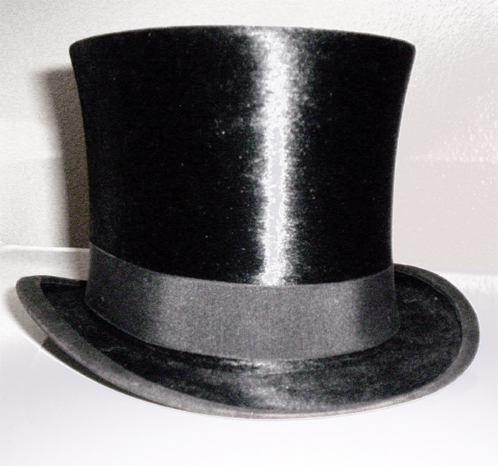
Циліндр
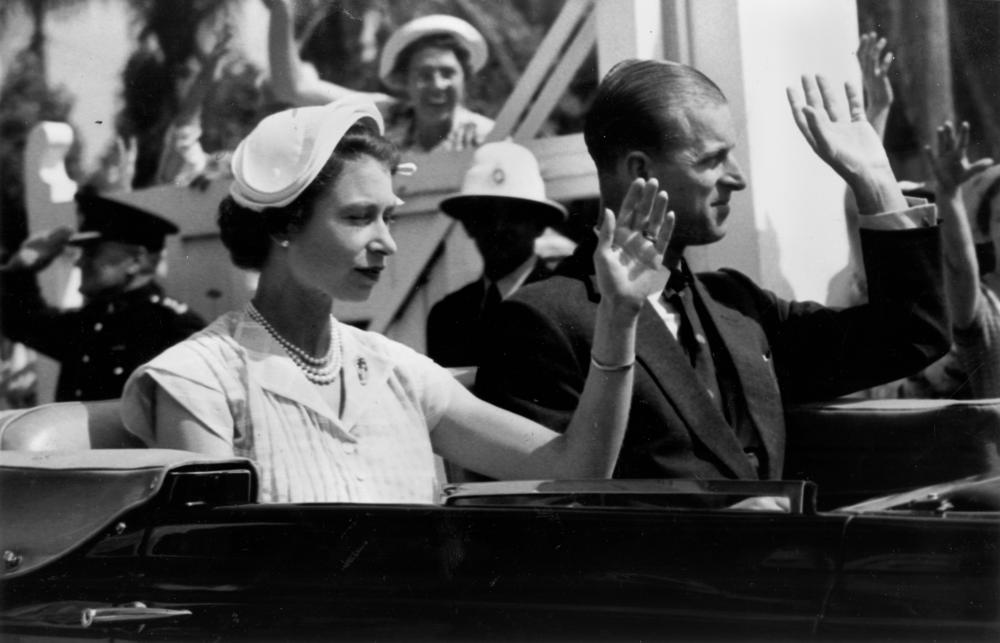
Півкапелюшик
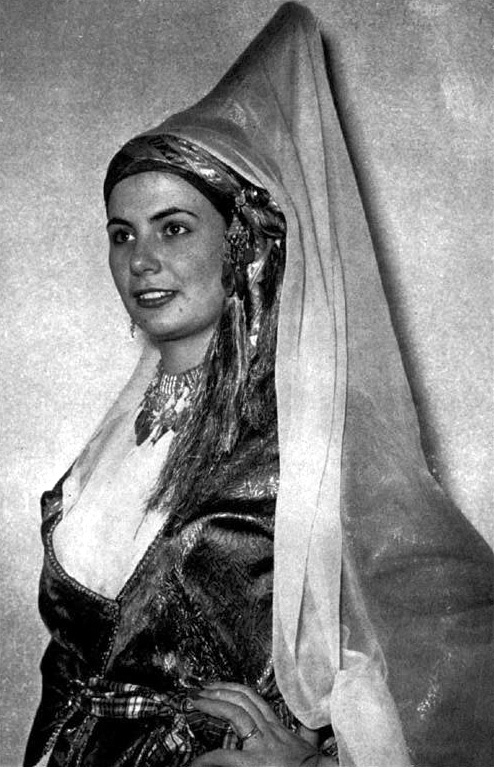
Тантур
Дирсталкер
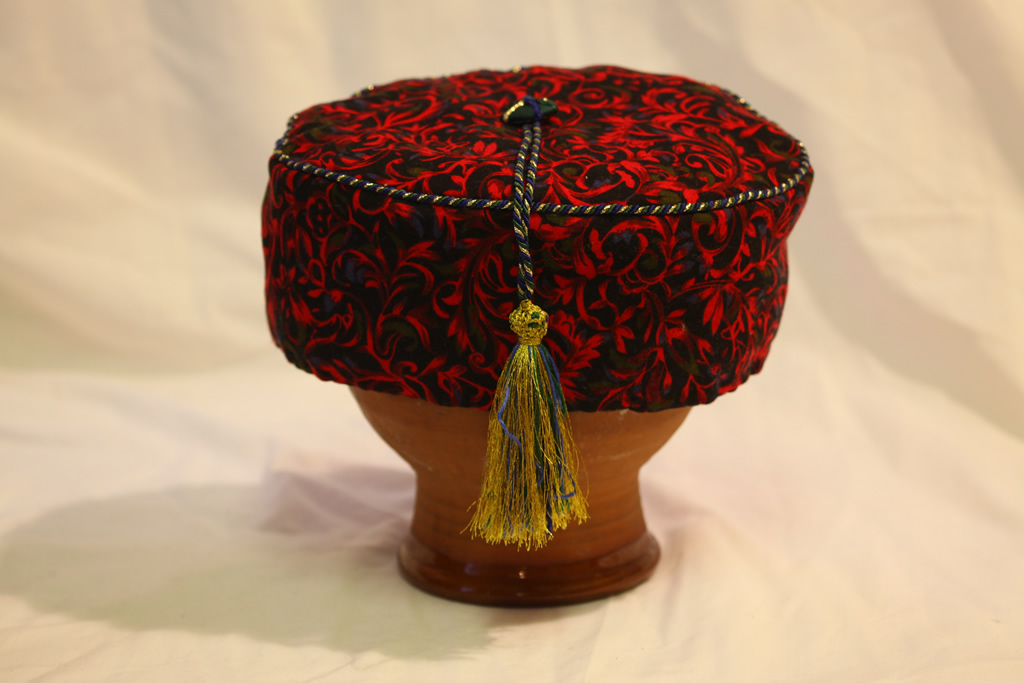
Палильна шапочка
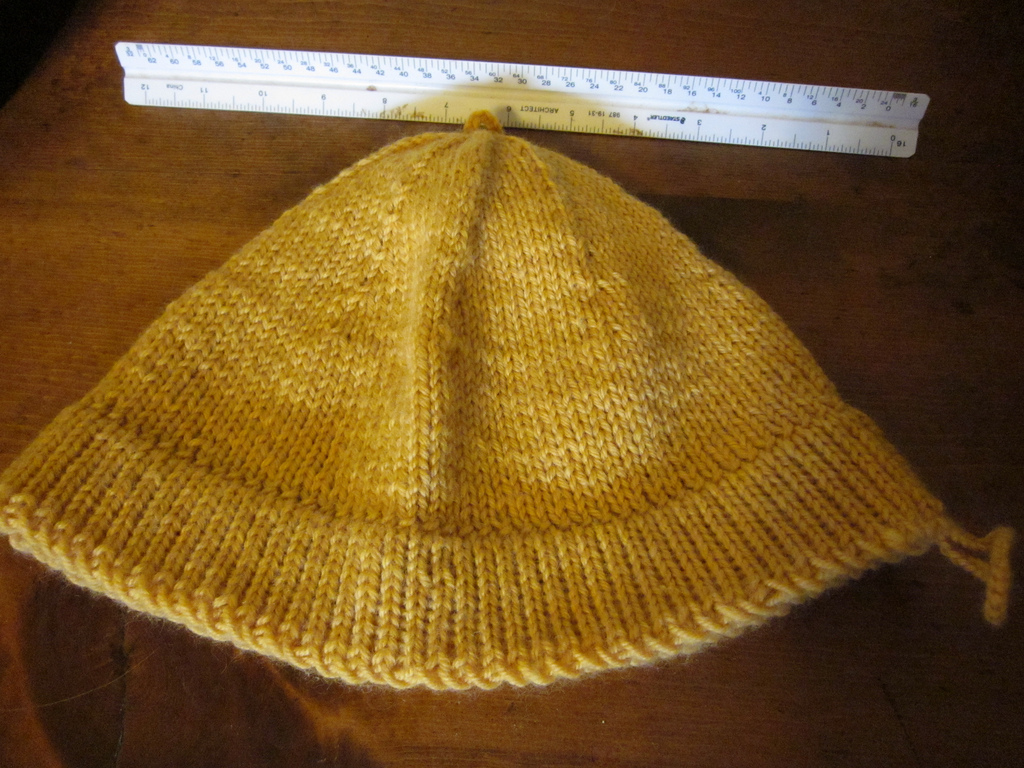
Монтмутська шапка
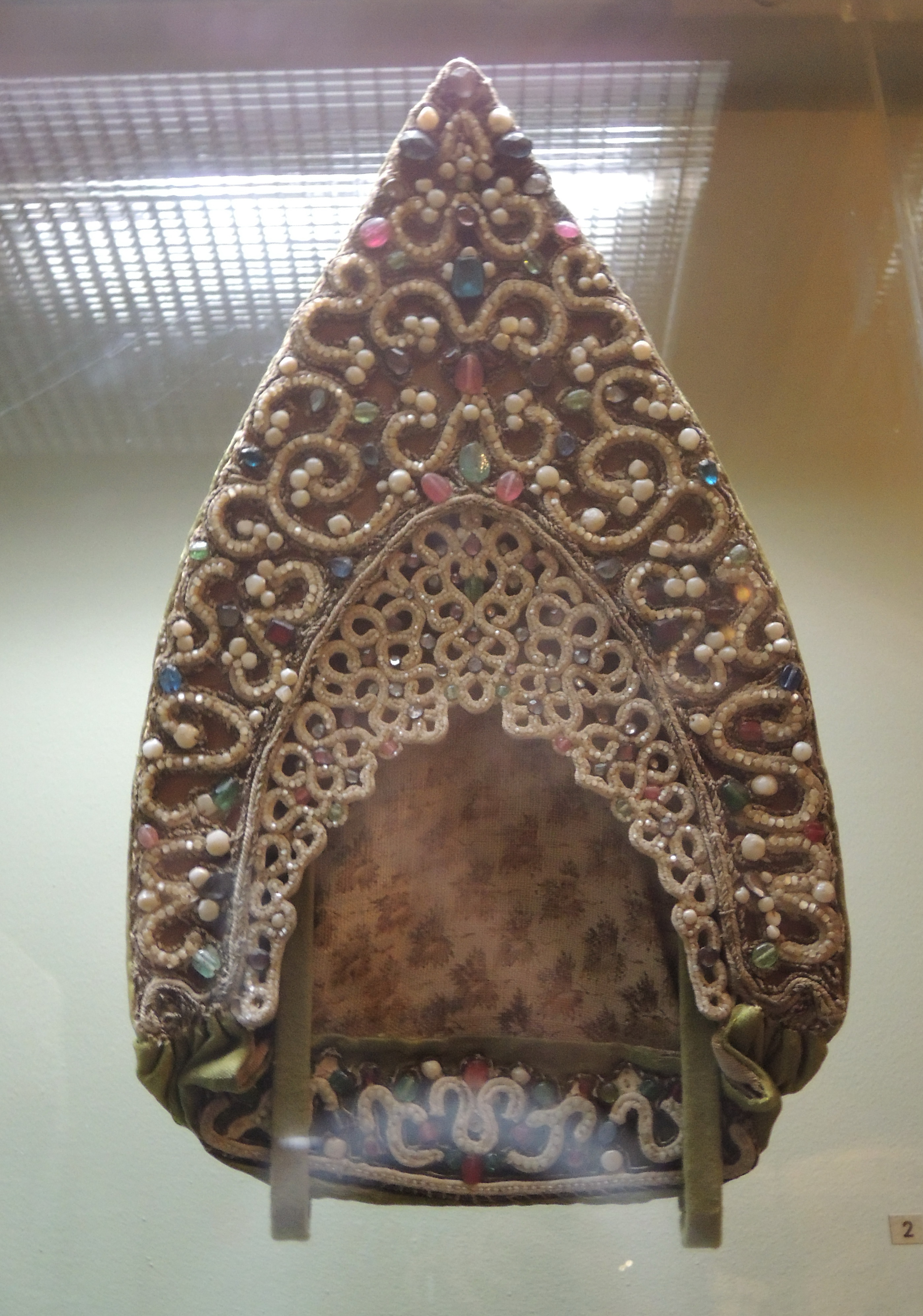
Кокошник
Очіпок
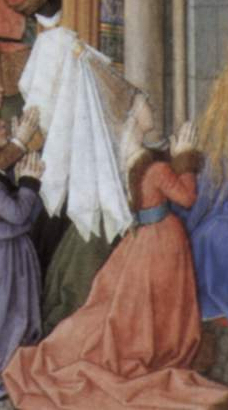
Генін
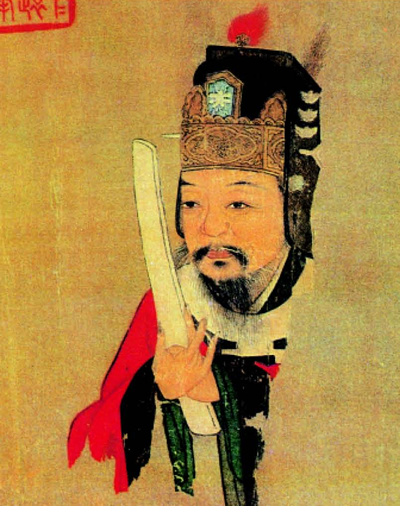
Капелюхи костюму ханьфу

## Сучасні

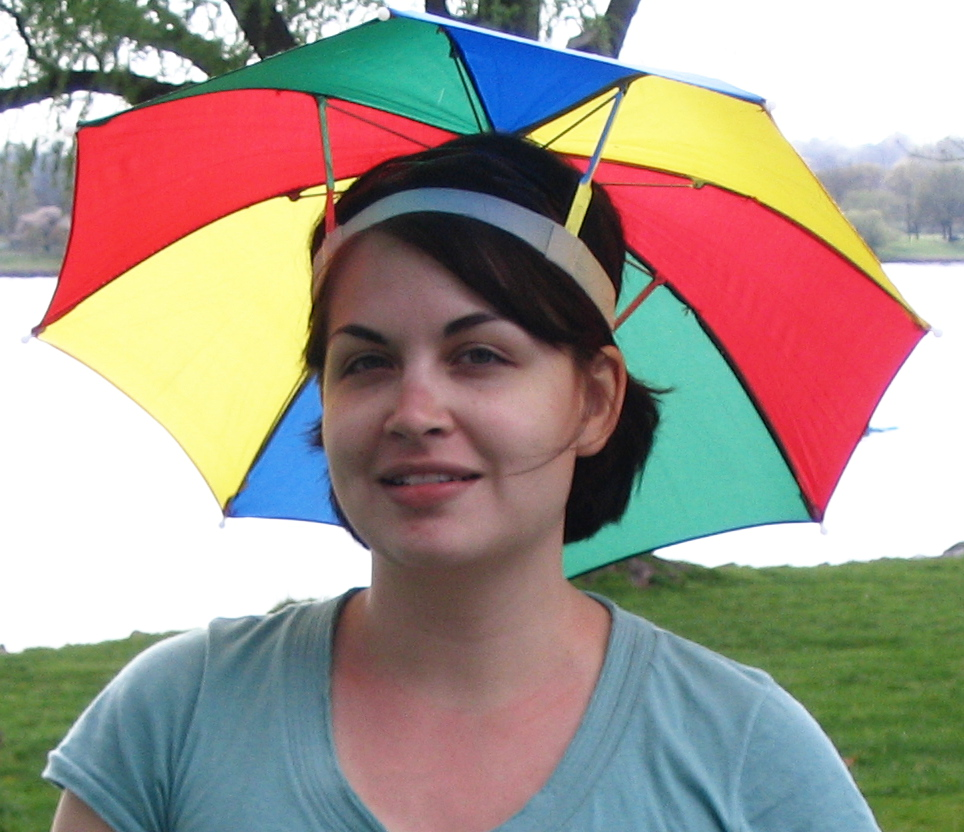
Капелюх-парасоль
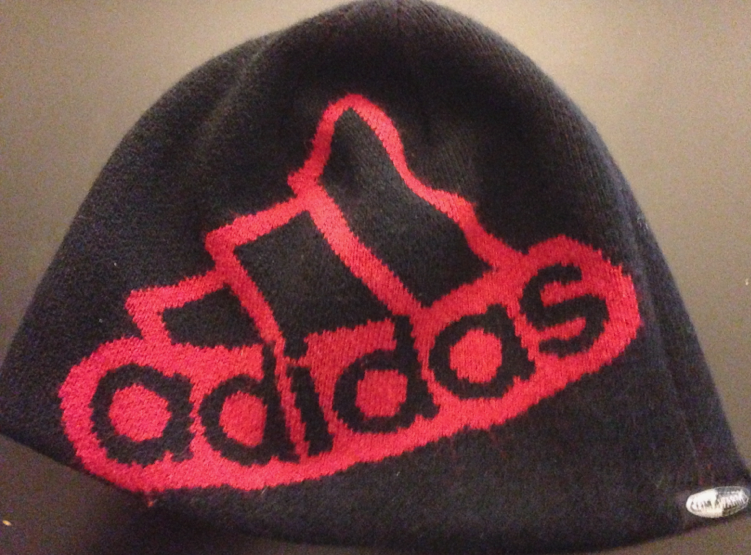
В'язана шапочка

## Інші

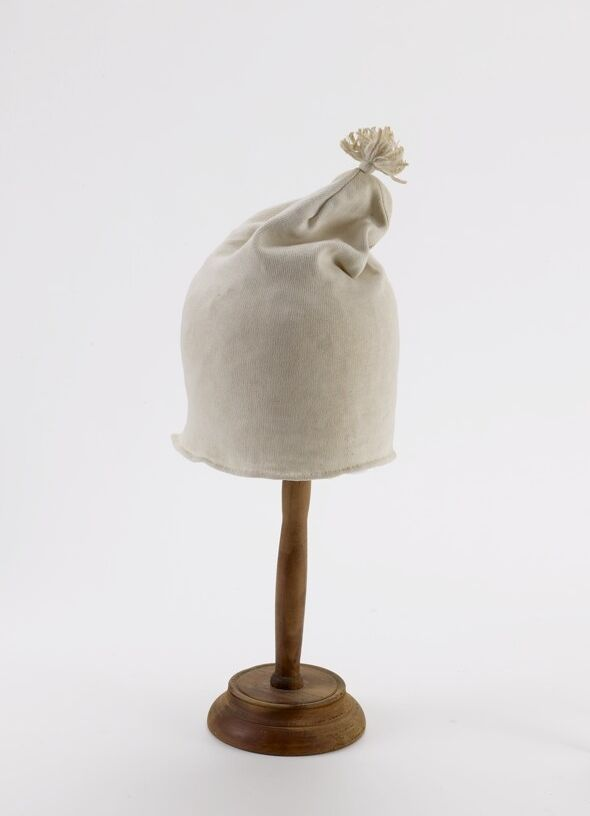
Нічний ковпак
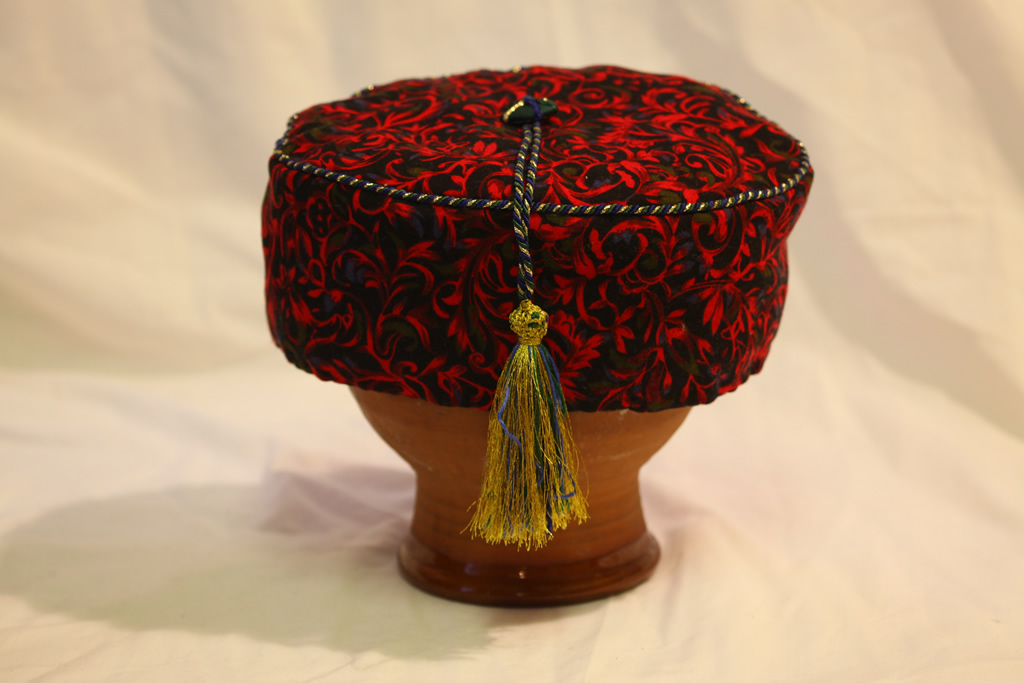
Палильна шапочка